# 2019年香港
|        | 香港歷史 \| 香港歷史年表                                                                                                   |
| 世紀： | 20世紀香港 \| 21世紀香港 \| 22世紀香港                                                                                     |
| 年代： | 1980年代香港 \| 1990年代香港 \| 2000年代香港 \| 2010年代香港 \| 2020年代香港 \| 2030年代香港 \| 2040年代香港               |
| 年份： | 2015年香港 \| 2016年香港 \| 2017年香港 \| 2018年香港 \| 2019年香港 \| 2020年香港 \| 2021年香港 \| 2022年香港 \| 2023年香港 |
| 紀年： | 己亥年（猪年）、香港開埠178周年、香港回歸22周年                                                                            |

## 政府

### 行政

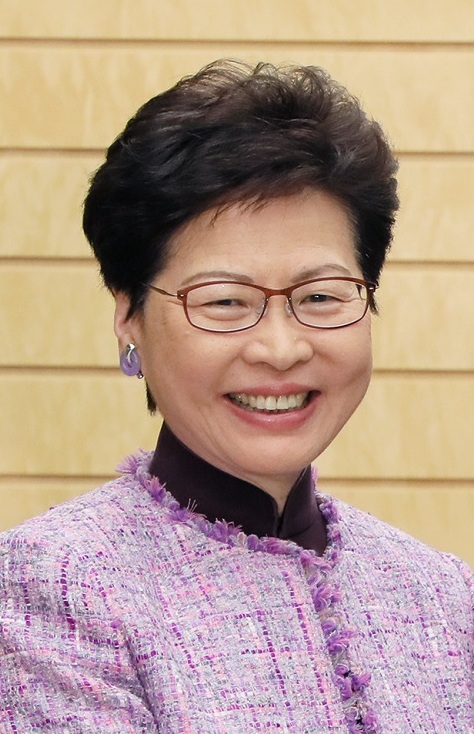
行政長官：林鄭月娥
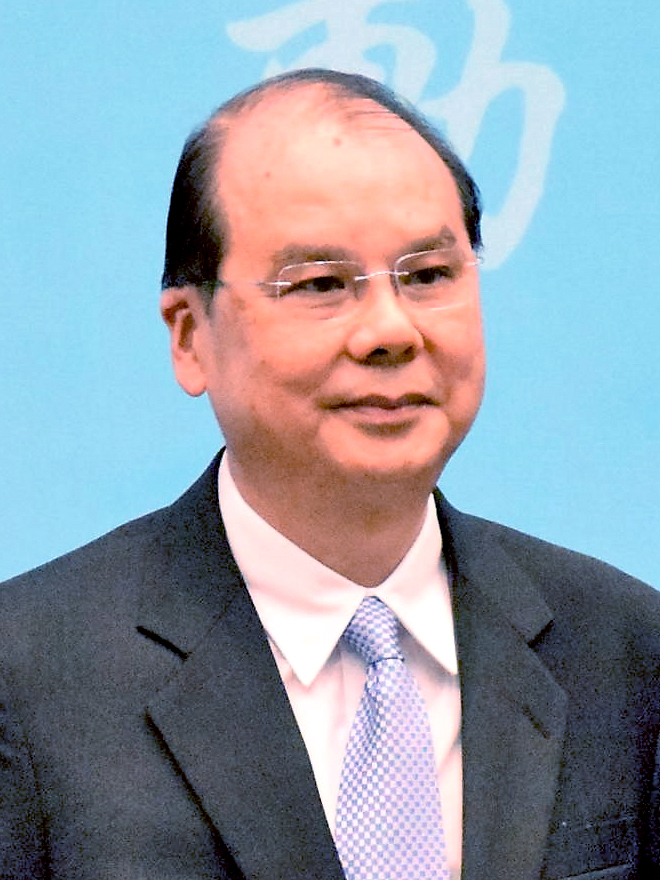
政務司司長：張建宗
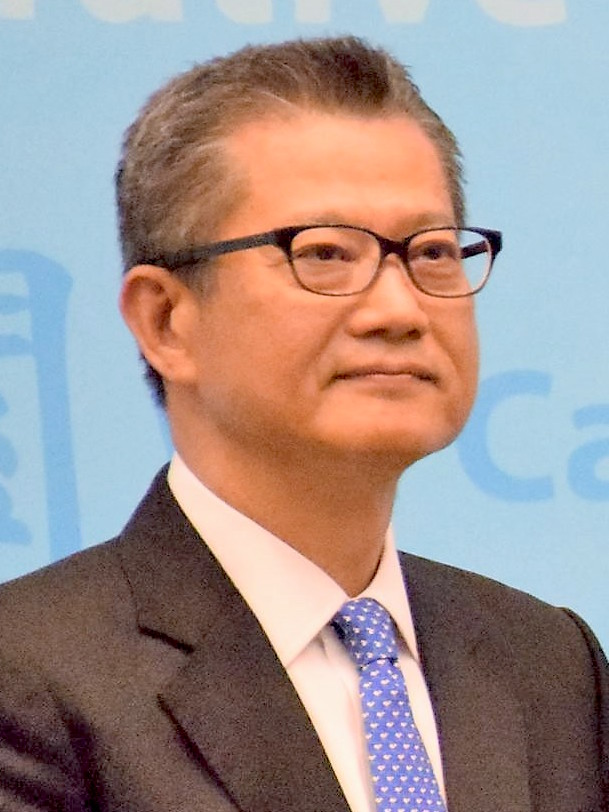
財政司司長：陳茂波
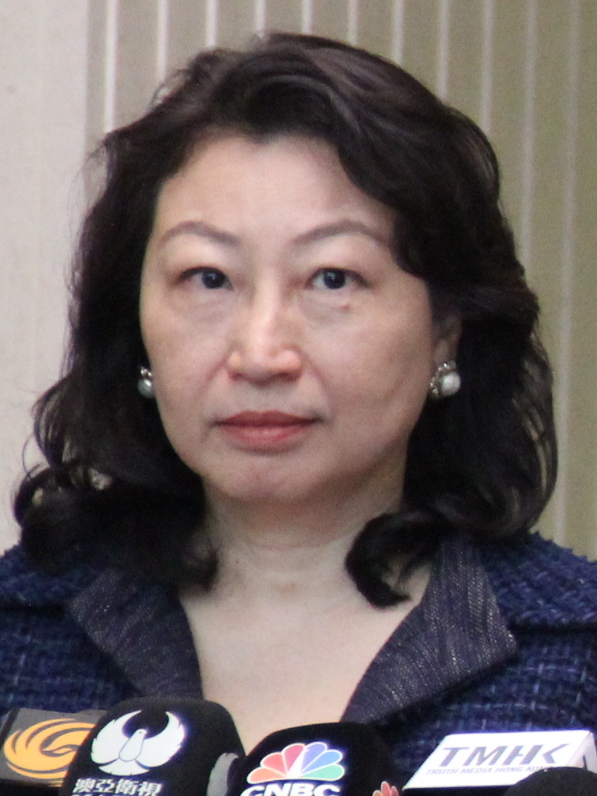
律政司司長：鄭若驊

### 立法

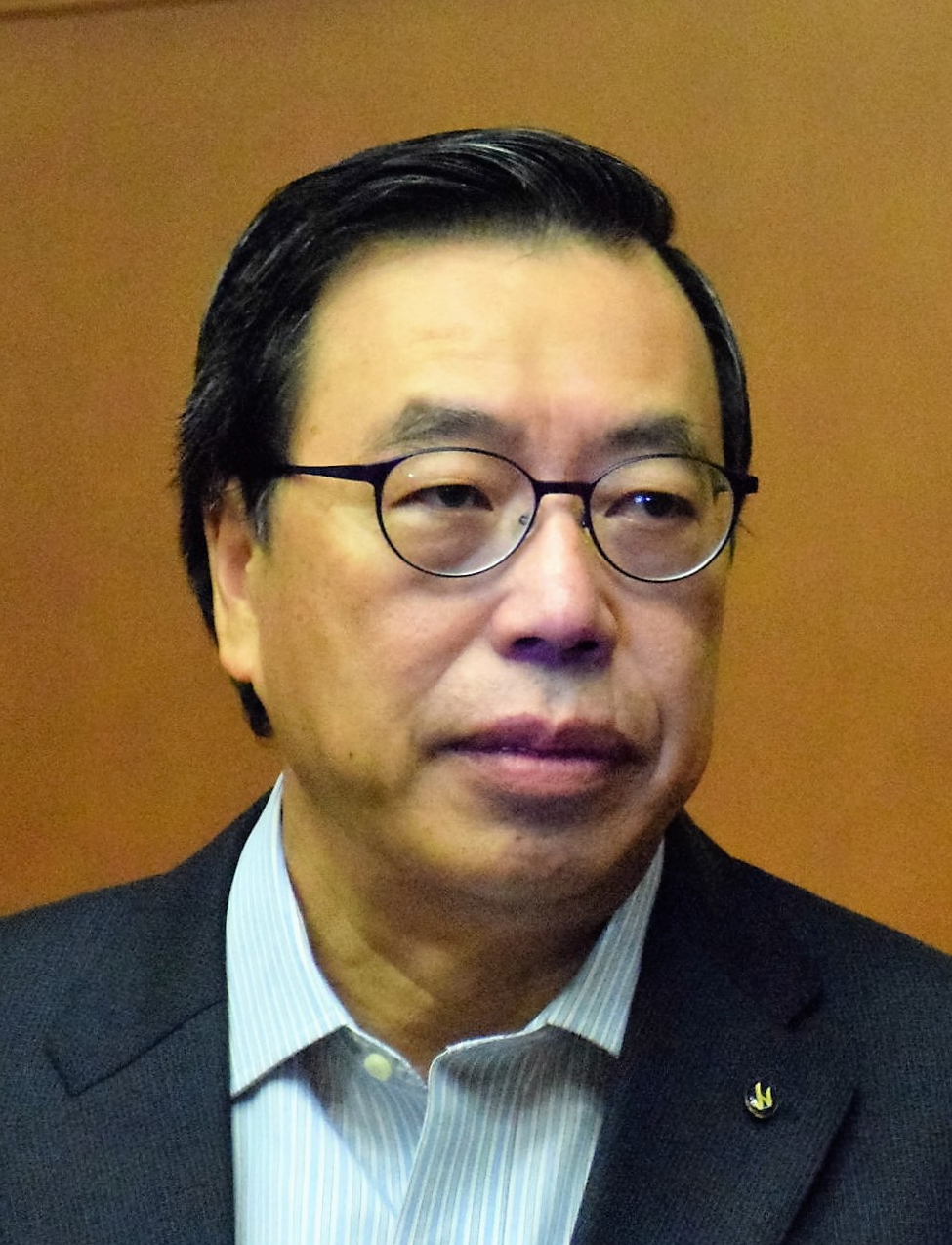
立法會主席：梁君彥

### 司法

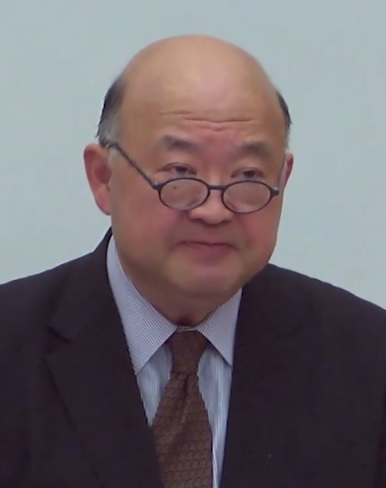
終審法院首席法官：馬道立

### 成員變動

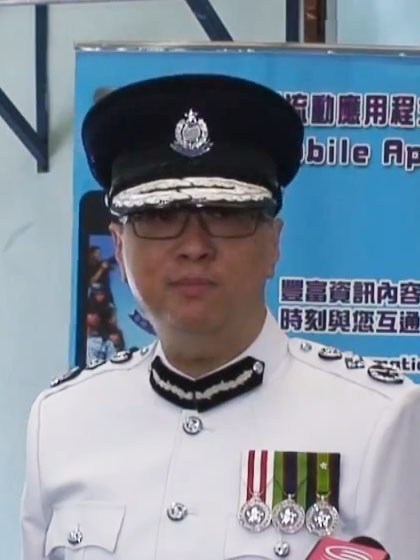
警務處處長：盧偉聰（被免去）

## 大事時序

### 1月
- 1月1日：
  - 2017年度《施政報告》中首次提出、2018年度《施政報告》中落實的「公共交通費用補貼計劃」[1][2]正式開始實施，市民如每月公共交通開支超出400元，政府會為超出400元的實際公共交通開支提供25%補貼，補貼金額以每月300元為上限，計劃免入息審查[3][4]。
  - 民間人權陣線以「香港未完蛋，希望在民間」為主題發起元旦遊行，由銅鑼灣東角道遊行至俗稱公民廣場的政府總部東翼前地集會，民陣稱有5500人參加遊行，警方稱最高峰有3200人，兩個數字都較去年減少一半。遊行訴求包括反對基本法第23條立法、不滿律政司司長鄭若驊處理前特首梁振英UGL案、要求她和特首林鄭月娥下台、反對明日大嶼願景填海計劃等。主張港獨人士高舉港獨旗幟，有手持「只有兩國，才有兩制」等港獨標語的一批示威者進入廣場前被保安阻止，雙方發生推撞。民陣表示雖不認同港獨，但批評警方打壓不同立場人士。[5]
- 1月2日：台式手炒黑糖珍珠奶茶「幸福堂」因台灣的總公司申請臨時禁制令，禁止香港代理商繼續以幸福堂名義營業的情況下，宣布銅鑼灣店結業。[6]
- 1月4日：
  - 據廣州《南方都市報》報導，在2017年10月及12月，深圳南山法院及深圳龍崗法院分別曾派出執行法官及法警乘高鐵到西九龍站內地口岸區，將未有履行法院裁決及被限制出境的一名香港永久居民及一名內地男子帶返深圳。但事件未有向香港通報。[7]
  - 港鐵公佈50個受沉降監測的鐵路站及相關設施的沉降數據，24個監測項目錄得持續沉降。政府亦公佈在停工指標放寬一倍至40毫米後，批准大圍站上蓋發展項目復工。[8]
- 1月5日：康文署提出建議重建香港大球場改建為公眾運動場，會加設符合國際標準的田徑比賽設施。但有部分體育、學界和區議員憂慮是為拆卸灣仔運動場鋪路。[9]
- 1月6日：2019年香港鄉郊代表選舉（原居民代表及居民代表選舉）舉行，直至下午5時選管會共收到12宗投訴。
- 1月7日：社會福利署宣布由2月1日起，領取長者綜援的合資格年齡從現行的60歲改為65歲，同時按機制調整高齡津貼、長者生活津貼及傷殘津貼金額，升幅2.8%。社署解釋這是考慮到港人人均壽命延長及退休年齡延長至65歲的趨勢。但新政策生效後的60至64歲新申請人需申請成人綜援，金額少了1000多元。[10]有立法會議員認為會影響到其他福利政策。被問到是否不近人情，特首林鄭月娥回應稱這是反映社會的人口現實，指「我都超過60歲，但今日仲係會每日10幾個鐘頭咁樣做嘢。（我都超過60歲，但仍會每天工作10多個小時）」，強調新措施「基本上無人受影響」。港大社會工作及社會行政學系榮休教授周永新擔憂老人被迫操勞。[11]
- 1月8日：一艘越南註冊的運油輪在南丫島對開約一海里的危險貨物碇泊處加油時發生特大爆炸，船身傾側完全炸毀，其中一人證實死亡，兩人失蹤。[12]
- 1月9日：
  - 政制及內地事務局公佈《國歌條例草案》，列明若意圖侮辱國歌、公開及故意篡改國歌，或以歪曲或貶損方式奏唱國歌將會犯罪，並列明國歌、歌詞和曲譜不得用於商標、商業廣告、私人喪事活動和公眾場所背景音樂，國歌亦須納入中小學教育。草案亦列明奏唱國歌場合，包括行政會議和立法會宣誓儀式等。不過當局以警方未必能在半年內完成調查為由，將國歌法檢控期限延長至兩年，引起泛民主派質疑，認為是方便「秋後算帳」。[13][14]
  - 第41屆省港盃次回合在香港大球場進行，港隊終以4：0大勝廣東隊，成功衛冕省港盃，同時是港足歷屆省港盃單場最大比數勝仗。[15]
- 1月11日：環保署公佈《2018年香港空氣質素報告》，臭氧濃度創出19年新高。[16]
- 1月12日：
  - 港鐵旺角站大堂近E出口早上發生縱火案，地面一堆報紙起火，黑煙升上天花板，消防到場後火種已熄滅。警方新成立的鐵路應變部隊亦有出動協助。[17]翌晚，警方在元州邨拘捕一名涉嫌縱火無業單身男子，他聲稱是隨機找地方自殺，據稱他經常在港鐵站與人爭執，有港鐵職員認得他。[18]
  - 香港空氣質素持續惡化，在晚上7時，環保署13個地區空氣質素健康指數達到「甚高」水平，其中大埔和旺角路邊監測站更達到10的「甚高」水平。[19]
  - 藝人菊梓喬於2018年度勁歌金曲頒獎典禮首度奪得「最受歡迎女歌星」，成為繼容祖兒後，第二位在1980年代出生的樂壇天后。[20][21][22]。
- 1月14日：早上約8時30分，一輛往沙角邨方向的新界區專線小巴403線，於城門隧道公路往沙田方向近美松苑突然失控，撞向石壆並向右翻側，小巴司機死亡，另有16名乘客受傷。[23]
- 1月15日：
  - 商務及經濟發展局公布就預繳3000元或以上的美容或健身合約設冷靜期，但泛民政黨認為冷靜期只有3個工作日或7個曆日太短，對消費者不公平。[24]
  - 前特首曾蔭權因公職人員行為失當罪成被判囚1年刑滿釋放。他對可以重回正常平靜的退休生活和與家人團聚感到感恩，同時不想就梁振英不被檢控比較，指自己花很大的努力將心裡的憤怒和怨恨掃除。[25]
  - 警方就一名已婚保安部警司涉嫌濫用保護參與秘密行動警員及證人的「安全屋」作偷情展開調查。[26]
- 1月18日：
  - 面對社會各界批評政府將長者綜援申領年齡門檻由60歲調高至65歲，特首林鄭月娥宣布推出「補救措施」，從2月1日起60至64歲申領健全成人綜援人士每月可獲「就業支援補助金」1060元，等同成人綜援與長者綜援的差額，毋須另行申請，但這些申領人士需參加「自力更生綜合就業援助計劃」，社福界議員批評是「假折衷方案」，建制派則對政府願聆聽意見表示肯定。[27]
  - 男士侍產假由3天增至5天。[28]
- 1月20日：
  - 耗資360億、耗時9年興建的中環灣仔繞道首階段通車。
  - 香港護士協會號召護士，於政府總部門外發起「做爆、不如鬧爆」集會，批評公立醫院工作量巨大、人手不足，要求增加公院人手及資源。集會有逾百人響應。食物及衞生局局長陳肇始突然現身，發言後被喝倒采。[29]
  - 西九文化區戲曲中心開幕，特首林鄭月娥及西九文化區管理局董事局主席唐英年出席開幕禮，並為已故國學大師饒宗頤親筆題字的「戲曲中心」舉行揭幕儀式。此外，戲曲中心在2018年12月30日已經舉行開台儀式。[30]
  - 城巴及新巴相隔11年後再加價，平均票價加幅為7%及5.6%，但不包括所有機場路線和高速鐵路接駁專線，而居民巴士路線已於去年7月29日生效，有乘客抱怨每天交通費十分昂貴，但只能無奈接受，並批評公共交通補貼金額太少。[31][32]
  - 天文台錄得最高氣溫23.4度，成為繼1969年「大寒」（錄得26.4度）、半世紀以來最高溫「大寒」，也是香港天文台有記錄以來第四高溫的「大寒」。[33]
- 1月21日：
  - 中環灣仔繞道通車後首個上班日出現大擠塞，早上繞道東行車龍倒灌至西隧，龍尾更到達大角咀。另由於接駁林士街天橋工程未完成，繞道西行車輛需於干諾道中近環球大廈掉頭，使原本已經車多的路口塞上加塞。[34]
  - The Mira Hong Kong（美麗華酒店）一名清潔女工早上打開16樓房間一扇鋁窗時鋁窗飛墮街上，擊中一名24歲內地女遊客，女遊客搶救後傷重不治。警方事後以涉嫌容許物件從高處墮下拘捕涉事女工。[35]工會批評警方拘捕行動極不合理，對此感到驚訝，認為責任不在女工。[36]同一天中午，大埔富善邨亦發生鋁窗墮下意外，幸好無人傷亡。[37]
  - 退休警司朱經緯就2014年佔領運動期間用警棍襲擊男途人罪成一案，向終審法院提出上訴許可被駁回。[38]
  - 香港樓價連續九年排名全球最難負擔買樓的城市，不吃不喝不消費近21年才能買到樓。[39]
- 1月22日：流感疫情持續多天在院舍及幼稚園爆發，截止這天共造成66名成人死亡。過去兩天有109宗院舍爆發呈報，涉及509人。全港停課學校增加48間至349間，佔全港幼稚園總數34%。[40][41]
- 1月23日：
  - 《國歌條例草案》提交立法會首讀，香港眾志早上突襲政府總部公民廣場，在國旗旗杆上掛上「不歌頌的自由」標語，抗議《國歌法》刑事化及進行洗腦教育。政府強烈譴責事件，已就事件報警。[42]
  - 首批2018年版500元鈔票正式流通。[43]
  - 醫院管理局為紓緩醫護人員壓力，邀一眾名人拍片為醫護打氣，片段將上載至內聯網、醫管局網站等。不過最後變成公關災難，引來前線醫護人員和網民負面反應。[44]
  - 12个区的区议会正副主席代表团访问广州，下午参观广州市人大常委会机关，并与常委会主任陈建华会见，代表团表示将进一步推进两地经贸文化合作，加强两地议会、人大交流[45]。
- 1月24日：
  - 馬鞍山仁濟醫院董之英紀念中學發生校園欺凌事件，警方以涉嫌普通襲擊罪名拘捕8名涉案男學生。但校方指事件為「同學間過火的嬉戲，並不涉及任何欺凌成分」[46]
  - 政府自1月21日派發4000元的「關愛共享計劃」申請表格被指多區派發點均出現派罊的情況，而且申請手續繁複擾民，引發社會批評。政府晚上稱決定申請人無須提交住址證明，並加印100萬份中文版申請表格。[47]
- 1月25日：警方破獲歷來最大宗倫敦金騙案，7名事主共損失6.29億元。[48]
- 1月26日：公共醫療醫生協會及前線醫生聯盟舉行公共醫生申訴大會，約200名醫生高舉「爆」字紙牌，向食物及衞生局和醫院管理局高層申訴不滿。他們指公立醫院壓力巨大、病床爆滿、人手緊絀，並要面對流感高峰期，冀當局能紓緩前線人員龐大壓力。醫管局回應稱會盡力改善前線工作環境、增加培訓機會、促進專業發展和挽留人才等。[49][50]醫管局主席梁智仁在電台節目上表示「痛心及抱歉」，並說醫管局面對的問題不是一時三刻和獨力可以解決。[51]
- 1月27日：職工盟屬下醫院管理局職工總會到亞皆老街醫管局總部外請願，批評公院人才流失問題是源於醫管局內職場欺凌問題嚴重，有人被編排連續8個月下午3時至11時上班，亦有人被指「眼睛不懂笑」而在檢討員工表現報告中被評低分。他們要求制訂反職場欺凌條例。[52][53]
- 1月30日：政府及港鐵召開記者會宣布沙中綫紅磡站工程3個新問題，承認包括車站北面連接隧道、南面連接隧道及列車停放處的工程驗收紀錄不齊和工程未按圖則施工，連接隧道內擅改鋼筋接駁方法。缺失的施工記錄包括「檢查及測量申請表格」（RISC Form）。政府指港鐵在事件中有「不可推卸的責任」，港鐵則稱對承建商禮頓建築「極度失望」，禮頓建築不回應事件。[54][55]
- 1月31日：關閉約3年的星光大道翻新工程完成，重新向公眾開放。[56]

### 2月
- 2月初：受西南季候風及高空反氣旋影響，農曆新年假期香港天氣異常和暖，天文台在3、4、6、7、8日分別錄得最高氣溫25.3度、25.5度、24.9度、25.8度、25.1度，分別為1923年以來最暖的年廿九，1953年以來最暖的年三十，1966年以來最暖的立春，史上最暖的年初二、三、四[57][58][59][60][61]。農曆新年首三天平均氣溫有21.8度，為有記錄以來最暖的年初一至年初三，較2007年的舊紀錄高1.1度。[62]
- 2月1日：
  - 2018年至2019年度香港政府財政預算案公佈後引起不滿，政府其後宣佈推行讓合資格人士向在職家庭津貼辦事處申領一筆過4000元款項的「關愛共享計劃」開始接受申請，申請期至4月30日。政府估計計劃需動用公帑113億元。[63]
  - 港鐵宣布沙中綫紅磡站有更多工程文件缺失，紅磡站工程多個關鍵點驗收紀錄不全，北面連接隧道工程有七成「檢查及測量申請表格」（RISC表格）紀錄缺失，多於政府早前公佈的四成。會展站也被發現有三成施工紀錄缺失。[64][65]運輸及房屋局長陳帆指已就紅磡站紀錄缺失一事交執法部門跟進。[64]
- 2月2日：
  - 一名41歲因病而提早離職的電梯技工疑因病厭世，在馬鞍山富安花園住所，用升降機門鎖匙自行打開門後，墮下升降機槽底身亡。[66]
  - 將軍澳工業邨卡樂B四洲有限公司香港工場工人早上在一批薯仔中發現可疑物，報警求助，警員到場後證實為一枚一戰時期德國製造的手榴彈，該手榴彈直徑80毫米，重1公斤，曾被投擲過但沒即時爆破，至今狀況不穩定。爆炸品處理課人員以水壓方式成功引爆該手榴彈。軍事專家估計他深埋於泥土中年復年，至近期被農夫翻土時才重見天日，並隨薯仔運送到港。[67]
- 2月4日：時任《明報》記者鄧力行在2016年採訪旺角騷亂其間遭多名警員襲擊，事隔近3年決定入稟區域法院，向警務處長盧偉聰追討人身傷害賠償。[68]
- 2月5日：大年初一晚馬鞍山私人住宅薈朗發生雙屍命案，一名從事資訊科技的29歲男子被家人發現在單位內上吊自盡，其25歲女友倒斃床上，身體有多處刀傷，案件列作謀殺及自殺跟進。[69]
- 2月7日：大嶼山梅窩有數頭牛闖入百佳超級市場覓食，在水果貨架前大快朵頤，逗留數分鐘後被趕離。百佳超級市場發言人指職員事後已將相關水果銷毁及徹底清潔擺放生果的貨架。[70]
- 2月8日：
  - 上市公司中國環保科技股東李俐樺（又名李亮）在2018年11月於瑪麗醫院羈留期間越柙逃走，被告求情稱兒子患重病，又愚蠢地相信由他人代辦的身分證是合法的。他最終於東區裁判法院被判入獄18個月，法官批評他不尊重法治精神，破壞社會對司法制度的信心，咎由自取。[71][72]
  - 入境事務處首次搗破安排外籍家庭傭工及內地人假結婚的犯罪集團，37人被捕，包括22名香港人、兩2名內地人、13名印度籍及尼泊爾籍家傭。集團主腦為55歲本地女子，被控串謀欺詐及妨礙司法公正。調查顯示該集團通過假結婚騙取通行證或受養人簽證，讓外傭得以繼續留港。[73]
- 2月10日：
  - 東鐵綫太和站於大窩東支路近九龍坑一條行人天橋的一段架空電纜懷疑遭人用17米長扶手鐵欄杆破壞，鐵欄杆被拋擲向列車架空電纜，扶手及電纜上均有被電流燒焦痕迹。事件引致大埔墟站至粉嶺站列車服務暫停近1小時。港鐵報警處理，警方認為案情嚴重，列作刑事毀壞案，交由重案組調查。[74]兩天後，警方拘捕一名14歲本地少年及一名18歲英籍青年懷疑涉案，有人承認因貪玩犯案。[75]
  - 路政署證實港珠澳大橋工程顧問公司奧雅納駐工地工程人員在2018年7月底向署方報告，指承建商中國建築工程未有按合約要求依時提交逾萬份「檢查及測量申請表格」（RISC表格），佔涉事合約總數約28%。署方稱已聘請獨立顧問公司審視，強調事件不涉工程質量問題。[76]
- 2月12日：保安局提出修訂《逃犯條例》和《刑事事宜相互法律協助條例》，建議港府可以「一次性個案方式」處理其他地區移交逃犯請求，並由特首發出證明書。2018年香港女子潘曉穎在台灣遭另一港人殺害後，疑犯逃回香港，並因兩地無司法互助協議，疑犯因此只能在香港被控以盜竊和處理贜物等罪，無法移送至台灣受審，保安局期望修例堵塞漏洞，但除了謀殺罪，修訂亦包括多種可判監3年以上之控罪。死者潘曉穎家屬及建制派支持修例，民主黨議員涂謹申反對修例，擔心內地出於政治目的藉口其他控罪向香港提出移交逃犯請求。[77][78]
- 2月16日：路政署發現通車不足12年的深圳灣公路大橋，往香港方向的高架橋梁，其中一條外置鋼纜折斷，估計是鏽蝕所致。路政署署長陳派明表示情況不常見，但稱結構安全。[79]
- 2月17日：近1,000人參與由人口政策關注組發起的「香港超負荷 醫療爆煲 削減單程證」遊行，表達對新移民佔用本港醫療資源感到不滿，要求撤銷單程證。[80]
- 2月18日：中國共產黨中央委員會和中華人民共和國國務院發佈《粤港澳大灣區發展規劃綱要》。[81]
- 2月19日：凌晨約4時，九巴電腦派更系統發生故障，引致早上返工繁忙時間多個巴士站出現候車人潮，屯門公路轉車站更一度有逾千名乘客排隊候車，不過九巴及運輸署未有向外發出任何預警或公告。[82]
- 2月20日：兩個香港旅行團於下榻秘鲁马德雷德迪奥斯大区的茵卡特拉雷瑟瓦亞馬遜酒店（Inkaterra Reserva Amazónica）期間預到持枪械劫案，兩名香港旅客的护照及手機被抢夺，另有一名秘鲁籍导游於事件中遇害。[83][84]
- 2月22日：
  - 網媒《香港01》以「重整部門架構及人力資源」為由，裁員約70多名員工，佔全體員工約9%。[85]
  - 零時10分，鰂魚涌太古坊一座卸貨區發生奪命工業意外。一名59歲姓馬男工人被重型貨車上重約兩噸的玻璃壓至昏迷當場死亡。[86]
- 2月23日：將軍澳善明邨善禮樓殺子案
- 2月25日：西營盤永翠閣一個實用面積367呎的兩房單位內，羅志偉及其妻子陳路得懷疑因為股票投資失利欠下數百萬元股票債務，著女傭放假後向7歲兒子餵食藥物，一家三口在睡房內燒炭身亡。案件列作謀殺及自殺案處理。
- 2月26日：上午7時半，新界區專線小巴407線多名司機因不滿警方在2月24日開始，向他們停泊在長宏巴士總站附近的小巴，進行針對性抄牌，繼而發動罷駛。事件令該線服務受影響，同時亦令附近道路被阻塞。直至上午8時許，警方與負責人及司機調解成功，陸續恢復行車。[87][88][89]
- 2月27日：
  - 政府公布2019/20年度財政預算案，推動大灣區和發展創科範疇投放金額逾450億元，但紓困措施相應縮減。[90]
  - 在港開業92年的老牌茶樓蓮香樓休業。3月1日起以特許經營權模式改做「蓮香茶室」繼續營運。[91]
- 2月28日：
  - 早上9時許，港鐵牛頭角站扶手電梯發生意外，扶手梯旁板有鐵片突然彈出，9名乘客腳部被鎅傷。事後港鐵已即時停止扶手梯運作和圍封該處，有乘客均對此感到擔心。[92]
  - 漫畫雜誌《CO-CO!》宣佈於2019年3月1日的第6期出版後休刊。[93]
  - 觀塘裕民坊搬遷限期屆滿，市建局要求已接受搬遷方案商戶交吉離場。在清拆前有不少人拍照留念。[94]
  - 警方商業罪案調查科經過深入調查後，以「串謀行騙」的罪名把2018年深水埗撒錢案中的撒錢者「幣少爺」黃鉦傑及其助手「莫少」拘捕，[95]，並凍結他們500萬港元的資產。[96]

### 3月
- 3月1日：
  - 香港理工大學干預民主牆事件，理大紀律聆訊委員會通知聆訊結果，屬於「學生獨立聯盟」骨幹成員的護理系碩士生何俊謙被罰即時退學並終生不被理大錄取，學生會前會長林穎恒被罰停課一年，另外理大校董會學生代表李傲然被罰120小時社區服務令，學生會前外務副會長鄭悅婷被罰60小時社區服務令。何俊謙質疑校方打壓學生基本權利，憂慮政府醫院都未必願意聘請。[97]
  - 一名在瑪嘉烈醫院工作的28歲男護士因經常「追更」壓力過大，凌晨突然猝死家中。[98]
- 3月4日：早上約10時半，一輛中型貨車在西九龍公路近擎天半島因壞車停在左二線，並打開尾板。期間一輛往金鐘方向的過海隧道巴士967線疑收掣不及撞向貨車，引發車禍，肇事巴士車頭嚴重損毀，巴士司機被連人帶椅拋出車外當場死亡，貨車司機送院後亦傷重不治，另有15名巴士乘客及貨車上1名女乘客總共16人受傷。[99][100]
- 3月6日：
  - 東華三院李東海小學教師校內自殺事件：一名在天水圍東華三院李東海小學任職23年的女教師林麗棠疑不堪工作壓力和透露「校長羅婉儀好多無理要求」，在學校墮樓身亡。[101]
  - 房委會擬於今年底推售港島柴灣和青衣綠置居項目，提供近3700單位。不過項目的全部單位面積均不足400平方呎，以「納米單位」為主。有房委會成員批評項目只為增加單位數目，未能讓公屋居民改善住屋環境。[102]
- 3月8日：
  - 屯門醫院一名48歲急症室副顧問醫生吸食大麻後被捕。[103]到4月該醫生第二次尿液測試報告中驗不出大麻成份，獲暫時釋放。[104]
  - 大圍車房命案中，三名男子早前被控誤殺罪，但裁判官指死者死前受冰毒影響，決定撤銷三名被告的控罪，三人當庭獲釋。[105]
- 3月10日：斥資7,800萬元的東區文化廣場進行揭幕儀式，不過有居民認為該社區重點項目選址偏僻，設計普通，難以吸引居民享用。[106]
- 3月12日：李兆基捐出元朗馬田壆的土地將成為全港最大規模青年宿舍「青年綠洲」，當天舉行動土典禮。[107]
- 3月13日：政府提出修訂《逃犯條例》，保安局局長李家超稱當局收到的4,500個意見中，3,000個表示支持，認為「符合公義」。[108]
- 3月15日：民主黨成員林子健在拐帶事件中，被控一項「明知地虛報有人犯罪」。裁判官裁定罪名成立，判囚5個月，認為被告自編自導自演，咎由自取。[109]
- 3月16日：油麻地佳寶食品超級市場傷人及開槍案。
- 3月18日：香港地鐵營運近40年來，首次發生列車碰撞事故。兩列港鐵荃灣綫列車於清晨進行信號系統測試期間於中環站附近相撞，其中一部列車車身偏離路軌，涉事兩名車長需送院治理。受事故影響，荃灣綫金鐘至中環站之間須全日暫停列車服務。到3月20日服務才回復正常。[110]
- 3月19日：
  - 將軍澳寶林邨寶儉樓12樓命案。
  - 政府公佈「明日大嶼」計劃的工程造價估算，金額高達6,240億元，成為香港史上最貴工務工程項目。發展局局長黃偉綸估算人工島土地收益可達1.1萬億元，不會掏空庫房。建制派立法會議員則表示支持，泛民主派認為是「最大的騙局」。[111]
- 3月20日：繼香港首富李嘉誠後，恒地及煤氣主席「四叔」李兆基，宣佈考慮退休，由李家傑及李家誠接棒。[112]
- 3月21日：
  - 尖沙咀海防道47至50號9樓命案。
  - 因涉及許仕仁貪污案判囚5年的新鴻基地產前聯席主席郭炳江，刑滿出獄。他告誡年輕人要守法律，不要做衝動的事情。[113]
  - now新聞台發現正進行翻新工程的威爾斯親王醫院特別大樓7樓位置，抽氣管道含有石棉，但院方在報道曝光後才承認事件。[114]
- 3月22日：
  - 2016年旺角騷亂案，陪審團商議逾43小時後，裁定梁天琦、李諾文及林傲軒的暴動罪名不成立，不過容偉業兩項暴動罪和一項襲警罪成，須即時還押。[115]
  - 高雄市市長韓國瑜到訪香港一天，包括到禮賓府與特首林鄭月娥午宴、到香港會議展覽中心出席高雄市與中華出口商會簽署合作協議、傍晚到訪香港中聯辦，與中聯辦主任王志民會晤兩小時和夜遊維港欣賞幻彩詠香江。[116]韓國瑜此行在台灣引起爭議，綠營批評他借「經濟之行」為幌子遮掩背後政治目的，並批評他進入中聯辦代表接受一國兩制概念。[117]
  - 流亡海外的泰國前總理他信在尖沙嘴新開業的香港瑰麗酒店，為他的幼女Paetongtarn Shinawatra（貝東丹）舉辦豪華婚宴。[118]
- 3月22日－3月底：香港爆發麻疹疫情，首宗個案為28歲在香港國際機場海關工作的男子，於22日出現發燒，23日出現紅疹，到東區醫院就診後證實對麻疹病毒呈陽性反應。[119]截至3月31日累計34宗感染個案，其中14宗為機場個案。[120]當中，分別有13名國泰航空機組人員及後勤文員感染。[121]
- 3月23日：
  - 香港賽馬會首次在廣州從化馬場舉辦五場示範賽事，是該馬場建立而來首次有賽事舉行。賽事設獎金，但不接受投注也未有直播。國務院港澳事務辦公室主任張曉明、廣東省省長馬興瑞、中央駐港聯絡辦公室主任王志民、特首林鄭月娥、馬會主席周永健、行政總裁應家柏及一眾董事等出席活動。林鄭月娥指馬場落成和持續運行，是香港特區與內地發揮各自優勢和共同努力所取得的豐碩成果，也是粵港澳大灣區建設的一個成功例子[122][123][124]。
  - 中共广州市委书记张硕辅率广州代表团访问香港，应邀出席香港广州社团总会成立四周年会庆、香港广州社团总会义工团第二届执委会就职仪式暨广州海外联谊会、广州市工商业联合会（广州市总商会）2019年穗港春茗联谊活动并作致辞，与香港青年社团负责人、青年代表座谈。广州市政协主席刘悦伦，市领导潘建国、卢一先、李瑾等参加有关活动[125]。
- 3月26日：
  - 特首林鄭月娥在記者會一併交代3項重要事項，包括擱置「三隧分流」方案、移交逃犯條例讓步和沙中線調查委員會報告。香港記者協會批評政府的安排是「勢令傳媒難以聚焦、公眾難以消化理解，有模糊焦點之虞」。[126]
  - 經修訂後《逃犯條例》將九項涉營商罪行抽起，多個商會表示支持，但法律界人士批評政府向商界傾斜。[127]
  - 政府公布沙中線獨立調查委員會的中期報告，委員會認為工程雖未有按合約規定執行，但建造工程已達到安全水平，紅磡站毋須重建或加固。資深土木工程師倪學仁對此感到失望。[128]
- 3月27日：國泰航空發出公告，表示將動用49.3億港元，從海航集團手中收購香港快運之全部股權。[129][130]
- 3月28日：
  - 港鐵2018年大賺160億元，即使頻頻出現事故及工程醜聞，但根據可加可減票價調整機制，港鐵公布今年加價3.3%。議員和市民批評現時機制失效。[131]而傍晚6時許，金鐘站大堂扶手電梯維修期間突然冒煙。
  - 高鐵西九龍站發生兩宗員工企圖自殺事件，表達對被解僱的不滿。早上9時許，一名40歲女車站助理，因拒絕轉職而被解僱感到不開心，企圖由站內高處企圖自殺，警方到場游說後，女子被送院治理。至晚上7時許，46歲女月台助理在內地口岸區的月台值勤期間跌落路軌，其他月台職員隨即拍下緊急按鈕以阻止列車進入車站，並報警求助，同時通報香港及內地相關部門。該名女子手腳擦傷需送院治理。但有自殺的員工稱會被承辦商追討，而員工感到怒不敢言，同事之間士氣低落。[132]
- 3月29日：
  - 食物及衛生局舉行自願醫保計劃（VHIS）啟動儀式，暫時有25間保險公司獲批參與，將於4月1日起正式面世。[133]
  - 港鐵中環站列車相撞事故，按機制將罰款2500萬元，在2020年作票價回贈。港鐵額外在5月佛誕假期提供3日約半價的優惠。立法會議員不滿港鐵未有選擇在上班日提供半價優惠。港鐵主席馬時亨表示，擔心上班日提供優惠會引起擠迫和安全問題，希望市民及議員明白苦衷。[134]
- 3月30日：約60名屬於外判服務承辦商國際永勝護衞管理有限公司的高鐵西九龍站站務助理於站內B1層大堂靜坐示威，不滿近200人突然被解僱，促請僱主立即停止解僱行動並要求運房局介入。國際永勝稱乘客已開始適應車站運作，因此要裁員。[135]
- 3月31日：
  - 民陣和民主派會議發起遊行反對政府修訂《逃犯條例》，遊行隊伍由灣仔盧押道至政府總部東翼前地，遊行人士擔心當局以經濟犯罪包裝將政治犯移交內地受審，亦認為中國內地司法不透明和存在不公，與香港法治水平有較大差異。大會統計有1.2萬人參與遊行，警方稱高峰期有5200人。[136]在東翼前地部分遊行人士與警方及保安員發生衝突。民陣表示不排除發起圍堵立法會行動。[137]
  - 開業46年的香港怡東酒店正式結業，在怡和午炮嗚炮後作結業儀式，而酒店大堂內有約百名員工一同歡呼拍手道別。[138]
  - 全球首個以蟻俠與黃蜂女為主題的遊樂設施「蟻俠與黃蜂女：擊戰特攻！」於香港迪士尼樂園啟用，藝人宣萱更獲邀現身遊戲中，成為Marvel首個原創香港角色。[139]

### 4月
- 4月1日：
  - 自願醫保計劃正式實施。[140]
  - 華人置業前主席劉鑾雄就《逃犯條例》修訂草案申請司法覆核許可，入稟狀表明，若條例修訂通過，他可能會即時被政府拘留，或被迫流亡海外。[141]
- 4月3日：
  - 政府將備受爭議和引起香港社會廣泛疑慮的《逃犯條例》修訂草案，應商界要求剔除9項涉及經濟商業有關罪行後提交立法會首讀[142]。民主派在首讀期間不斷高叫「撤回惡法」口號，批評行政長官林鄭月娥主動「引河水犯井水」，在點算法定人數時民主派離席抗議。政府強調個案必須在兩地都是刑事罪行才會移交逃犯，條例亦保障不會移交政治犯。[143]
  - 醫務委員會全數否決4個放寬海外專科醫生實習期的方案，有委員、醫生業界和病人組織對投票結果感到失望。[144]
- 4月4日：
  - 律政司早前就過往被稱為檢控「萬能Key」的「不誠實取用電腦」罪提出終極上訴，終審法院頒下判辭，裁定律政司敗訴，用自己手機通訊或拍照並不屬干犯「不誠實取用電腦」。[145]
  - 麻疹疫情有擴大跡象，單日確認多7人感染麻疹，其中兩人是機場工作人員，當中一人曾接種三劑麻疹疫苗，連同先前瑪嘉烈醫院的一宗放射治療人員受感染個案，令今年的麻疹確診個案累計達50宗，今年首宗個案出現三個多月以來便已超越過去數年的全年數字，也追平2014年的全年確診麻疹人數[146]。
- 4月5日：有線新聞報道選舉事務處在2016年立法會選舉後，遺失新界西「聖公會青衣邨何澤芸小學」投票站的選民登記冊，但選舉事務處兩年多來未有報警和公布事件，亦沒有通知受影響選民。到報道播出前一晚才證實事件。[147]
- 4月9日：
  - 土瓜灣鵬程街14至16號劏房命案。
  - 佔中九子案被告所有罪名成立。分別串謀公眾妨擾、煽惑公眾妨擾，及煽惑他人煽惑公眾妨擾罪成，在4月24日判刑。大批支持者到西九龍法院大樓到場聲援。[148]
  - 「覆核王」郭卓堅2015年入稟高等法院提出司法覆核，就丁屋政策入稟。法官頒下判詞，裁定涉及政府用地的私人協約方式，或以換地方式批出的丁權違憲，但暫緩執行判決6個月。鄉議局對此表示非常遺憾及失望，表示考慮上訴。[149]
  - 跑馬地司徒拔道玫瑰崗學校發生校園暴力案件，一名中三本地男生與一名菲律賓籍中二男生於校內因目光問題發生爭執，本地男生被菲籍男生以原子筆刺傷臉部慘遭毀容，左臉頰縫了至少70針。[150]
- 4月12日：
  - 少年陳同佳在台北殺死懷孕女友後棄屍返港的案件在高等法院提堂，陳同佳承認四項洗黑錢罪和勒死女友。法官裁定罪名成立，4月29日判刑。[151]
  - 世邦魏理仕公怖最新一份《全球生活報告》，香港樓價全球最貴，平均樓價達970萬港元。[152]
- 4月15日：消委會抽查多間連鎖壽司店的50個刺身樣本，發現美心集團旗下的「元気寿司」吞拿魚刺身樣本及「魚尚」的三文魚刺身樣本含線蟲。美心不認同測試結果。[153]
- 4月16日：
  - 藝人黃心穎和許志安被《蘋果日報》揭發於的士車廂內出現不當親密行為。[154]事件曝光後，許志安表示對其舉動表示深感後悔。私隱專員公署表示的士乃「半私人空間」，若認為私隱受侵犯或受情感損失，可循例申索。
  - 林鄭月娥宣佈收到中央部委通知，中央同意推出5項放寬措施便利香港電影業進入中國內地，包括豁免香港人參與內地電影製作數量限制；取消中港合拍片內地演員比例和內地元素的限制；豁免合拍片立項申報費；放寬香港電影工作者競逐內地獎項；以及放寬其他獎勵政策。這是自CEPA及相關補充協議實施以來，中國內地當局再次對香港電影業提供進一步開放措施。電影業界普遍歡迎政策。[155]
- 4月18日：
  - 在「安心偷食事件」中被指受到最大影響的許志安太太鄭秀文，在其社交平台帳戶中貼文，她引用《聖經》中「凡事包容，凡事相信，凡事盼望，凡事忍耐」的經文回應事件，並表示不會放棄與許志安的婚姻關係。[156]
  - 林鄭月娥公開在周二（4月16日）向中央人民政府提交有關香港特區政府依法禁止香港民族黨運作及有關情況的報告，當中列出事件背景和禁止民族黨運作的過程摘要，包括警方建議、該黨的申述、保安局局長命令及行政長官會同行政會議處理該黨上訴的決定。結語重申維護國家安全是香港特區應有之責。[157][158]
  - 「無國界記者」公布今年世界新聞自由指數，香港排名較去年下跌3位，在全球180個地區中排行73。報告形容香港「新聞自由受侵蝕（erosion of press freedom）」為題。[159]
- 4月20日：一道雷雨帶在下午掠過香港，帶來狂風暴雨，天文台在下午2時20分發出本年首個紅色暴雨警告信號，維持1小時至3時20分改發黃色暴雨警告信號。暴雨其間一名港鐵休班職員在大澳行山時被雷電擊中，送院後證實不治；另外，一家四口乘坐舢舨到東龍洲休閒釣魚期間遇風浪翻艇墮海，子死父失蹤。[160]
- 4月23日：啟德體育園舉行動土儀式，體育園以「設計、興建及營運（DBO）」模式發展，即由政府出資，並交由私營機構按政府要求設計、建造及營運，林鄭月娥致辭稱啟德體育園是政府有史以來於體育基建的最重要投資。[161]
- 4月24日：

佔中九子案宣判，九名被告被控於2014年佔領中環期間串謀和煽惑公眾妨擾等罪成立，戴耀廷及陳健民被判即時入獄16個月，朱耀明被判入獄16個月緩刑2年，其餘被告分別被判即時入獄8個月至200小時社會服務令不等。而陳淑莊因腦內有一個直徑4.5厘米的腫瘤，需進行手術，其判刑亦因而押後至6月10日。
- 4月25日：前銅鑼灣書店店長林榮基決定流亡台灣，他感到傷心難過。[165]
- 4月26日：閉館3年的六四紀念館，新址在旺角藝旺商業大廈重開。20多名自稱「敢怒而不敢言」的街坊及商戶在大廈門外抗議，要求撤出。[166]
- 4月28日：民間人權陣線發起遊行，要求政府撤回修訂逃犯條例，遊行3時40分起步，不過由於人數眾多，龍尾在6時才能夠由銅鑼灣東角道出發。民陣表示遊行有13萬人參加，警方就估計高峰時有22800人。[167]

### 5月

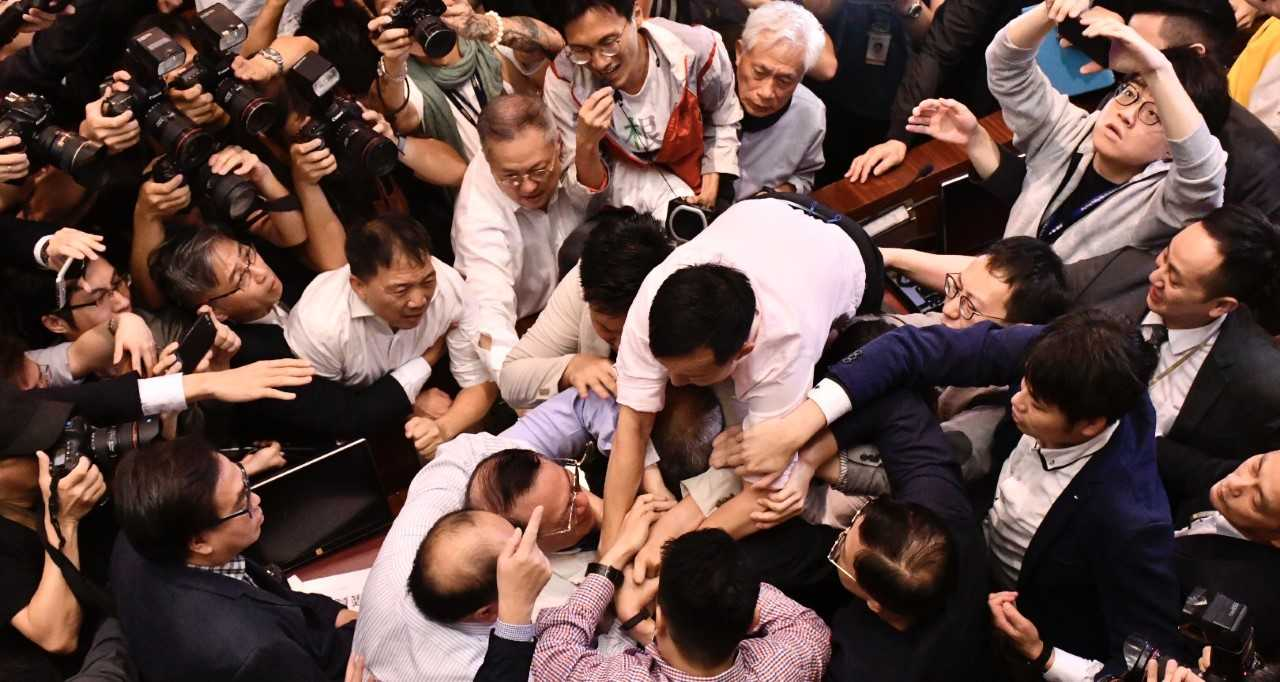
5月11日立法會，建制派議員與民主派議員發生衝突

- 5月1日：法定最低工資水平由每小時港幣34.5元調高至37.5元。[168]
- 5月4日：審議《逃犯條例》修訂內容的法案委員會經兩次會議，仍未能選出正、副主席。建制派提出召開特別會議，改由建制派最資深議員經民聯石禮謙，取代民主黨涂謹申主持法案委員會選舉主席程序。泛民主派批評會議欠法律和議事規則基礎。但內會主席李慧琼認為會議符合議事規則，期間有4名泛民議員被逐離場。最終在泛民議員高聲抗議下，大比數通過石禮謙主持選舉主席。[169]
- 5月5日：樓市飆升下，加上有三個新樓盤開售，帶動週末週日一手市場錄得近1,200宗成交，為近六年來最旺，銷售額錄近110億元，同時創一手新例實施以來新高。
- 5月6日：12名民主派議員到立法會秘書長陳維安辦公室等候，要求見面，惟等了45分鐘對方仍未出現，議員們自行離開[170]。當日中午，石禮謙宣布將修訂《逃犯條例》的法案委員會會議延至5月11日舉行，取消原定於下午舉行的會議。
- 5月8日：
  - 醫務委員會開會逾5小時投票放寬放寬海外專科醫生執業安排，由港大教授鄧惠瓊提出的「政府方案」獲得15票，有1票白票。[171]病人組織委員林志釉指近日受到威脅，稱有「非常巨大」，若不投政府方案便會「輸得好慘」。[172]
  - 美中經濟與安全審查委員會（USCC）發表8頁研究報告，指《逃犯條例》一旦通過，北京在港影響力會增加，加速侵蝕港人治港，而且對美國構成極大風險。同時有機會違反《香港政策法》的多項重要條款[173]。
- 5月11日：
  - 立法會修訂《逃犯條例》法案委員會「鬧雙胞」，民主派和建制派分別先後召開會議。會議中的衝突導致多人受傷。泛民主派方面，范國威議員從會議桌墮地，須由救護員送往瑪麗醫院治理，送院時意識朦朧。建制派議員陳恆鑌指范國威走上會議席，飛身撲上其肩膀使其受傷。而建制派在混亂中進行提名程序，石禮謙已接受了謝偉俊的主席提名。石禮謙會見傳媒時表示指情況危險，所以暫停同日會議。[174]到下午，立法會秘書處發通告改為5月14日上午8時半召開。
  - 晚上九時許，一輛往灣仔（會議展覽中心）方向的過海隧道巴士961線駛至干諾道中東行近交易廣場路段時，疑因引擎過熱而起火，巴士全車陷入火海，並波及其上往來國際金融中心一期及恆生銀行總行的行人天橋。消防接報趕至將火救熄，無人受傷，但巴士已付諸一炬，燒成廢鐵。[175][176][177]經初步調查發現肇事巴士因引擎故障導致漏偈油而引致火警。[178]
- 5月12日：政府公佈上水屠房有豬隻樣本驗出帶有非洲豬瘟病毒後，決定銷毀屠房內6,000豬隻。豬肉商界感到不滿，於上水屠房外擺放六隻活豬抗議。到晚上達成協議，賠償額近2000萬元。[179]
- 5月16日：
  - 秀茂坪順天邨老人院命案。
  - 凌晨四時許，紅磡海底隧道實施單管雙程行車，一輛掛中港車牌的私家車，沿紅隧往香港方向行駛，越線迎頭撞向一輛往機場方向的城巴N11線 ，城巴再失控撞向私家車尾隨的士。三車車頭嚴重損毀。意外中三車司機、一名的士男乘客，以及巴士7名乘客共11人受傷送院。私家車司機涉嫌酒後駕駛被捕。[180]
- 5月17日：
  - 王志民在中聯辦召見港區人大和政協，表示中央支持和要求建制派團結一致，要成功通過《逃犯條例》。[181]
  - 一手住宅銷售監管局指新地旗下大埔白石角雲滙成交資料透明度不足，涉違反《一手住宅物業銷售條例》提出檢控。[182]
- 5月20日：保安局長李家超去信內委會，以法案委員會已失效為由，繞過立法會法案委員會，在6月12日將《逃犯條例》直上大會恢復二讀審議。[183]
- 5月21日：香港大學民意研究所最後一次發布社會指標數據，指「司法制度的公平程度」、「言論自由」、「新聞自由」和「結社自由」等多項社會指標和自由次指標均為1997年來新低。[184]
- 5月23日：
  - 2016年旺角騷亂案而被控暴動罪的本土民主前線前召集人黃台仰及成員李東昇棄保潛逃近一年半後，接受外國媒體訪問時透露，在2018年5月獲德國批出難民庇護申請。事件引起中方、港府和建制派不滿。到下午，行政長官林鄭月娥主動與德國駐港署理總領事David Schmidt見面，就事件表示強烈反對及深切遺憾，認為德國的決定「並非基於事實」。[185]
  - 新一期居屋六個屋苑首日派表，位於樂富的房委會中心大排長龍。[186]
- 5月24日：歐盟駐港澳辦事處及其成員國外交代表與特首林鄭月娥會晤，對逃犯條例修訂表達關注和擔憂。[187]
- 5月26日：全長11公里，造價約240億元、連接粉嶺公路至香園圍管制站的香園圍公路，在早上8時通車。
- 5月27日：香港體操運動員石偉雄在體操世界盃克羅埃西亞站，奪得男子跳馬金牌。[188]
- 5月28日：91歲的恆基兆業主席「四叔」李兆基在股東大會表示年事已高，正式退休，並由李兆基兩名兒子李家傑和李家誠，接任集團聯席主席兼總經理。[189]
- 5月29日：早前就政府提出修訂《逃犯條例》等提出司法覆核的劉鑾雄，透過律師行發表聲明，表示「為支持香港特別行政區政府依法施政和減少社會上的爭拗」決定撤回司法覆核申請。[190]
- 5月31日：食物及衛生局晚上宣布上水屠房來自梅州的死豬樣本驗出梅州死豬帶有非洲豬瘟病毒，屠房即時關閉並銷毀場內4,700豬隻，再進行清潔消毒4天。而荃灣屠房沒有進口該批來自梅州的豬隻，故必須保持運作。這是一個月內第二宗本地屠房發現非洲豬瘟病毒的個案。[191]

### 6月

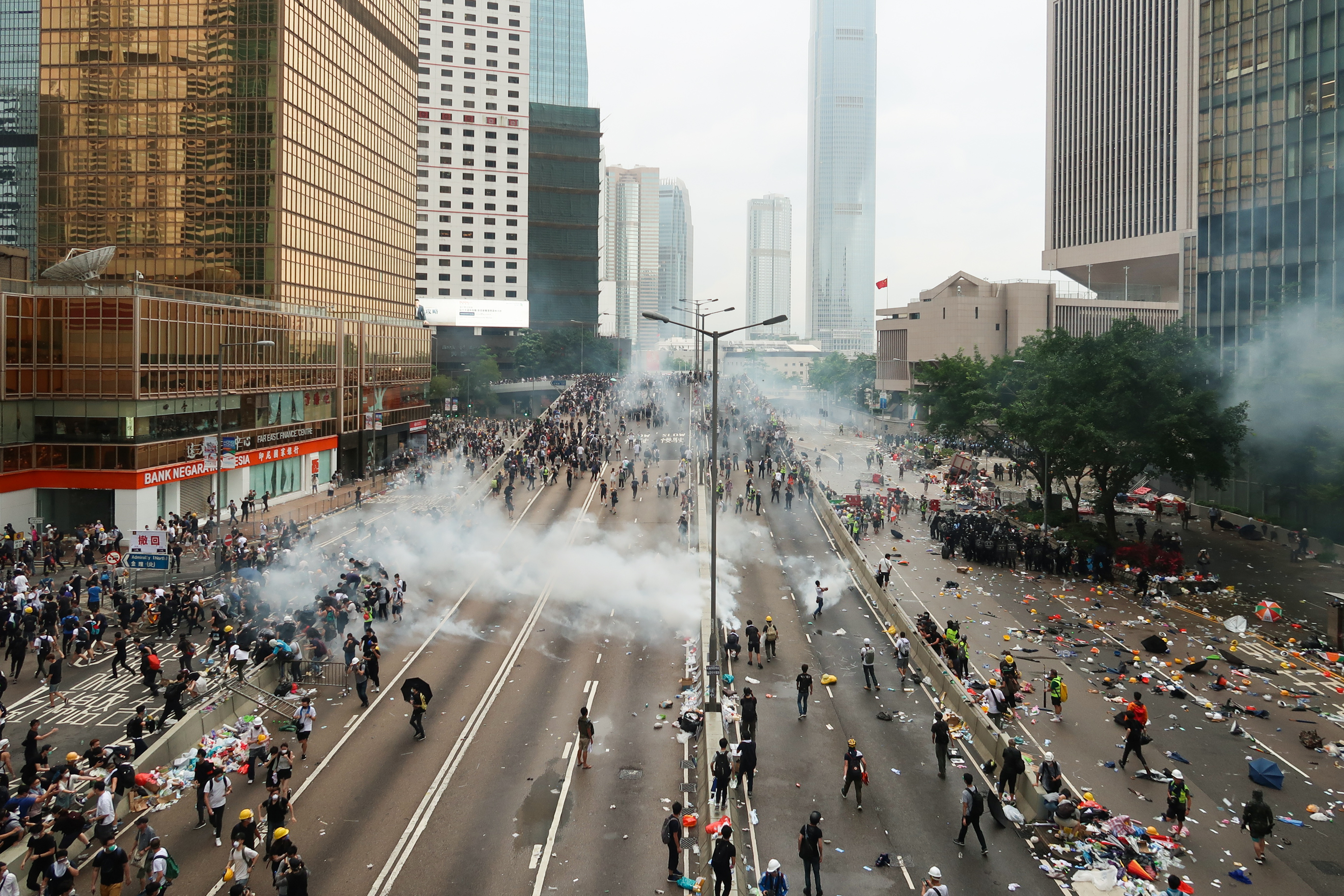
6月12日，大量市民衝出夏慤道和龍和道集會。警察發射約150枚催淚彈和20發佈袋鉛彈、數發橡膠子彈鎮壓，逾80人受傷

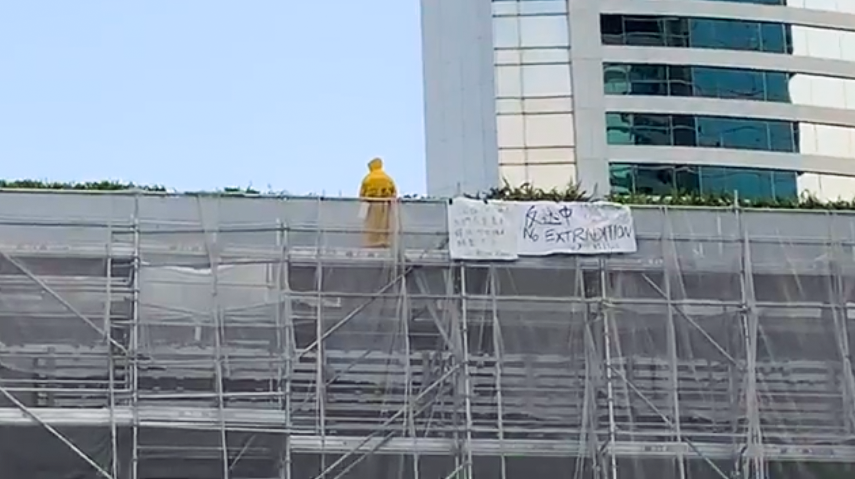
6月15日，身穿黃色雨衣的梁凌杰在太古廣場高位危站五小時，最終墮樓搶救後證實不治

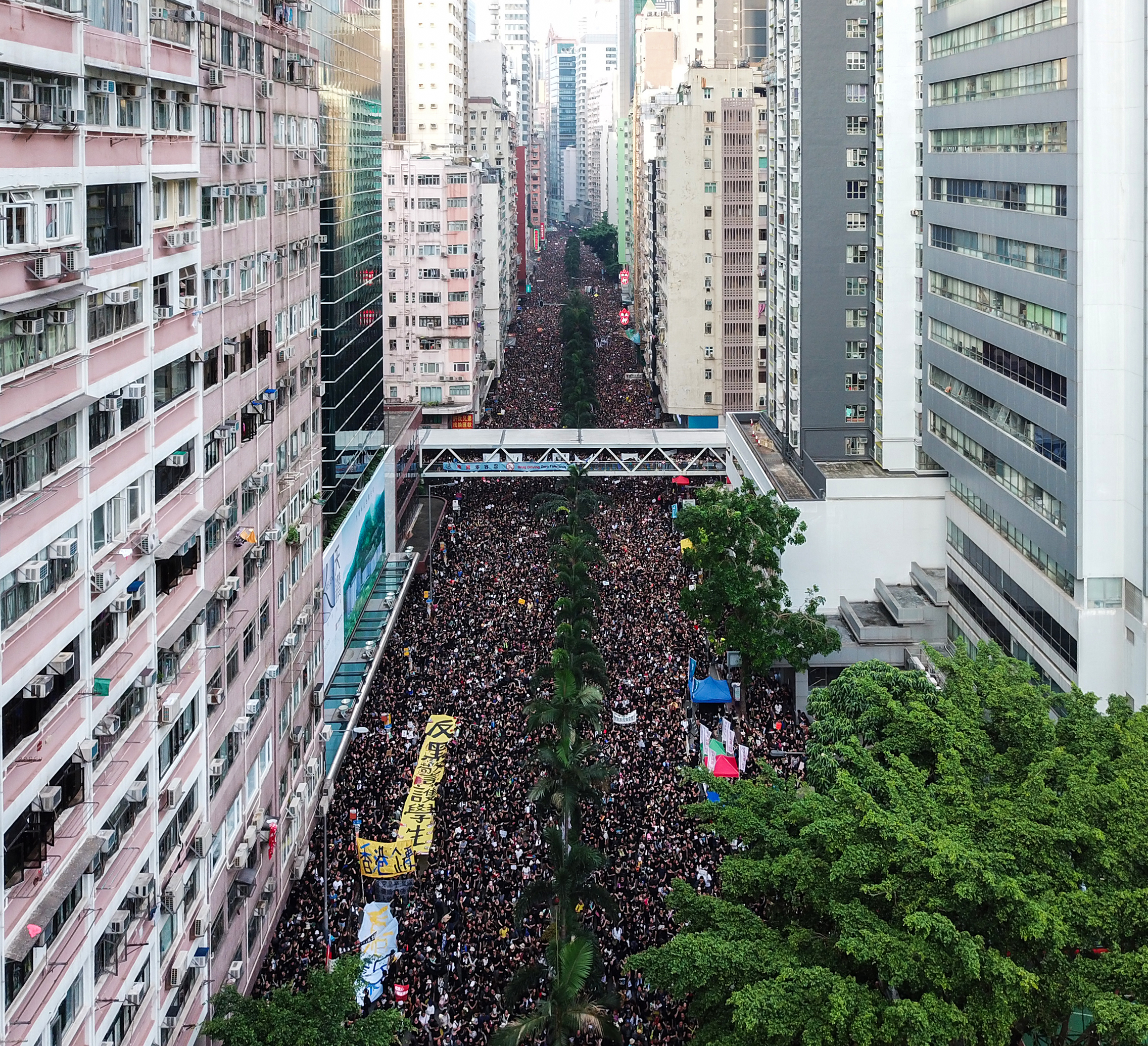
6月16日，民陣舉辦「譴責鎮壓，撤回惡法」大遊行，公佈「接近200萬零1人」出席

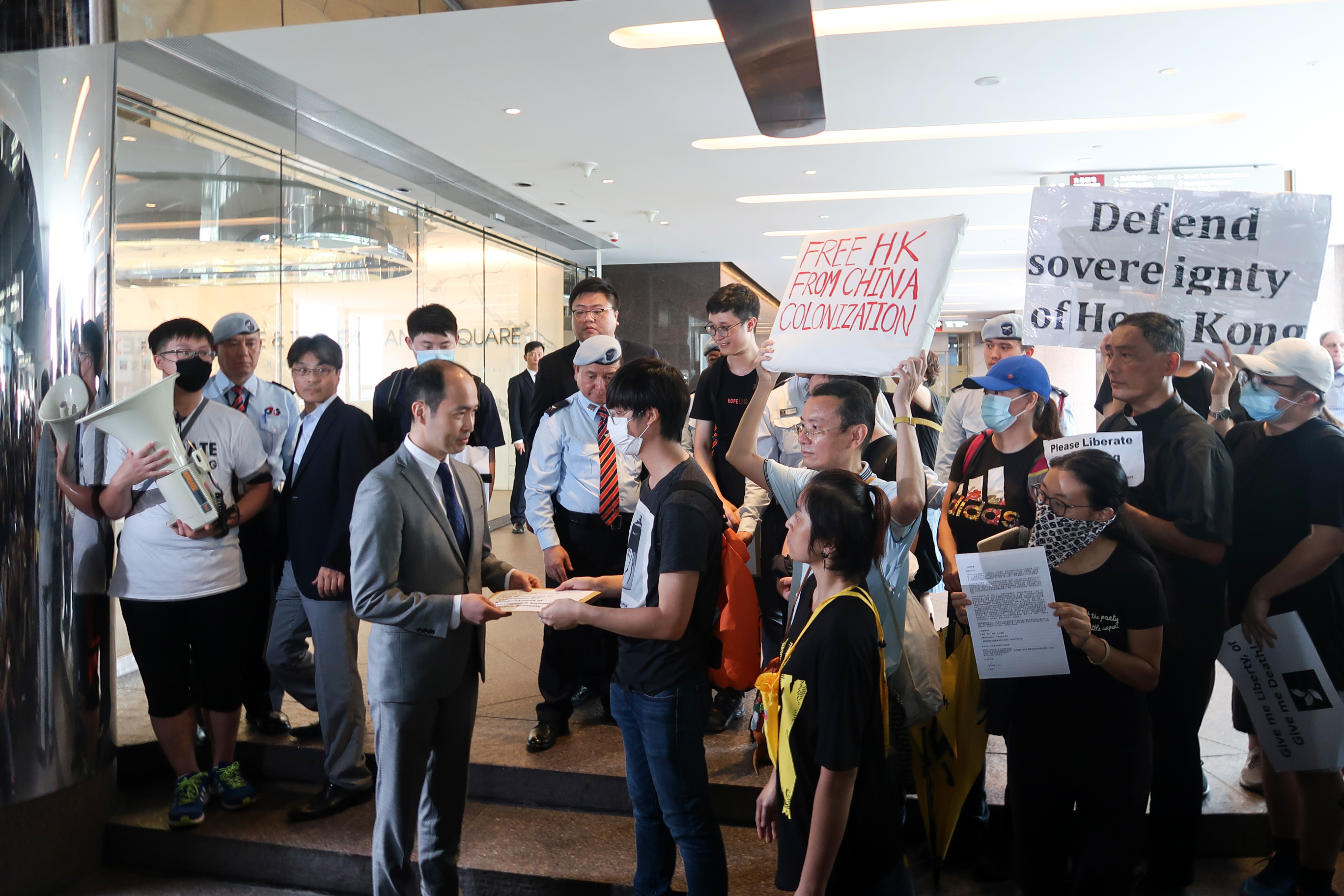
6月26日上午9時，1500名網民響應Telegram號召，馬拉松式到19個駐港總領事館及辦事處馬拉松式請願

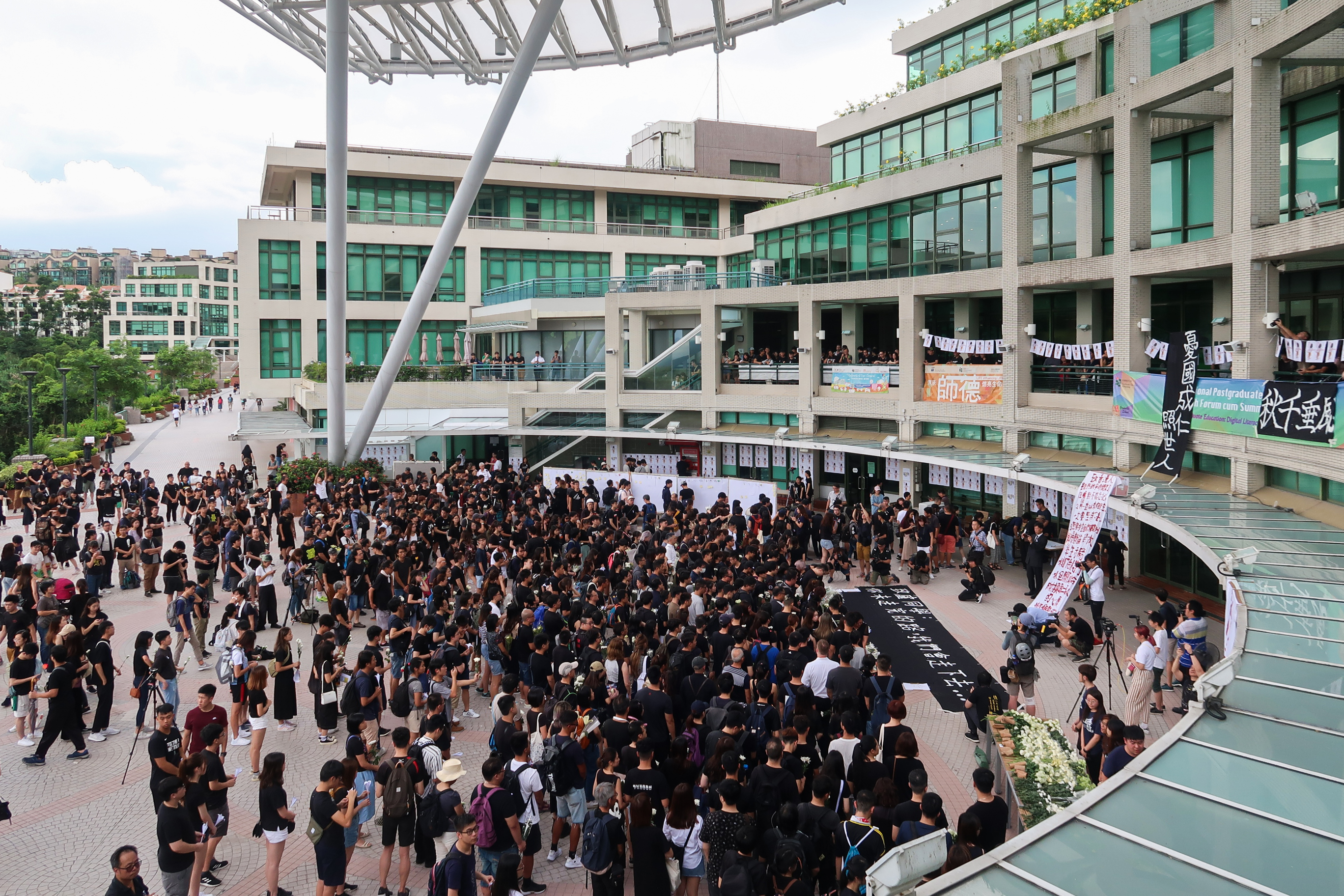
6月30日下午3時30分，香港教育大學的中央廣場舉行悼念盧曉欣儀式，有逾千名教大師生、校友、教職員及市民參與

- 6月4日：六四事件30周年悼念集會，群眾坐滿六個硬地足球場，支聯會表示超過18萬人參與，警方指高峰期有3.7萬人。而尖沙咀文化中心有近200人集會。[192]
- 6月6日：
  - 法律界發起黑衣遊行，有約3,000人參與，批評《逃犯條例》損害法治。[193]
  - 終審法院一致裁定在外地已婚的同性伴侶可享有公務員配偶福利及申請合併報稅。[194]
- 6月9日：反對逃犯條例修訂草案遊行舉行，逾百萬人參與遊行，為1997年主權移交以來香港最大規模的遊行[195]。針對遊行人數達一百萬的說法，建制派和親共派人士認為是「誇大數」、「無乜用腦（無甚用腦）」[196][197]。警方則指遊行高峰時有24萬人參加[198]。中國官方媒體《環球時報》批評示威者勾結西方勢力。[199]而特區政府回應指尊重表達意見自由，但強調修例有迫切性，不會撤回修例，並會如期在6月12日提交立法會大會二讀草案。
- 6月10日：高銀金融突然發公告，指獨立非執行董事、立法會議員石禮謙等3名獨立董事認為「近期發生的社會矛盾和經濟不穩定」，而且會對樓市有負面影響，決定撻訂上月以111.24億元投得九龍啟德第4C區4號商業地皮。發展局表示為個別事件，不會評論。[200]
- 6月12日：
  - 反對逃犯條例修訂草案佔領行動，市民由原先於金鐘添馬公園一帶集會，衝出夏慤道與龍和道，以阻止香港立法會恢復草案二讀辯論。警察發射約150枚催淚彈和20發佈袋鉛彈、數發橡膠子彈鎮壓，逾80人受傷。
  - 即日起港鐵巴士於K52、K53、K58、K68、K74、K75、K75A及K75P在MTR Mobile手機應用程式提供到站時間預報服務。[201]
- 6月13日：下午約2時30分及翌日凌晨零時30分，警方在上水及屯門拘捕2名新界區專線小巴44線的車長，涉嫌在1月至6月間，使用自備的3張長者八達通在其駕駛的小巴拍卡約2,800次繳付車資，以騙取政府補貼的票價差額，涉案金額約38,800港元。[202]
- 6月15日：行政長官林鄭月娥宣布暫緩修訂《逃犯條例》後，一名35歲身穿黃色雨衣的男子梁凌杰爬上太古廣場高位危坐，雨衣背寫「林鄭殺港 黑警冷血」，並掛起「反送中 No Extradition To China」的橫額。到晚上9時15分，突然爬出棚架，但最終墮地重傷昏迷，送往院後不治。[203]
- 6月16日：
  - 香港民間人權陣線發起的反修訂《逃犯條例》第四次遊行，大會公布有接近200萬人參與，超越1989年聲援北京絕食抗議學生的全球華人大遊行，創下香港史上遊行人數最高的記錄。[204]
  - 六旬男子被發現倒臥在中環天星碼頭對出，送往瑪麗醫院兩日後不治。驗屍報告顯示他後腦有一道13厘米長裂痕。警方調查後懷疑事主當晚曾與另一名男子因排隊上船問題發生糾紛，被人推倒在地上，後腦著地重傷致死。二人不相識，事件不涉武器。
- 6月18日：馬鞍山錦泰苑錦麗閣27樓命案。
- 6月20日：
  - 特區政府在6月20日下午5時前，仍未有回應民間與大專學界回應4大訴求（撤回《逃犯條例》修訂、收回6.12暴動定性、撤銷被捕市民檢控和追究警察濫用暴力）。因此民間與大專學界宣佈將行動升級。到晚上，特首辦回應稱，行政長官在6月18日已向市民致歉和回應其他相關的事宜，希望市民明白及理解。而政府宣布政府總部暫停開放。[205]
  - 中電發出上市以來首次盈警，受澳洲業務拖累，預期中期業績錄得虧損，消息公布後翌日股價最多急跌5.5%，收市跌4.27%，是表現最差藍籌，亦是該股2008年金融海嘯以來最大跌幅。
- 6月21日：約千名示威者在早上11時自發行出夏慤道，並搬動水馬等路障堵塞道路，之後步行前往灣仔軍器廠街外的香港警察總部外抗議。到下午1時許，部分示威者抵達灣仔稅務大樓和入境事務大樓展開圍堵行動，其後恢復正常。而警察總部外牆佈滿蛋液和噴漆塗鴉，出入口用鐵馬及雜物堵塞。示威者到凌晨離開，軍裝警員清理現場。
- 6月22日：正義聯盟李偲嫣在遮打花園舉行「支持香港警察祝福香港」集會，有300多人出席。[206]
- 6月24日：約100名示威者響應網上號召，由政府總部前往灣仔稅務大樓地下大堂範圍聚集，阻止市民進入大樓。到下午2時39分示威者離開後，到入境事務大樓進行約一小時半不合作運動。由于包围行动影响到前往办事的市民，示威者于翌日返回稅務大樓向市民派发传单，表达歉意[207][208]。
- 6月25日：青衣美景花園狗臂架墜下誤殺案。
- 6月26日：
  - 1500名網民響應Telegram號召，早上到19個駐港總領事館及辦事處馬拉松式請願。到晚上8時，民阵在中環爱丁堡广场举行G20 Free Hong Kong集會，集會估計至少有1萬名參加，人群擠滿廣場和附近的康樂廣場，以至香港大會堂對出的龍和道東西行車線。[209]
  - 晚上10時民阵集會結束後，逾千名示威者前往灣仔警察總部進行「和平包圍行動」，並作通宵留守。示威者多次高呼「黑警可恥」及「釋放盧偉聰」等口號，有部分人士到場後用鐵馬堵塞側門、投雞蛋、在外牆塗鴉、並掛上「釋放義士」直幅、拆去警察總部招牌字樣、用噴漆遮蓋閉路電視和閃光對著用攝影機拍攝的警員。到凌晨近3時半，大批持盾的防暴警察突然進行清場和驅趕示威者，60名示威者在修頓球場附近被警方包圍，並逼到牆邊摘名、檢查隨身物品和搜身。過程中「佔中輔警」楊逸朗因涉襲警拘捕。[210]
  - 因公職人員行為失當罪罪成被判囚一年的前特首曾蔭權，終審法院裁定上訴得直，獲撤銷定罪。法官指原審過程中指引不足，案件經歷7年告一段落。[211]
- 6月27日：
  - 網上號召市民早上10時到中環律政中心留守，呼籲律政司司長鄭若驊停止拘捕示威者。到晚上10時45分，示威者離開，往蘭桂坊向外國遊客宣傳反修例。鄭若驊於晚上11時09分乘座駕離開律政中心，沒有回應記者提問。[212]
  - 警方控告1名在6月16日參與反送中大遊行的26歲男子，指他在中環7號碼頭推跌63歲男子後，於兩日後死亡。該男子被控一項謀殺罪名，案件在東區裁判法院提訊。[213]
- 6月28日：3,000人晚上參加「連結G20 民主香港集會」後，到中區軍用碼頭外面空地，抗議政府於29日凌晨零時將碼頭成為軍事禁區的決定表達不滿。到晚上11時半，有示威者破壞軍用碼頭圍欄，立法會議員朱凱廸連同數名示威者進入軍用碼頭範圍。到11時45分，持防暴盾的警察趕到現場，禁止示威者進入碼頭範圍，示威者在凌晨離開。
- 6月29日：
  - 朱凱廸、張超雄及司馬文等人到中區軍用碼頭外示威，批評政府嚴重違反承諾。警員警告示威者「不要衝擊警方防線」。[214]
  - 網民發起7月1日回歸當天「塞爆金紫荊廣場」，警方出動5,000警力加強戒備，同時在灣仔北會展一帶進行嚴密佈防，包括封路，架設多層水馬及警崗。而灣仔會議展覽中心於6月30日至7月2日封閉。室內面向廣場的落地大玻璃亦用圍板包圍。[215]原本正進行寵物展及家居博覽的主辦展單位宣佈，因應政府要求及基於保安理由，在6月30日封閉會展場地，展覽被迫提前結束。[216]

### 7月

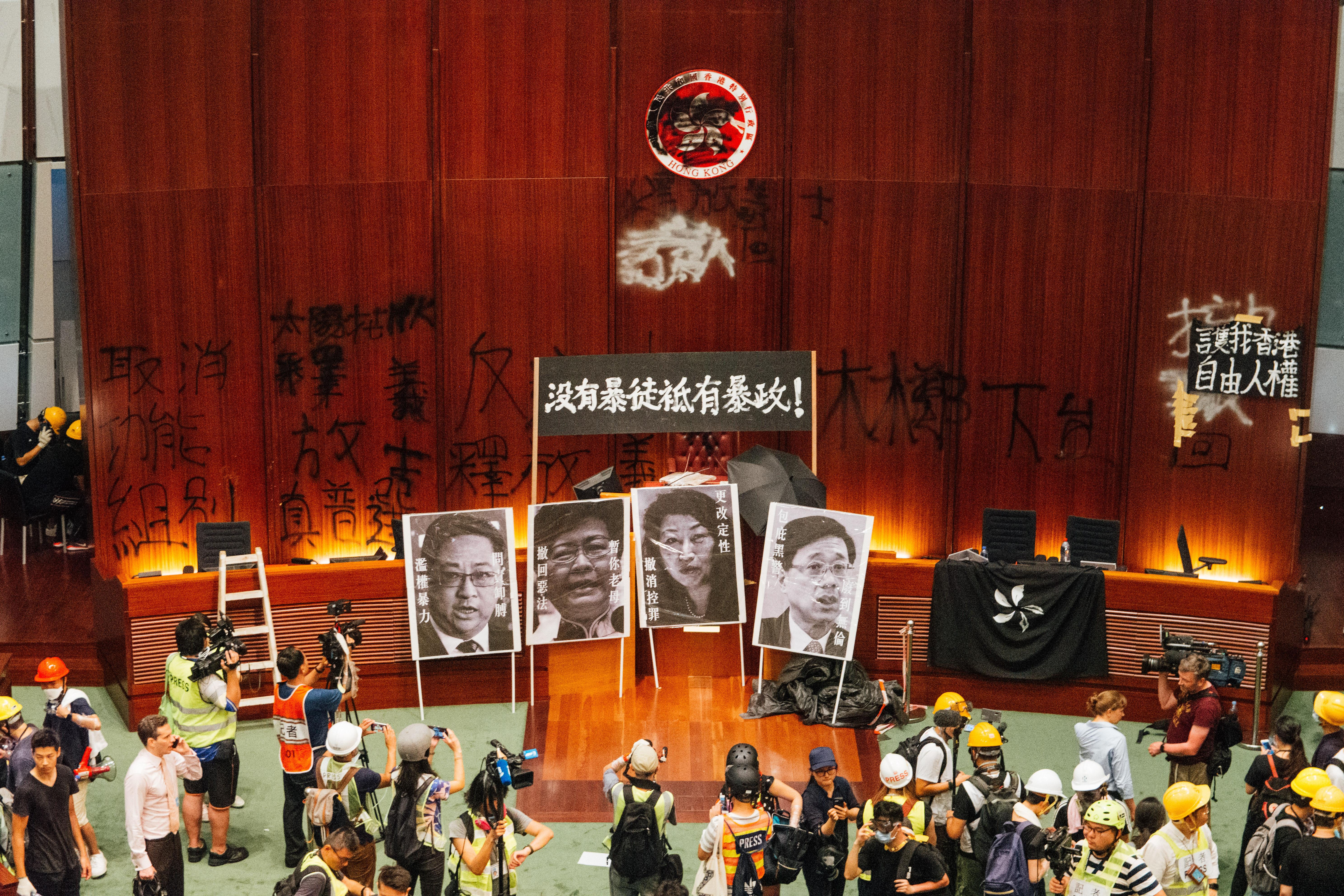
7月1日晚上近9時，示威者成功佔領立法會大樓三小時，在立法會會議廳展示標語和，香港區徽被噴黑

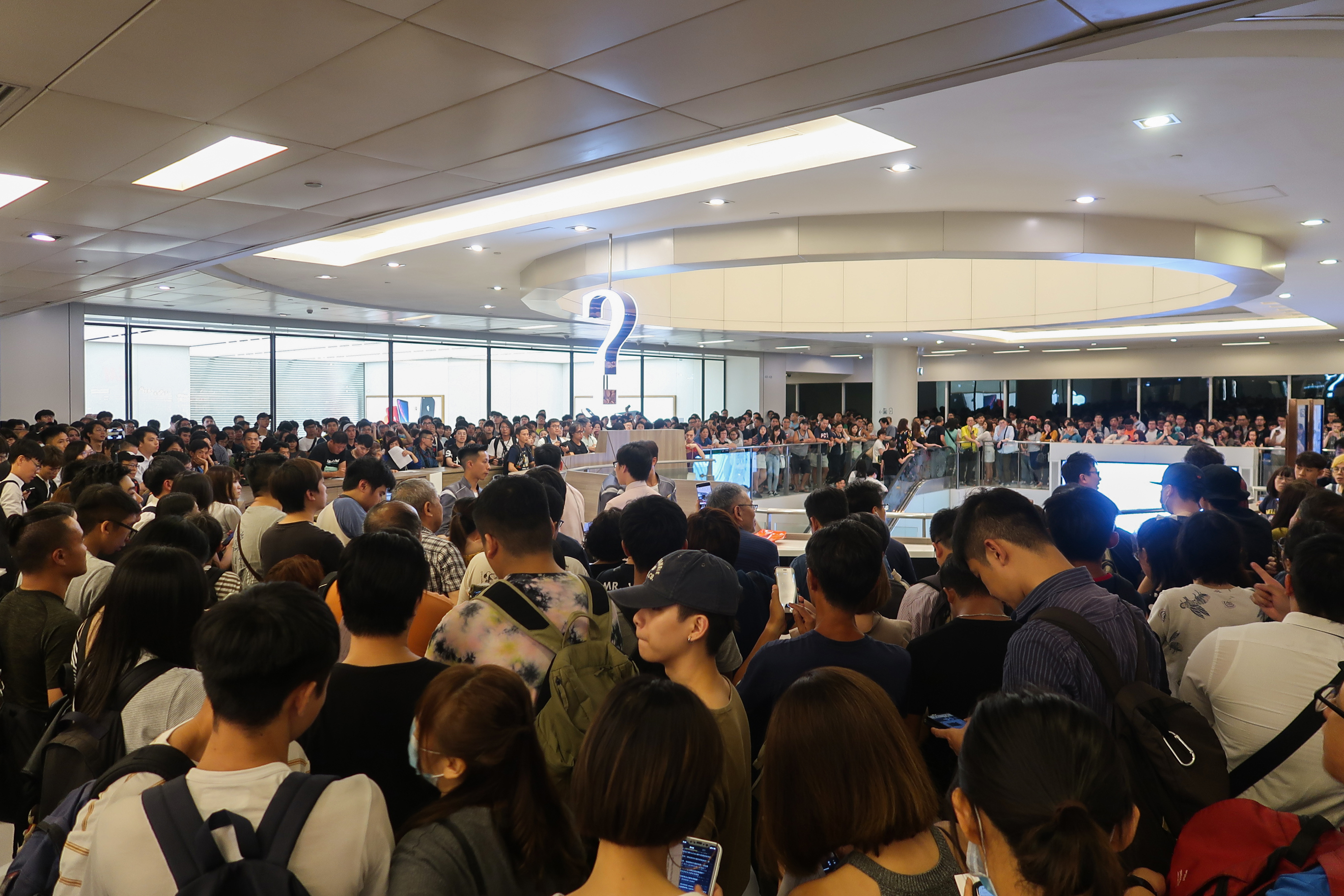
7月16日，近數百名市民再度包圍新城市廣場詢問處，要求新鴻基地產就7月14日新城市廣場衝突作出回覆

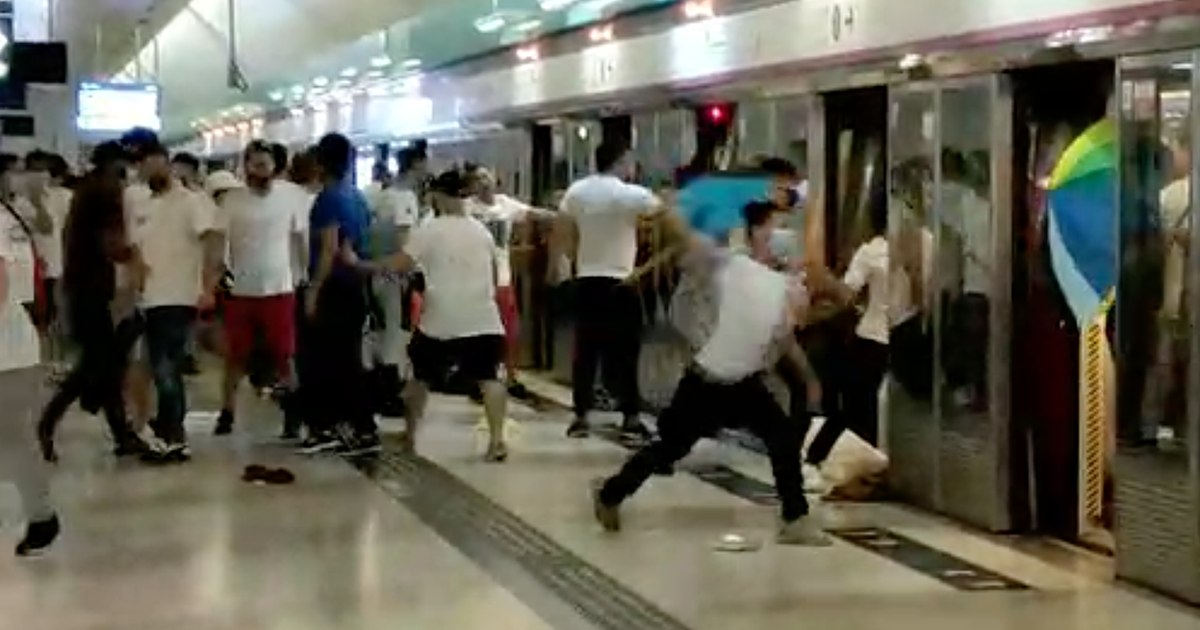
7月21日，持械白衣人衝入元朗站月台及列車，襲擊乘客

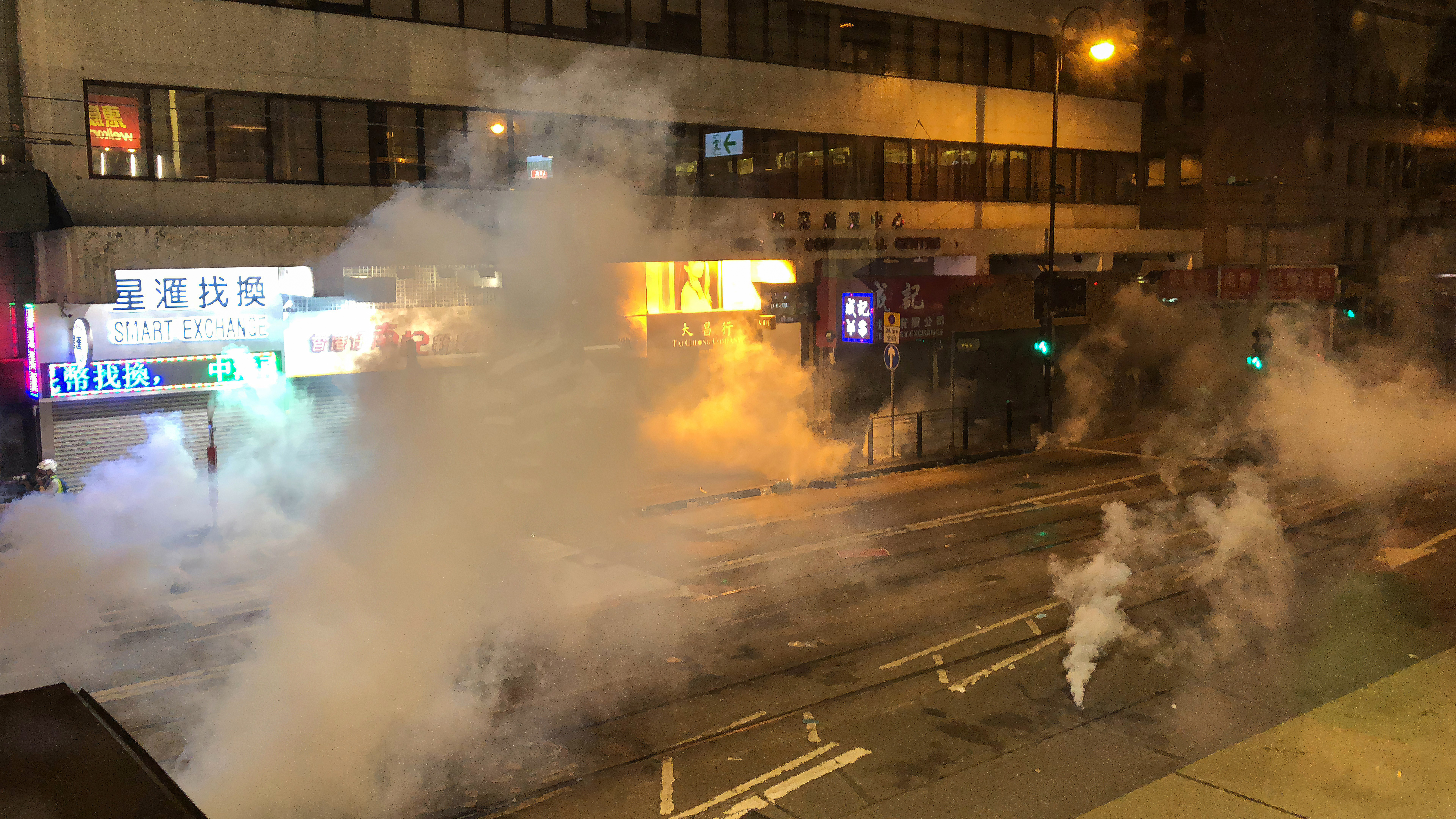
7月28日港島區衝突，警方發射大量催淚彈，導致催淚煙濃度過高，引致附近的居民感到不適

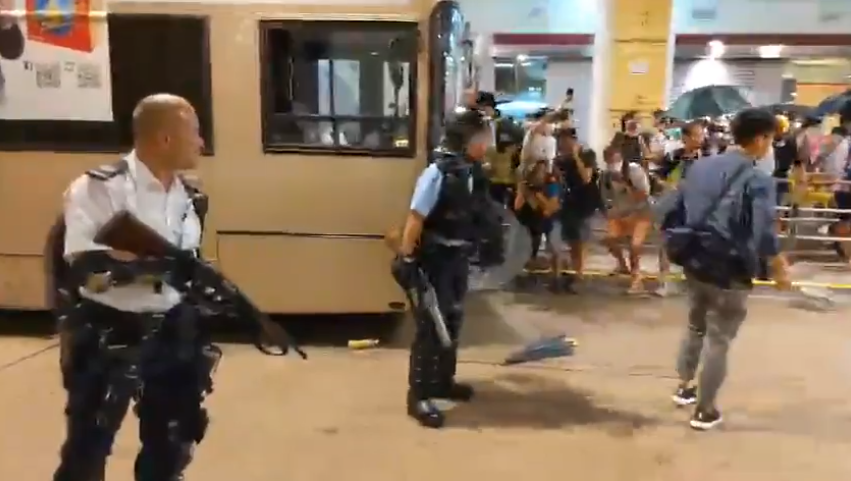
7月30日，葵涌警署指揮官劉澤基（左方）晚上在葵芳站公共運輸交匯處多番舉起雷明登870霰彈槍指向示威者及記者

- 7月1日：民間人權陣線連續第22年發起七一大遊行，估計達55萬人參與，創歷年七一遊行新高。同晚發生警民衝突，示威者佔領立法會綜合大樓3小時，警方到凌晨發射催淚彈驅散。[217]
- 7月6日：
  - 在元朗紅棉圍 Unite 髮型屋內，負責洗頭的戴姓女職員與男同事張斌因肢體碰撞問題爆發衝突，女方找來3名男友人到場幫助。女方友人黃智煒被人用6吋長軍刀刺傷頭及身體多處，血流如注跑至街上後不支倒地，送院後傷重不治。事後張斌潛逃內地，之後被中國公安逮捕，同月16日移交至香港警方。
  - 屯門公園衞生關注組發起光復屯門公園行動，逾萬人參與。
- 7月7日：網民發起七七九龍區大遊行，要求政府撤回修訂《引渡條例》並回應「五大訴求」，估計逾23萬人參與。
- 7月9日：政制及內地事務局局長聶德權，就廣東省當局7月5日印發《推進粵港澳大灣區建設三年行動計劃（2018-2020年）》澄清，表示社會信用體系措施「絕對不會在香港實施」。有關文件列明「探索依法對大灣區內企業聯動實施信用激勵和失信懲戒」，被指香港三年內引進「信用評分系統」，激起外界關注[218]。
- 7月13日：光復上水行動。
- 7月14日：沙田反修例遊行，大會稱有逾11.5萬人參與，警方稱最高峰有2.8萬人。到晚上，大批警員包抄沙田市中心一帶，大批示威者和市民無法離開，最終過百名防暴警察和佩槍警員包抄新城市廣場，並爆發激烈警民流血衝突，波及大量正在消遣的市民。
- 7月18日：港鐵首度發盈警，表明要為沙中線紅磡站工程及安排屯馬線通車撥備20億元，消息公布後翌日股價低見53.65元，挫3.7%，收市報54.2元，仍跌2.7%，是今日表現最差藍籌股。[219]
- 7月21日：
  - 民陣第六次發起的反對修訂《逃犯條例》的大型遊行，大會表示有43萬人參加。部分遊行人士直接前往金鐘佔領夏愨道，其後抵達位於西環的香港中聯辦。示威者在中聯辦外宣讀721宣言，表示不排除會成立臨時立法會。部分人在外牆寫上訴求，又向中國國徽投擲墨水。警察其後發射了55枚催淚彈、5發橡膠子彈，和24發海綿彈驅散示威者，多人受傷。
  - 晚上及翌日凌晨，一批穿着白衫、手繫紅繩之疑似黑社會成員在雞地及港鐵元朗站持械無差別襲擊途人，多人血流披面，有女性被毆打期間被非禮，救護員遭襲擊。事件中一共至少45人受傷，1人危殆，5人重傷。但警方在市民報案後未有即時制止襲擊，更有社會輿論指事件涉及「警黑勾結」。網上有影片流傳，新界西立法會議員何君堯在街上與多名白衣人握手，更有人對何表示：「你哋係我英雄（你們是我的英雄）」。
- 7月23日：
  - 逾100名市民響應網上號召，包圍何君堯位於荃灣的辦事處。事後辦事處整幅玻璃牆甩脫，內部一片凌亂，而門外地面有大量玻璃碎和雜物。[220]
  - 晚上，網上流傳有人在新界西北多區進行施襲，元朗及屯門一帶商舖在下午已提早關門，猶如「死城」。而沙田和荃灣的商店亦在傍晚落閘。[221]
- 7月24日：港超聯球隊傑志在香港大球場友賽英超勁旅曼城，傑志最後1:6不敵曼城。[222]近30名球迷響應網上的呼籲，在比賽21分鐘時合唱歌曲「Do you hear the people sing」。部分人並高舉「No Extradition To China」、「Hong Kong is not China」等標語。[223]
- 7月25日：
  - 西九文化區「演藝綜合劇場和綜合地庫」工地被揭發出現塌陷和約1.5米至2米深的水浸，管理局其後證實事件，鄰近工地亦出現直徑約25米的淺層塌陷。承建商金門建築表示已即時採取行動。[224]
  - 約50人響應金鐘站「不合作運動」，抗議港鐵7月21日大批白衣人在西鐵元朗站打人時未有盡早關門。其中兩名男女被指阻礙車門關閉，收到港鐵發出的擬檢控通知書。[225]
- 7月26日：一群「在機場任職的市民」在香港國際機場一號客運大樓接機大堂舉行「和你飛」集會，抗議政府未有完全撤回《逃犯條例》修訂、對警方執法手法不滿以及元朗暴力事件等訴求，呼籲國際社會關注事件。集會發起人表示集會最高峰時期有1.5萬人參加，警方指有4000人。[226]
- 7月28日：728港島區衝突，該遊行被發出反對通知書，路線本為由遮打花園遊行至中山紀念公園，目的是追究7月21日警暴。在晚上7時警察展開掃蕩行動，並與示威者爆發激烈的拉鋸戰，期間發射大量催淚彈、橡膠子彈、海綿彈、胡椒球彈全力驅散示威者，其後有示威者設置障礙物，更多次燃點路上雜物及大廈外牆棚架，甚至使用燃點紙皮的推車衝擊警察，同時利用磚頭，弓箭，高處投擲不明液體等還擊。
- 7月30日：包圍天水圍警署及煙花襲擊事件

### 8月
- 8月1日：

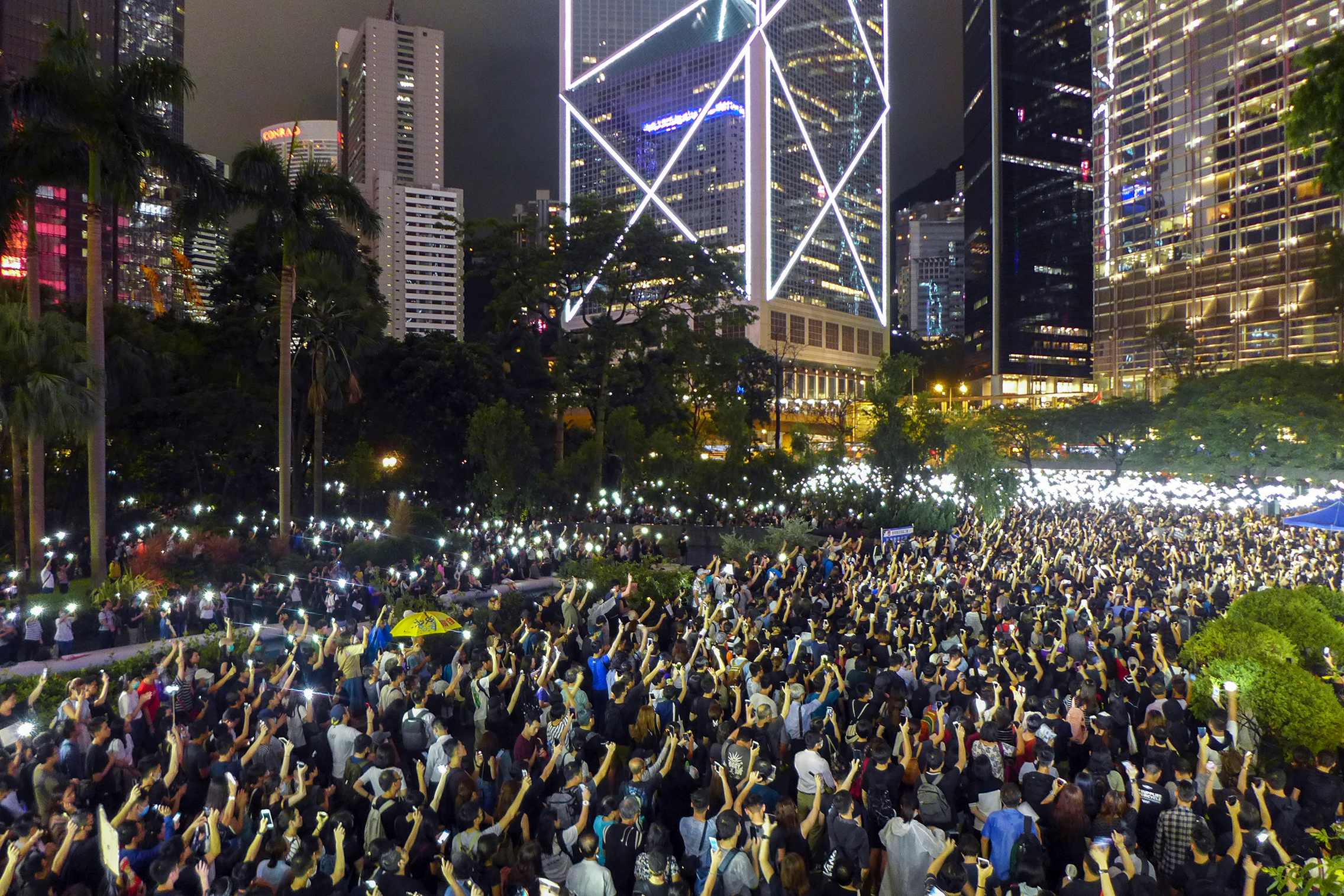
逾4萬名公務員在8月2日晚上出席遮打花園集會

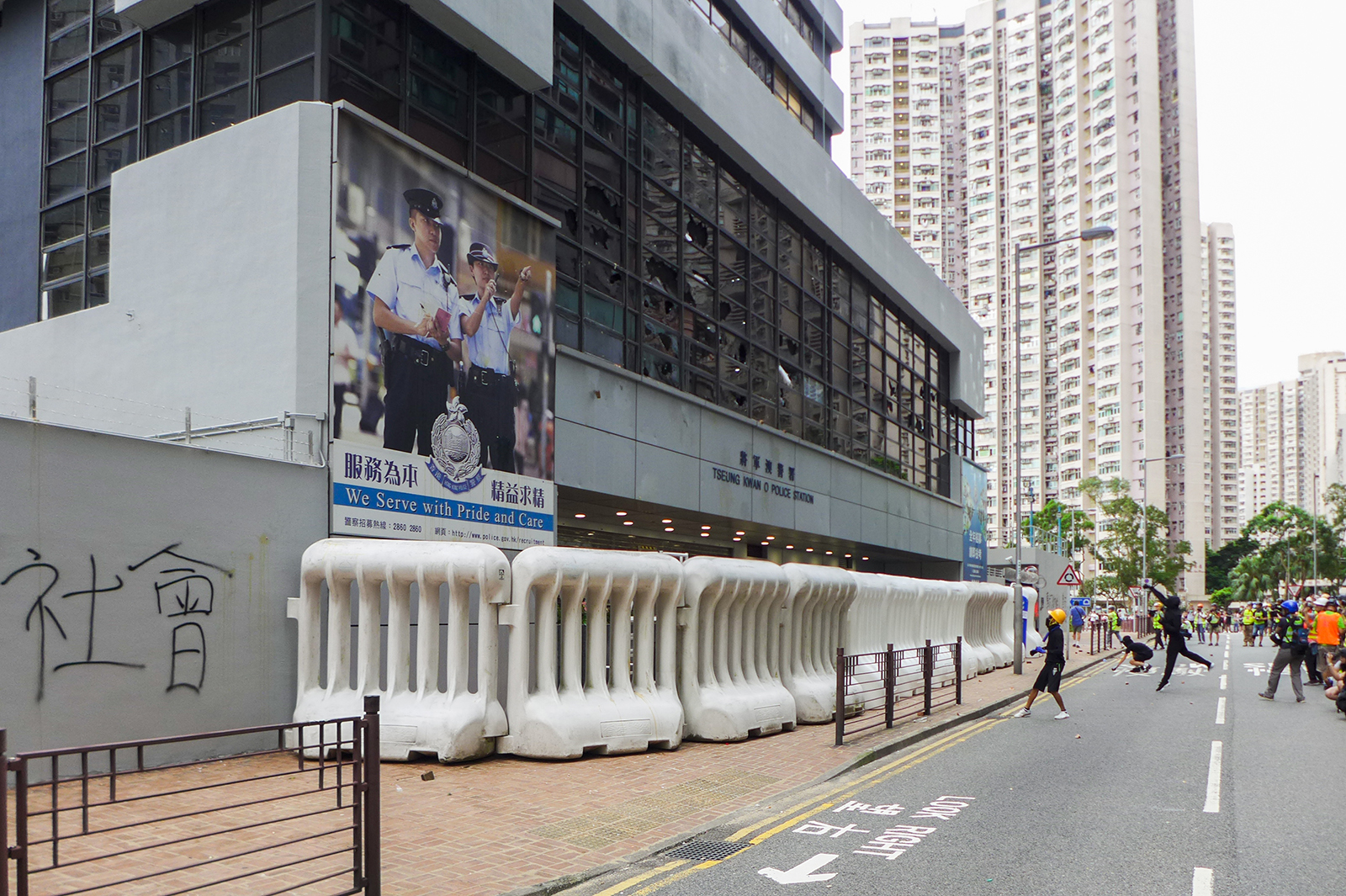
8月4日將軍澳遊行期間，有大批市民包圍將軍澳警署並投擲雜物，外牆多個玻璃窗被破壞

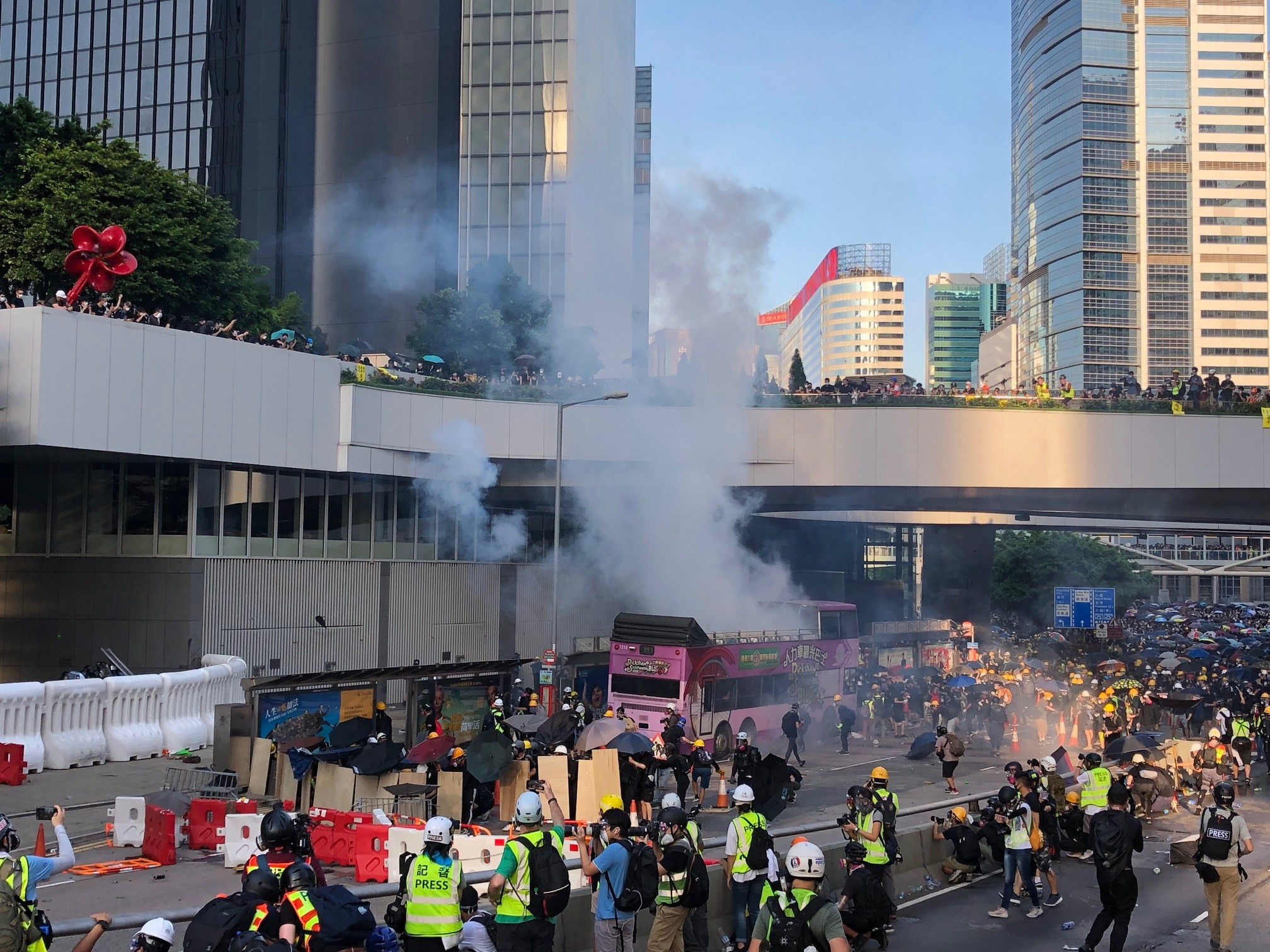
8月5日金鐘罷工集會期間，有示威者走出夏愨道佔據所有行車線。警方施發催淚彈武力清場

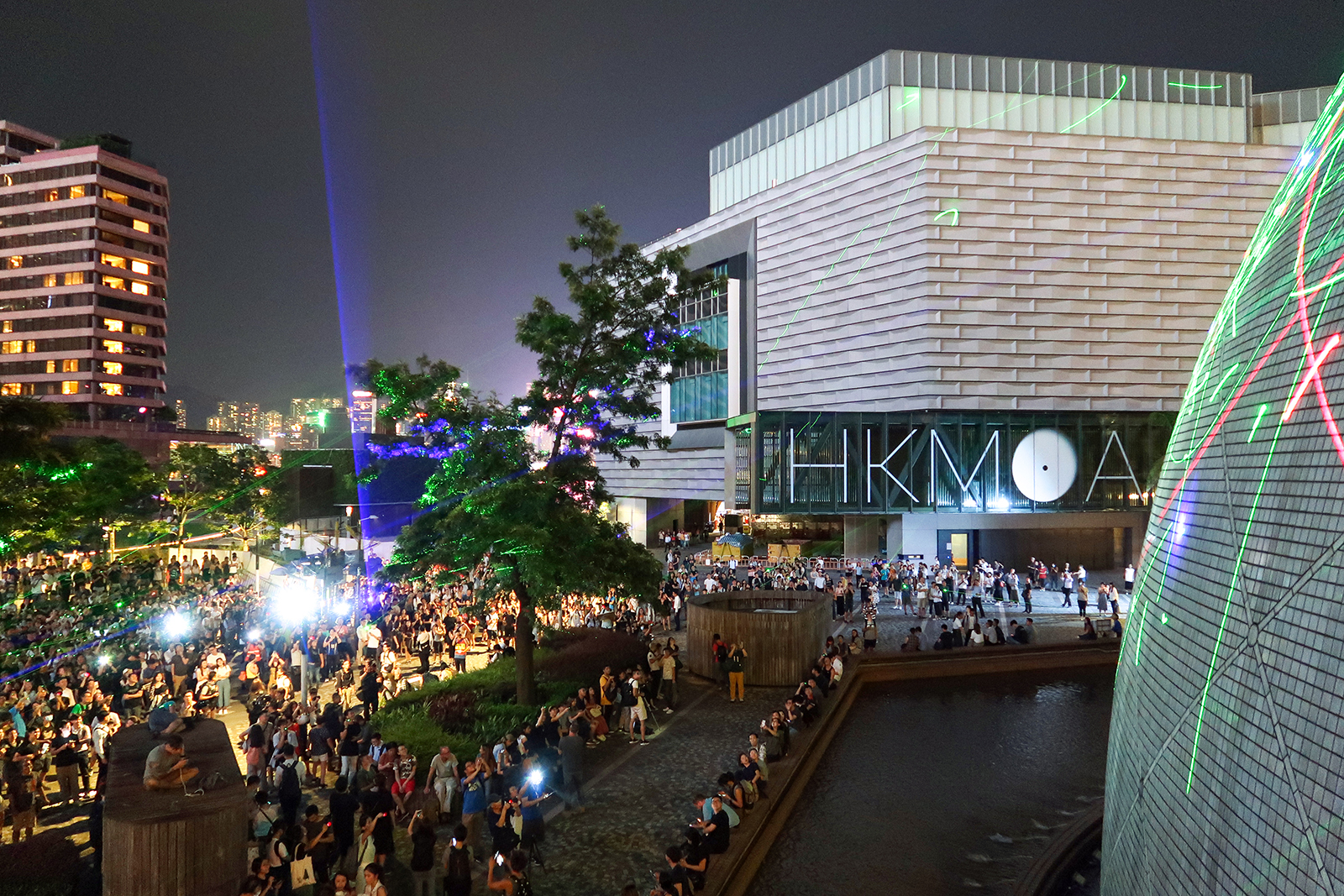
8月7日，逾千名市民在尖沙咀香港太空館外發起「全民觀星」活動，手持激光筆射向樹木、太空館和香港藝術館外牆

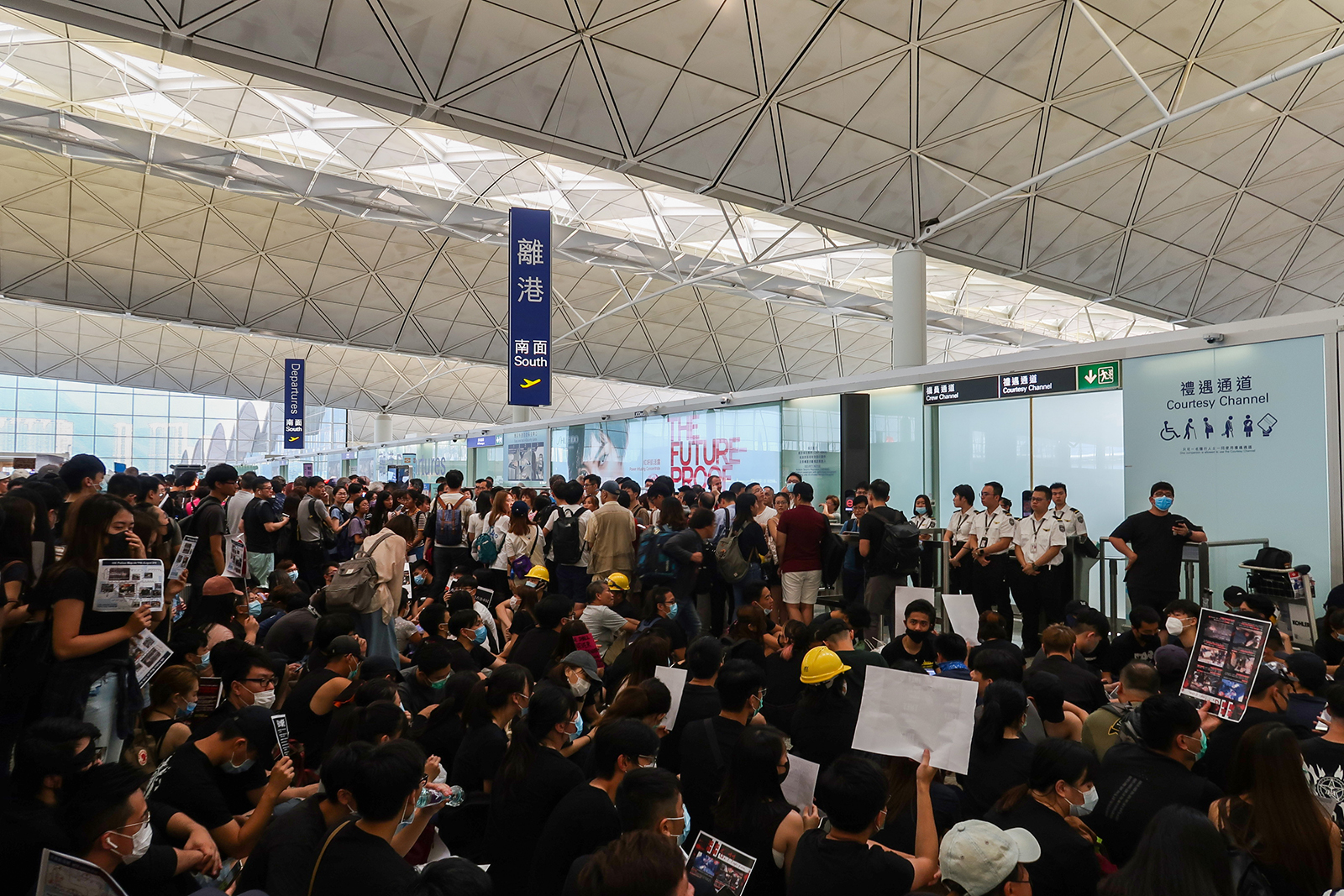
8月12日「警察還眼」集會，香港國際機場離港大堂已坐滿示威人士

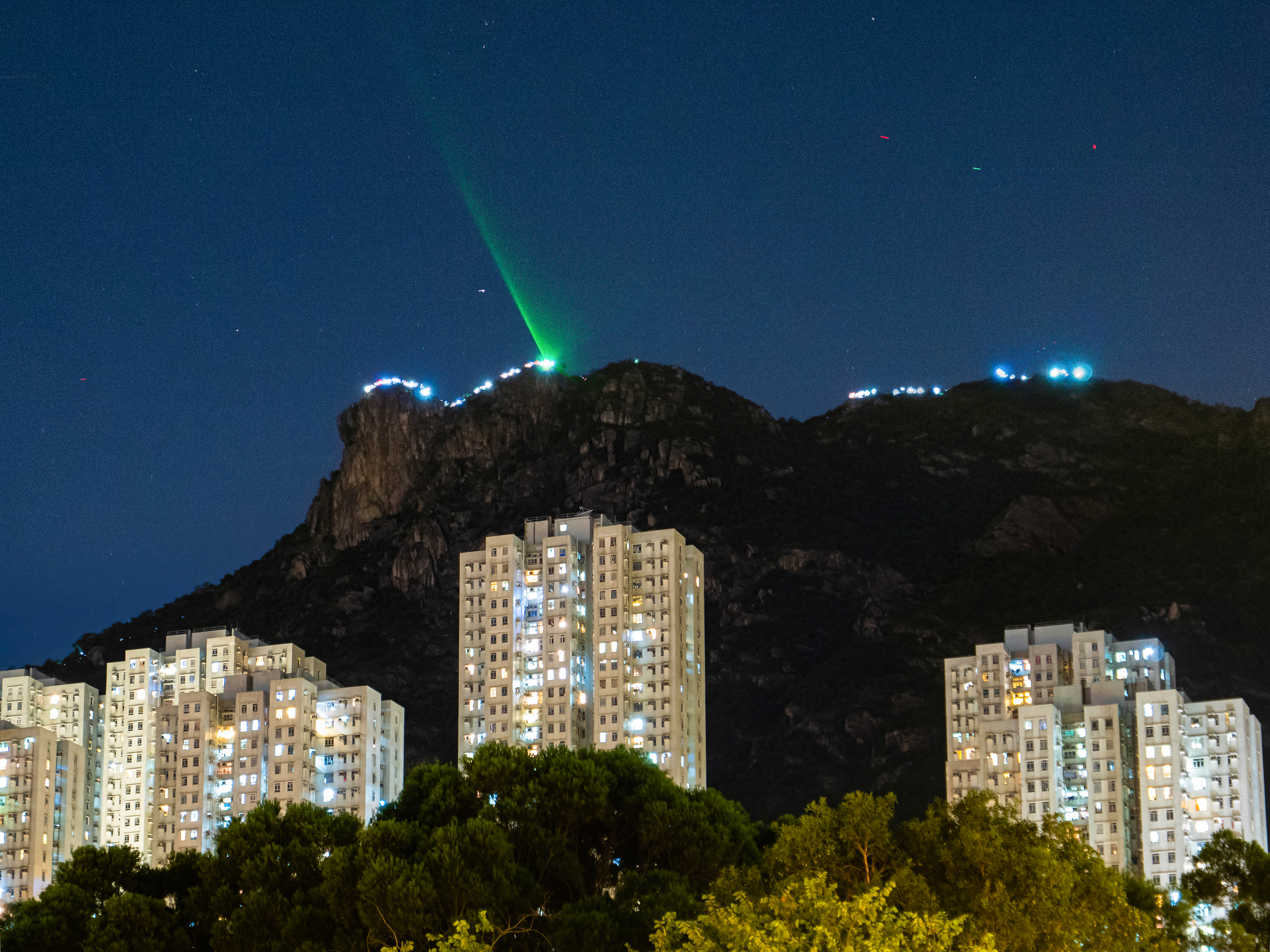
8月23日，約200名市民登上獅子山築人鏈

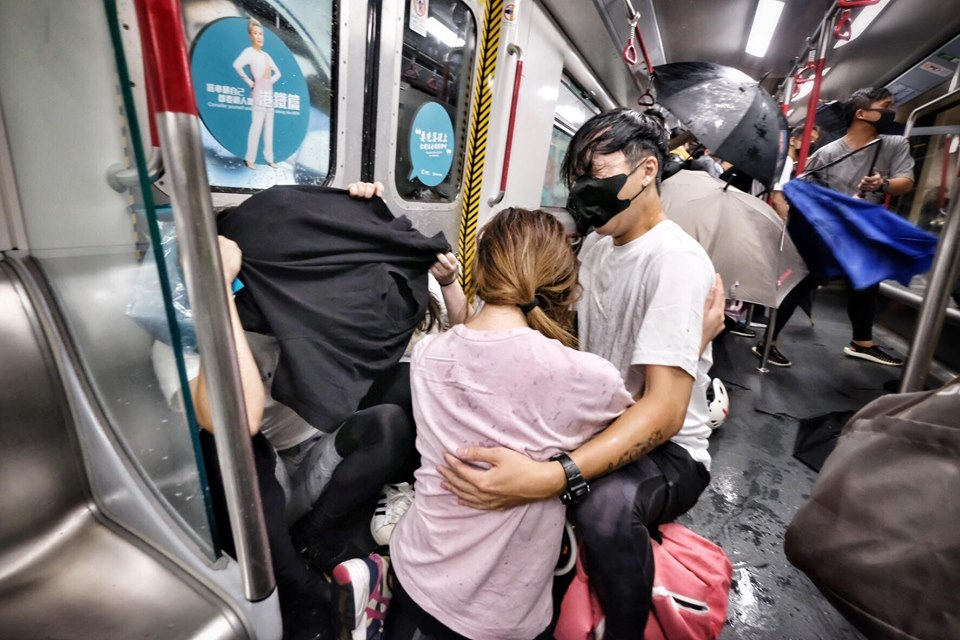
8月31日晚上發生太子站襲擊事件，列車上有乘客被速龍小隊的胡椒噴霧噴中後相擁嚎哭

  - 下午近2時，正進行活化工程的中環街市內的通道上方一幅面積17米乘5米的假天花突然塌下，市民慌忙走避，沒人受傷。市建局表示熱帶風暴韋帕所帶來的連場暴雨，引致積水滲進通道內假天花積聚不勝負荷，最終下塌。[227]
  - 約300人參與沙田新城市廣場「接放工」行動，向市民傳達8月5日「三罷」行動理念。而商場中庭掛上「痛心疾首」及「撤回惡法」的巨型直幡。[228]
  - 晚上，警方在無搜查令情況下，到火炭喜利佳工業大廈一個單位內撿獲一批武器，包括懷疑汽油彈、弓箭、壘球棒、大量鋼珠及含大麻成份的精油等，並拘捕7男1女，包括香港民族黨前召集人陳浩天。
  - 電視廣播城的外牆被人以黑色噴漆噴上「TVB黃庭鋒欠債還$（無綫電視的黃庭鋒欠債還錢）」的字句[229]。黃庭鋒其後澄清自己和其家人都沒有牽涉任何金錢糾紛，已經報警處理[230]。
- 8月2日：
  - 逾4萬名公務員在晚上出席遮打花園集會。
  - 晚上10時許，約100名市民再包圍馬鞍山警署聲援被捕人士。其後大批身穿全副防暴裝備的警員和速龍小隊到場驅散示威者，封鎖馬鞍山路和行人隧道。有速龍小隊更在無預警下，突然在地面向橋上發射至少五枚胡椒彈，驅散在通往新港城行人天橋上圍觀的近60名市民。有警員更擅闖私人屋苑雅景臺企圖拘捕住客。
- 8月3日：
  - 有市民發起「旺角再遊行」，獲警方發出不反對通知，大會宣布12萬人參與，警方指高峰時有2.6萬人。有示威者在傍晚時分起突襲多區示威，包括快閃佔領紅隧25分鐘，尖沙咀示威者拆走海港城外五支旗桿上的中華人民共和國國旗並丟入維多利亞港中和包圍尖沙咀警署外進行破壞。到晚上，大批防暴警施放多枚催淚彈驅散人群。
  - 晚上10時，黃大仙發生警民衝突。防暴警員因包圍及拘捕地鐵站內兩名男子，其後一名路過的街坊亦被拘捕。事件引發數百名黃大仙居民不滿，不斷指罵警員和高叫：「香港警察，知法犯法！」，要求警察釋放被捕人士。到凌晨，警方以催淚彈驅散黃大仙人群。而紀律部隊宿舍居民與示威者爆發衝突。
- 8月4日：
  - 將軍澳和港島西分別有市民發起遊行及集會。將軍澳遊行期間有大批市民包圍將軍澳警署並投擲雜物，外牆多個玻璃窗被破壞。而港島西集會在傍晚舉行，其後有示威者向香港中聯辦方向前行。警方在皇后大道西發射催淚彈，同時有大批防暴警察在德輔道西設立防綫。示威者在晚上7時半離開，前往銅鑼灣。示威者在8時佔領怡和街設置路障，其後到紅磡海底隧道港島出入口處堵塞。到晚上9時30分，大批防暴警察在銅鑼灣波斯富街施放多枚催淚彈。但示威者未有完全散去，在路中心燃燒雜物。[231]
  - 晚上11時起，多區的警署有大量民眾包圍。包括觀塘警署、黃大仙紀律部隊宿舍和天水圍警署。警方多次發射催淚彈和海綿彈。其中天水圍一名少女被防暴警察強行抬走時，長裙及內褲鬆脫「走光」，引發關注性暴力團體譴責和大批市民在8月5日包圍天水圍警署。[232]
- 8月5日：
  - 不少市民響應三罷行動，早上進行最大規模的港鐵不合作運動，共造成8條鐵路線路服務受阻。而下午起，市民在七區進行罷工集會，其後有部分示威者進行「游擊」佔據和示威行動。警方亦進行大規模清場行動，施發800枚催淚彈、140枚橡膠子彈及20發海綿彈驅散。一名記者被催淚彈擊中頭部受傷，左眼角留下永久傷痕。警方拘捕148人，最年輕一人僅13歲。當中有76名示威者在天水圍警署門外聲援期間突然被防暴警拘捕。
  - 晚上，北角和荃灣接報發生打鬥事件。其中荃灣眾安街有示威者被30至40名持木棍和刀的白衣人無故襲擊，惟警方未有即時追截。[233]
- 8月6日：香港浸會大學學生會會長方仲賢在晚上因在深水埗購買觀星激光筆（Laser pointer），遭5名休班警員以涉嫌「藏有攻擊性武器」拘捕。事件引發大批市民和學生包圍深水埗警署抗議。警方在晚上11時25分，在警署內施放20枚催淚彈驅散警署外的人群。其後更採取拘捕至少6名市民，涉阻礙警務人員執行職務。[234]當中包括一名路過的夜更清潔工人，獲准保釋後要守宵禁令。[235]
- 8月7日：晚上8時，逾千名市民在尖沙咀香港太空館外發起「全民觀星」活動，手持激光筆（Laser pointer）射向樹木、太空館和香港藝術館外牆。同時不停大叫「無着火喎」、「講大話」。[236]
- 8月8日：鄭文傑於香港西九龍高鐵站被送中至羅湖拘留所作15日行政拘留。
- 8月9日：新巴城巴向政府申請旗下路線加價12%。[237]
- 8月10日：守护香港大联盟[238]將當日定為「全民撐警日」，全力支持警方執法。[239]
- 8月11日：由於深水埗和港島東遊行期均不獲不反對通知書，所以改為集會。示威其後演變為多區快閃圍堵行動，包括在銅鑼灣、灣仔、尖沙咀、深水埗、長沙灣、荔枝角、美孚及葵芳進行佔據。而警方亦改變佈防策略，大舉使用武力拘人，並被市民和多個團體強烈譴責警方行動不合法亦不恰當。[240][241]包括在港鐵站內施放催淚彈、向記者聚集地段的示威者頭部發射布袋彈引致永久失明和有多名警察假扮成示威者施暴，襲擊市民、警察及刑事毀壞，煽動衝突後進行釣魚式拘捕。[242]
- 8月12日：過千名市民到香港國際機場參加「警察還眼」集會，人潮迫滿一號客運大樓接機和離港大堂。往機場交通幾乎被完全堵塞，部份市民選擇徒步進入機場。到傍晚，有傳警方即將清場，加上國泰城緊急疏散其職員離開。集會人士感到擔憂，紛紛離開機場。晚上機場大致平靜，仍有幾百人聚集。機管局稱運作嚴重受阻，下午3時半宣佈晚上6時起限制飛機升降量。4時30分更宣佈除已完成登機程序的離港航班及正前往香港的抵港航班外，當日其餘所有航班全部取消。
- 8月13日：不少市民響應香港國際機場集會，到下午2時，部分人士衝破機管局臨時封鎖線，前往離境大堂靜坐抗議，阻止旅客進入禁區。而另一批示威者在二號客運大樓利用行李車堵塞往離境禁區的通道。到傍晚，一名徐姓內地男旅客和內地環球時報記者付國豪被集會人士懷疑身份而遭到包圍。到晚上11時，內地人士送上救護車後，一批示威者突然衝出客運大樓外，以大量手推車阻止警車離開。防暴警察在驅散行動中共拘捕5名示威者，警員隨後撤出國際機場。
- 8月14日：
  - 一名61歲女子及其31歲女兒被發現倒斃於屯門雅都花園C座15樓一單位內。警方經進一步調查後，相信該31歲女子於單位內襲擊其母親後自殺。警方亦在現場檢獲一把刀，懷疑與案有關，案件改列謀殺及自殺案。
  - 機管局在8月13日晚上向法庭申請臨時禁制令，在當日得到法庭批准，下午2時開始執行。禁制令任何人在整個機場範圍內非法阻礙或干擾機場運作，而市民只限制在接機大堂指定範圍內「合法和平集會」。示威者曾繼續留守機場內示威區，但最後亦被機管局職員以「涉遊蕩」、機場無劃出示威區和附例寫明「職員有權利阻止市民進入」為由，要求市民離開。
  - 晚上8時，網上有約700人響應到深水埗警署外燒街衣，部分人不斷以雷射筆照向警署外牆和警員。晚上9時許至11時，警方合共施放35枚催淚彈驅散。其後欽州街、大南街及鴨寮街等內街多條道路雖然沒有示威者，但仍用催淚彈，結果周邊瀰漫白色毒煙，引致多家食肆和商戶受影響。[243]一名駕駛九龍巴士98C線的車長到尾站美孚總站後表示不適，需召救護車送院。[244]
- 8月15日：因2014年佔領運動被裁定公眾妨擾等罪成，判囚16個月的戴耀廷，成功向上訴庭申請保釋等候上訴。
- 8月16日：
  - 香港首富李嘉誠在多份報章以「一個香港市民」名義刊登兩款全版廣告，一款指香港情況是「黃台之瓜，何堪再摘」，另一款提到「最好的因，可成最壞的果」，強調反暴力。[245]
  - 央視網率先下午5時02分發稿公佈，国泰航空行政總裁何杲和顧客及商務總裁盧家培辭職，比港交所通告早12分鐘[246]。何杲稱「對公司近月所面對的事件負責」[247]
  - 晚上8時，有6萬人響應大專學界聯同連登「我要攬炒」團隊，在中環遮打花園舉辦「英美港盟　主權在民」集會。
- 8月17日：「光復紅土」遊行中，部份人抵達終點後到土瓜灣馬頭圍道的工聯會工人俱樂部會址塗鴉，其後再到太子旺角警署外聚集。到傍晚，大批防暴警在旺角清場，期間有示威者從天橋上擲下垃圾桶到地面的警車和警員，警員一度舉槍指向天橋施襲者，並發射一發布袋彈。全日沒有人受傷和被捕。
- 8月18日：170萬人參與民陣在維園舉辦的反送中集會，其後改為流水式集會。到晚上，部份市民晚上在金鐘夏愨道聚集，到深夜時示威者呼籲「全世界，返屋企」，勸現場留守人士離開，到凌晨和平散去。[248]
- 8月20日：
  - 凌晨1時許，將軍澳景林邨連接厚德邨的「連儂隧道」發生斬人案，至少有3名男女受傷。[249]其中在《信報》工作的26歲女記者情況危殆。[250]涉案男子走入居屋頌明苑嘉明閣逃走，到下午3時許經羅湖口岸入境時被捕。[251]
  - 民主黨林卓廷舉辦記者會，揭發一名62歲的長者在6月25日因襲警被捕，送到北區醫院急症室「紊亂病人休息室」後被兩名軍裝警員濫用私刑。包括掌摑事主、用沾有尿液的上衣掩蓋事主口鼻、大力按壓事主眼睛及打事主下體等。警方經調查後在同日拘捕2名警員和一名已離職警員，分別涉嫌「襲擊致造成實際身體傷害」和「串謀襲擊致造成實際身體傷害」，3人正被扣留調查。[252]
- 8月21日：中華煤氣因業績差而捱沽，股價大跌5.26%至16.2元，是2008年11月以來最大的單日跌幅，亦是表現最差的恒指成分股。[253]
- 8月23日：香港之路，反對逃犯條例修訂市民於波羅的海之路30週年當日手牽手組成橫跨香港各區的人鏈，是香港一次和平的公眾活動，行動估計有21萬人參加。
- 8月24日：觀塘區反送中及反智能燈柱示威活動，多條智慧燈柱被示威者破壞。
- 8月25日：香港警方首次出動水炮車，在荃灣驅散示威者。
- 8月26日：K11 MUSEA商場開業
- 8月31日：反送中遊行完結後，香港警方的速龍小隊和防暴警察在太子站拘捕示威者時無差別襲擊途人和走入列車瘋狂毆打車內乘客。其後亦妨礙救護員進入車站治理傷者，更阻止救護員將危殆傷者送院醫治。有輿論[谁？]認為當天有市民在太子站內被警察活活打死，但未能最後證實。

### 9月
- 9月1日：

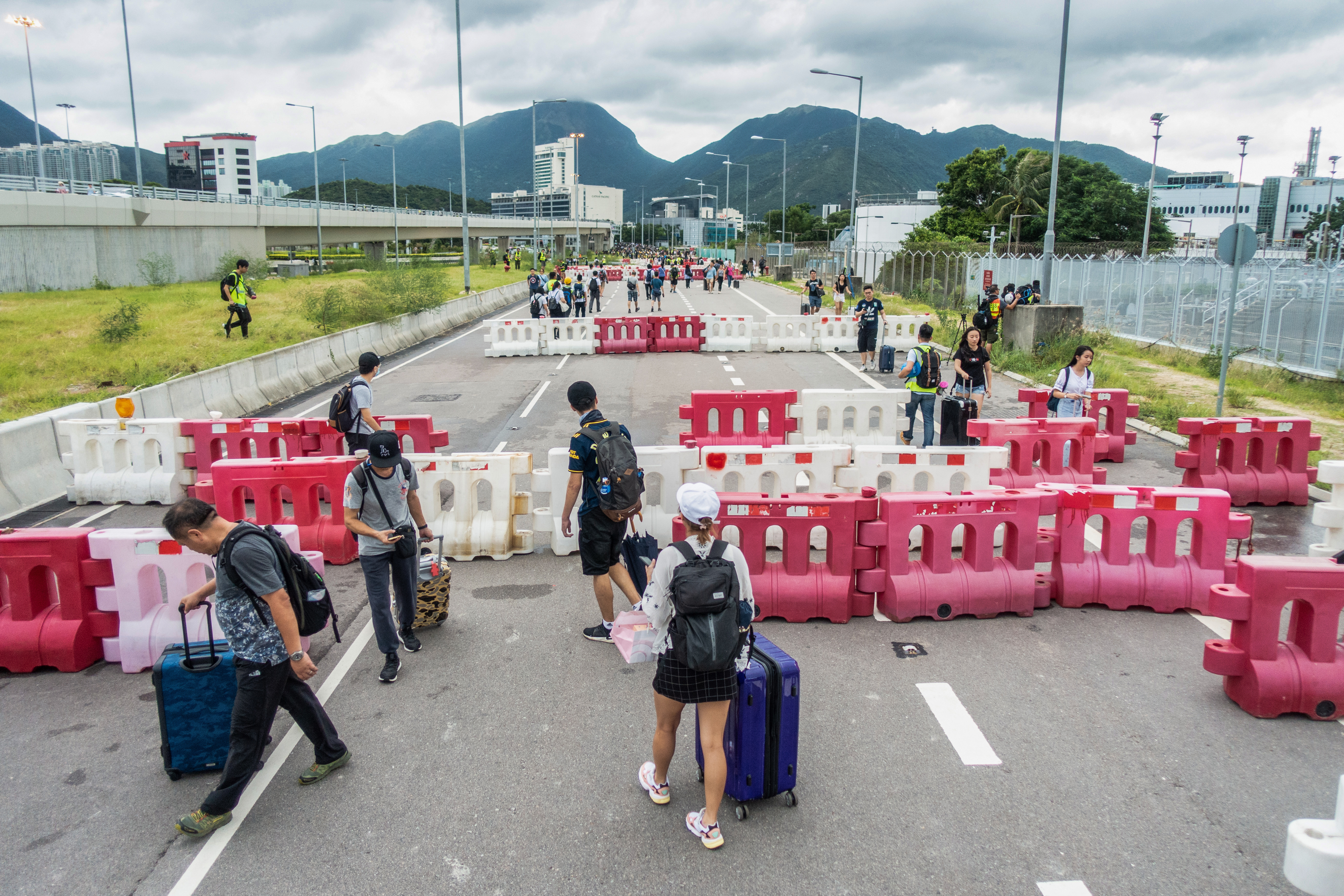
9月1日，網民號召到機場發起「和你塞」行動，示威者在往機場的道路上設置水馬，交通嚴重受阻。旅客只能徒步往機場

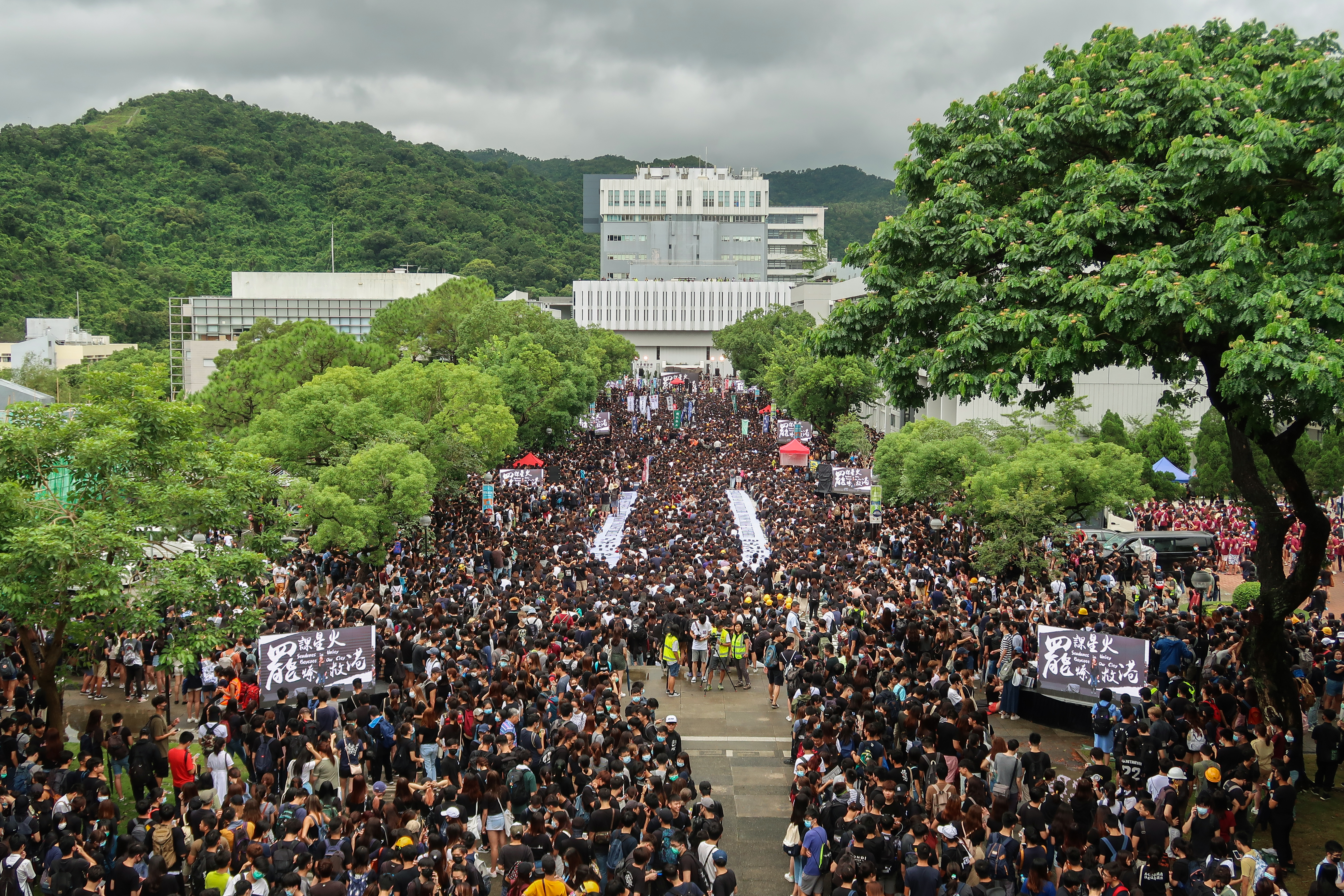
9月2日，大專學界於香港中文大學百萬大道舉行九二罷課集會，大會估計有約3萬人出席

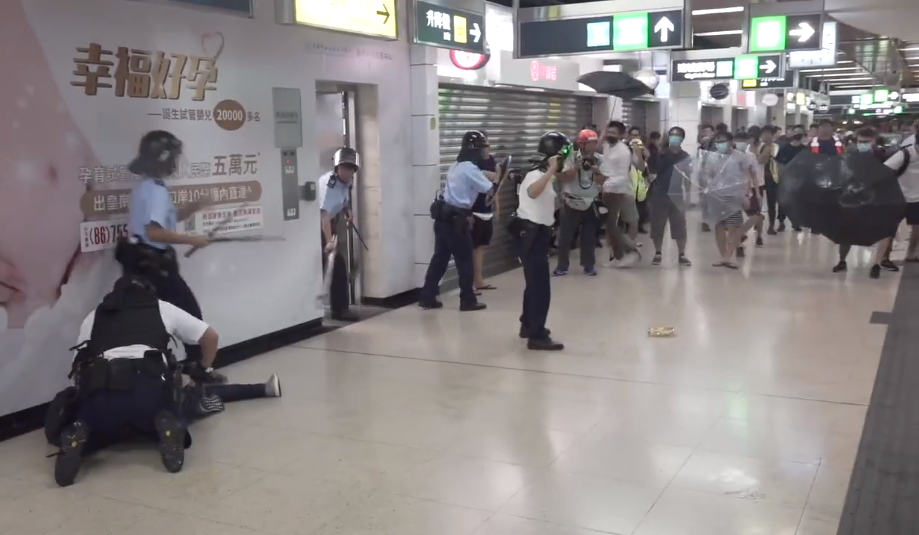
9月7日晚上近11時，沙田站在場人士見到軍裝警員再次到場入站驅散，制服至少兩名市民後，示威者進入收費區內的控制室門外向警員擲垃圾桶、月餅盒及雨傘等雜物，並舉起雨傘遮擋

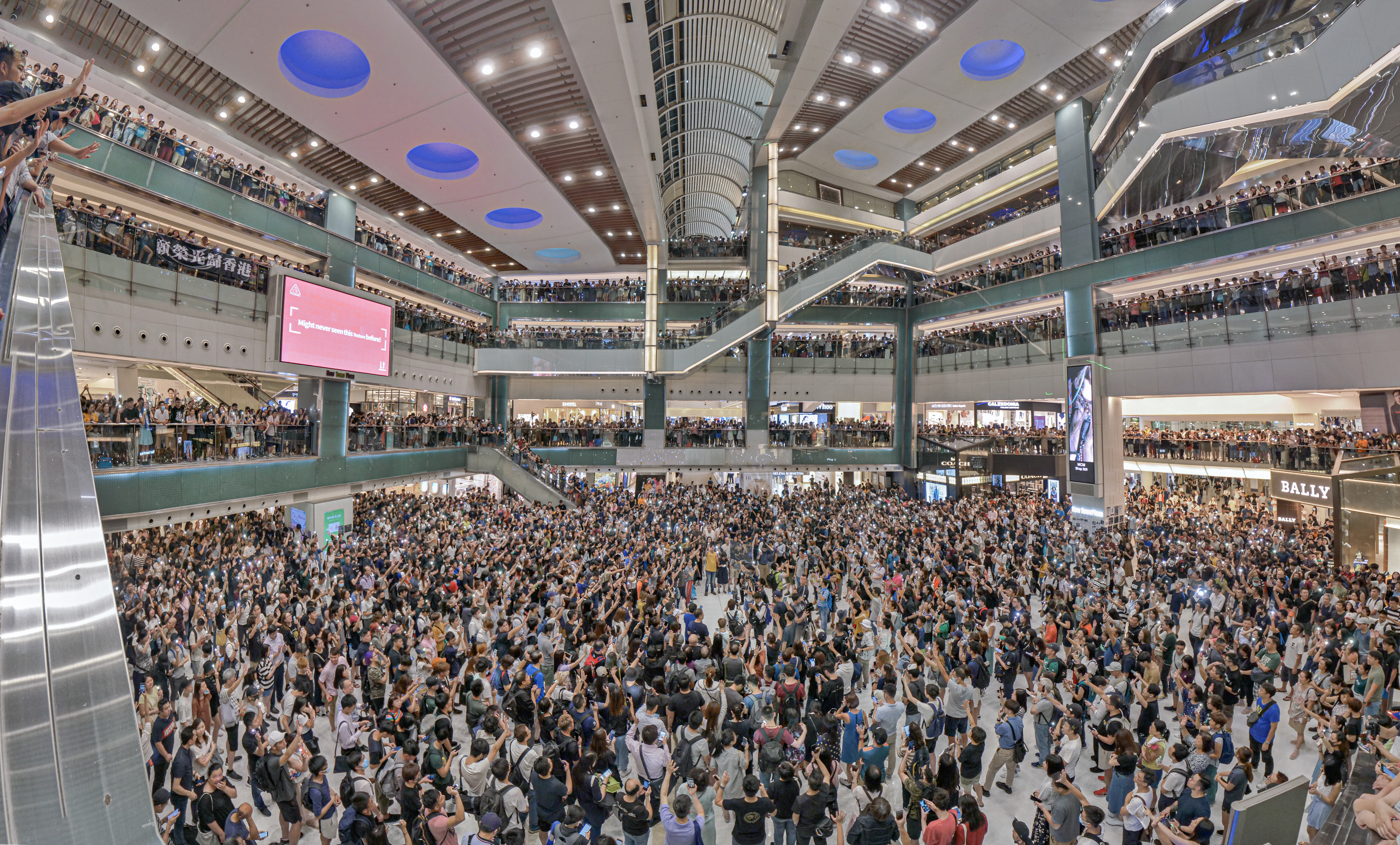
9月11日晚上，1000名市民在沙田新城市廣場內合唱《願榮光歸香港》

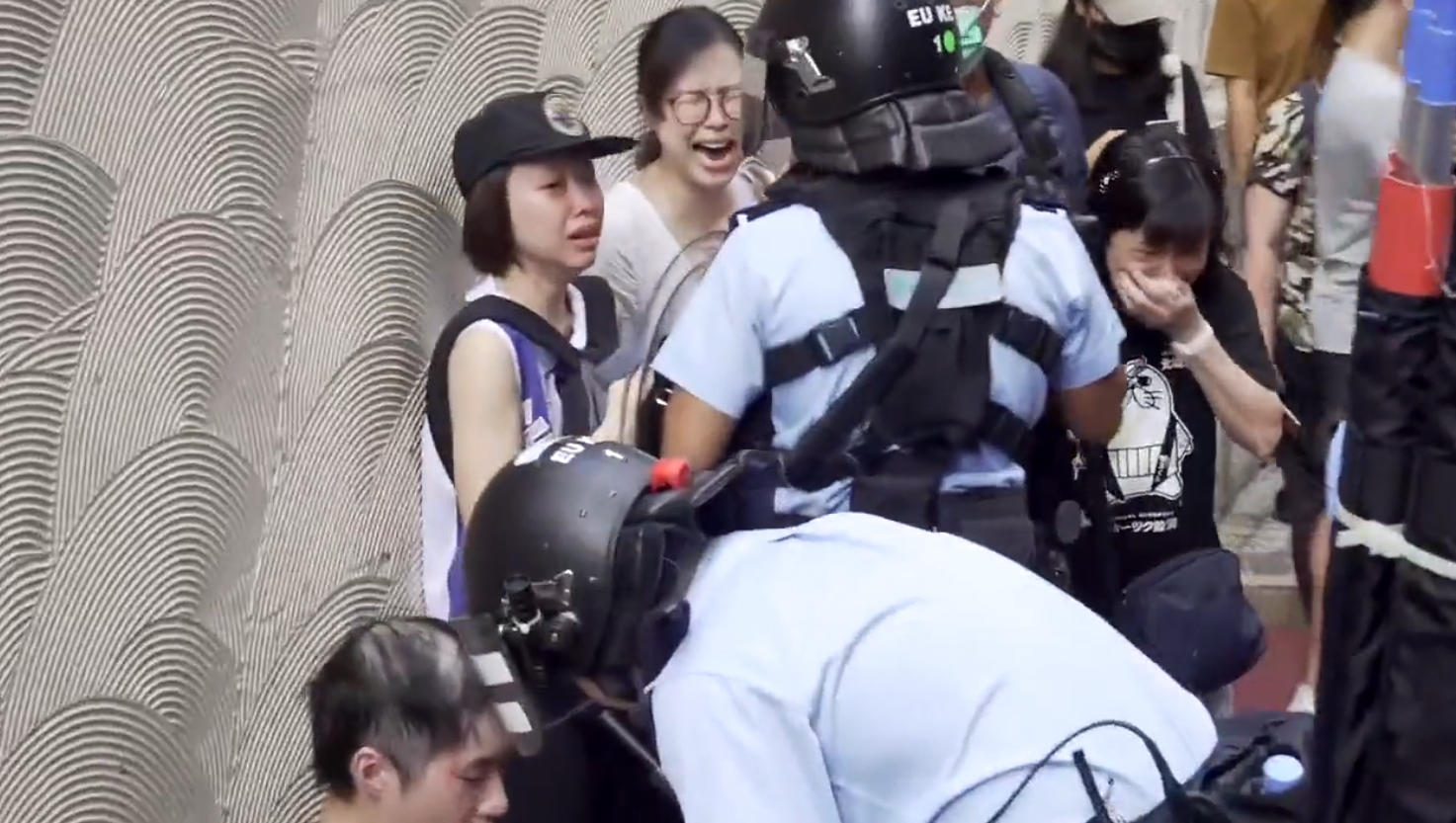
9月14日淘大商場衝突，有年輕人在商場外被制服後，市民哭起來批評警方使用武力和不明白為何要作拘捕

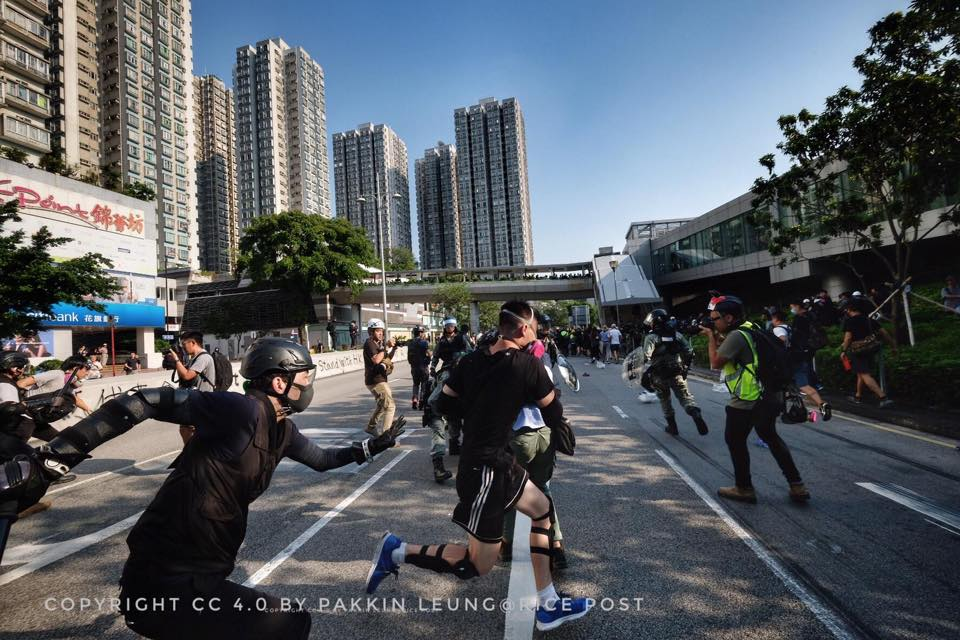
9月21日「屯門公園再光復」遊行，速龍小隊在屯門鄉事會路追捕示威者

  - 患有學習障礙的女子吳恩宇被發現倒斃於一間貼滿靈符的村屋內，其屍身全身有瘀傷。警方在現場發現一個用筆寫上「我已被『惡魔』……」的布袋及貼有靈符的棍，不排除與不恰當對待及「作法」有關。
  - 網民號召到機場發起「和你塞」行動，表示對往機場的交通進行「壓力測試」。結果機場至大嶼山一帶交通嚴重堵塞，另一方面，警方在機場亦有嚴密佈防。大量示威者徒步逾2.5小時，從機場經北大嶼山公路返回市區。部分示威者傍晚到東涌站進行大規模破壞，其後防暴警在東涌站進入列車搜查，有乘客感到不安。而青衣站有速龍及防暴警察出現，與在場人士對罵後才離開。到晚上，大批防暴警員在中環碼頭和西鐵屯門站及天水圍站等駐守，截查多名乘客和搜身。
  - 網民發起在金鐘英國駐港總領事館外舉行「BNO平權集會」，大會公布有約600至700人參與。[254]
- 9月2日：
  - 10間大專院校學生會發起為期兩周的「罷課不罷學」活動，在中文大學百萬大道舉行集會，有逾3萬人參與。而中學生罷課籌備平台在中環愛丁堡廣場舉行，到傍晚結束。
  - 網民聯同職工盟在金鐘添馬公園舉行「守護香港，罷工救港」行動，大會宣佈有4萬人出席。到傍晚，多名集會人士被灑螢光粉末，期間直升機在上空出現，懷疑是政府所為。飛行服務隊否認曾用直升機向集會人士灑螢光粉。[255]
  - 晚上，數百名示威者在旺角警署外聚集。到凌晨零時左右，防暴警察在太子及旺角一帶驅散並拘捕了20名男女，當中包括香港浸大學生會會長方仲賢，警方指他身上有一個不屬於自己的銀包，以盜竊罪拘捕，之後獲無條件釋放。而驅散期間，一名22歲男子站在路邊向防暴警察高呼「係咪跌咗良心？」後，被警員暴力制服和以「涉公眾地方行為不檢」拘捕。他頭部受傷。一名少女在旺角警署外被捕時亦遭警員踩手。[256]
  - 香港眾志成員周庭早前就2018年立法會港島區補選被取消參選資格提出選舉呈請，法官頒下判辭，裁定周庭勝訴，而現任立法會議員區諾軒並非「妥為當選」。周庭形容判決是「慘勝」。[257]
- 9月3日：
  - 早上7時許，大埔富善邨救恩書院學生到大埔孔教學院大成何郭佩珍中學門外聲援罷課學生期間，警員突然到場衝向在場學生，有3名學生走避不及跌倒受傷，需送院治理。其中一人救恩書院學生更甩掉了兩隻牙。[258]警方事後稱收到4宗報案指有噪音滋擾而到場，其後發現有人突然逃跑，警員追前期間因「地面濕滑」令警員及學生跌倒，並截查了5人，無人被捕。不過在場學生表示是警員進行追捕才引起學生走避。[259]
  - 路透社在週一披露行政長官林鄭月娥在香港會與商界閉門會面錄音，指反修例事件已提升至國家、主權和安全層面。林太會上表示「如果我可以選擇，第一件事會辭職下台」。林太回應記者時稱「由開始到現在，我都並沒有向中央提出請辭」，對錄音被公開流出感到失望和不能接受。[260]
  - 金鐘連續第二天舉行「守護香港，罷工救港」集會之後，部分示威者到太子站和黃大仙遊走。晚上近9時，一批示威者到黃大仙短暫堵塞龍翔道，之後到黃大仙中心時，被大批防暴警追捕，引起在場市民不滿。至少兩人被壓在地下後拘捕。一名男市民與警員理論期間，被警員用胡椒噴霧指向其面部。[261]約20名示威者登上一輛往藍田的九巴42C線，不過當巴士駛至九龍灣站時被警員截停，其後多名防暴警察登上巴士進行搜查達3小時，並要求巴士上的記者全部下車，最後有33人拘捕，涉嫌非法集會及藏有攻擊性武器。而巴士外有逾百名街坊到場圍觀和大叫口號。警方警告現場街坊正參與非法集結。[262]
  - 晚上11時左右，一名21歲男子在港鐵太子站內突然被最少5名警員撳地制服後一度昏迷，面色蒼白。經現場急救員初步檢查後，傷者頸椎受傷。送往旺角廣華醫院在急症室搶救，其後情況穩定。[263]
- 9月4日：
  - 林鄭月娥在禮賓府會見多名港區全國人大代表、港區全國政協委員及建制派立法會議員後，於傍晚透過電視講話，宣布撤回《逃犯條例》修訂草案[264]。但此時距離反修例市民設下的6月20日死綫已超過兩個半月（期間有過千名市民受傷），更未有接納民間另外4項訴求，如撤控示威者、成立獨立調查委員會及落實雙普選。[265]民間記者會和勇武抗爭的示威者表明不會收貨，呼籲各界繼續抗爭。[266]
  - 國泰航空再出現高層人事變動。集團董事局主席及常務董事史樂山宣布辭職，由太古可口可樂行政總裁的賀以禮接替其職務。[267]
- 9月6日：
  - 中國國務院總理李克強在北京與德國總理默克爾會談時，回應香港修例風波，中國希望香港避免出現動盪[268]。李克強說：「中國政府堅定不移維護一國兩制、港人治港、高度自治，而且支持特區政府依法止暴制亂、恢復秩序」[269]。這是自6月開始反修例示威持續3個月以來，中國最高層領導人首次正式回應香港修例風波[270]。
- 9月9日：屯門安定邨定德樓命案。
- 9月17日：
  - 一列港鐵東鐵綫列車於紅磡站附近出軌，車廂斷開兩截，至少8人傷。受事故影響，東鐵綫旺角東至紅磡站之間列車服務全日暫停。[271]
- 9月19日：陳彥霖死亡事件。
- 9月25日：旺角快富街25號兄殺弟命案。
- 9月28日：雨傘運動5周年，民陣發起集會，主辦單位指20萬人參加，警方則稱最高峰時有8440人，遊行期間造成警民衝突。[272]
- 9月29日:全球反極權大遊行：在香港發生大規模暴力衝突及示威。[273][274]

### 10月
- 10月1日： 

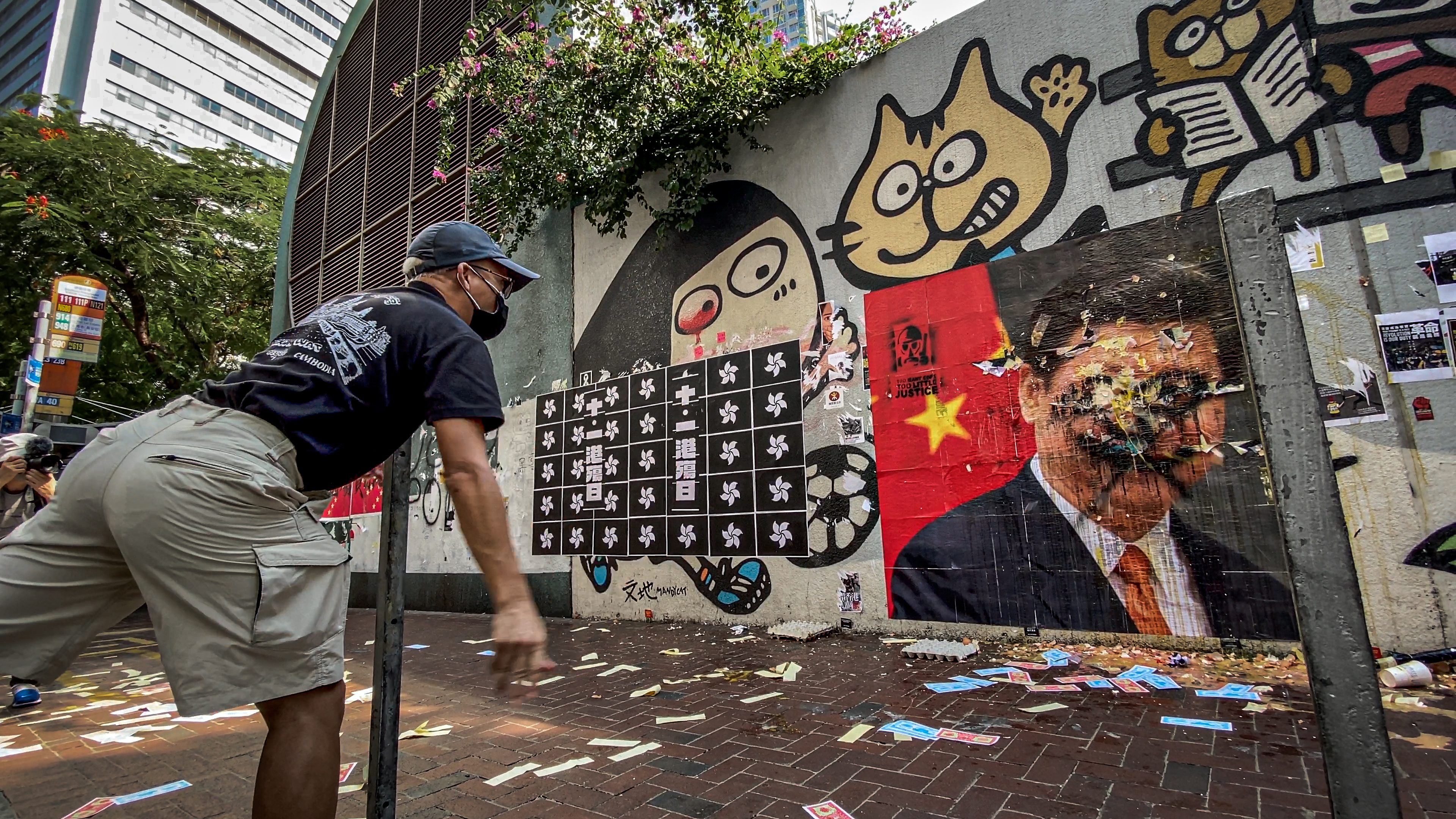
10月1日國慶日，示威人士向中共總書記習近平的巨型肖像扔雞蛋抗議中共政權

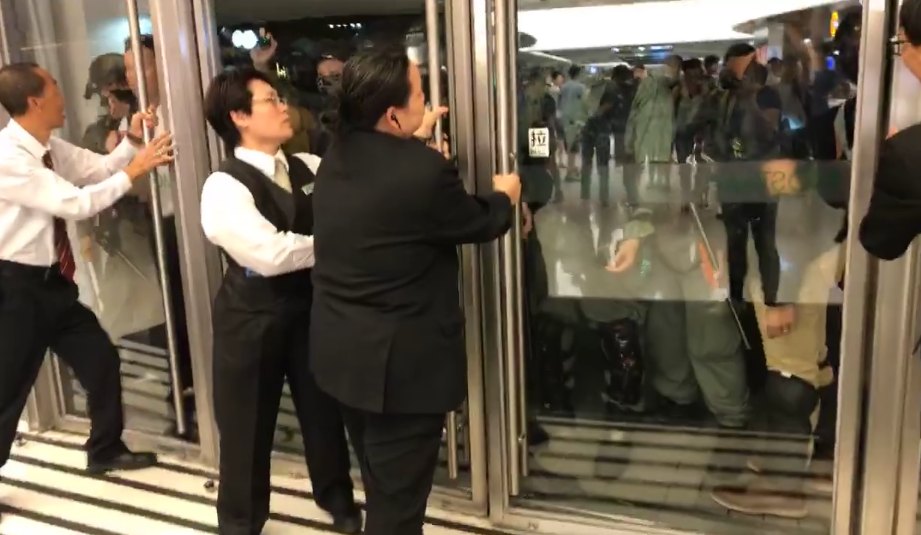
10月7日晚上，四名新港城中心保安嘗試擋住大門阻止防暴警察進入商場，但最後被警察硬闖

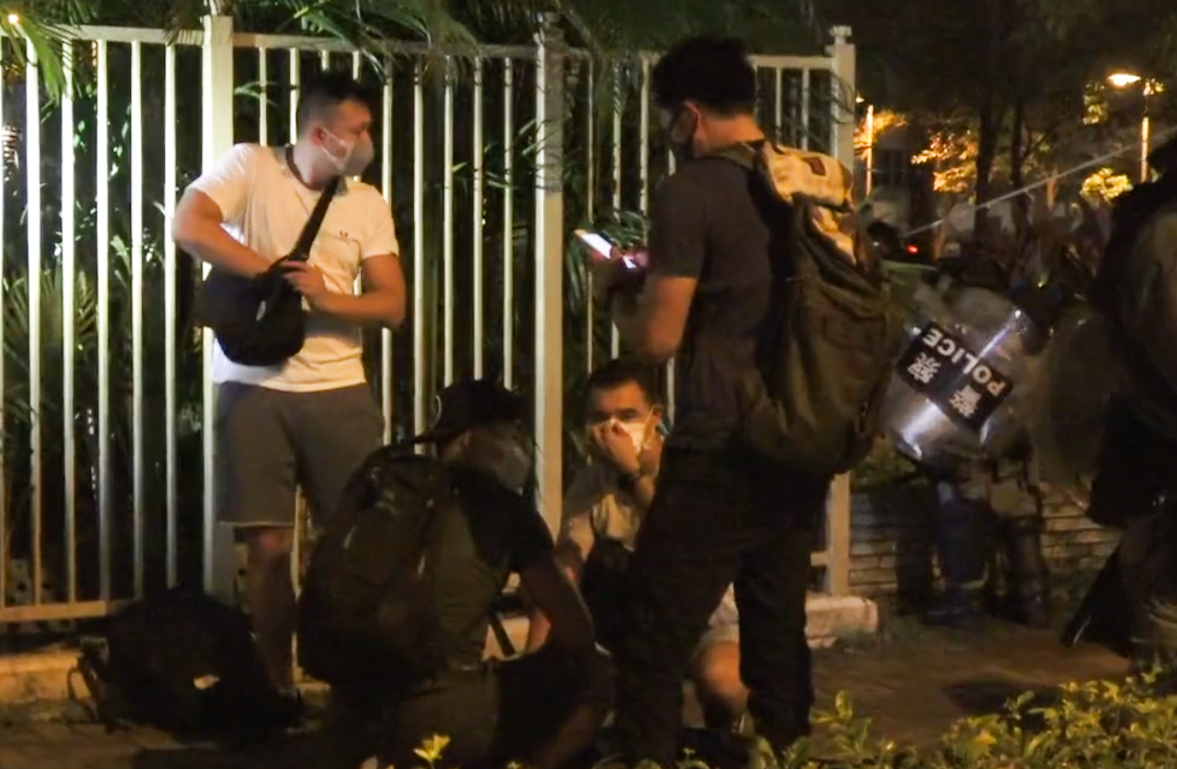
10月13日，有網民發起「18區開花」行動發起商場進行「罷買日」。到晚上將軍澳唐俊街有便衣警疑滲入示威者，有人被制服在地

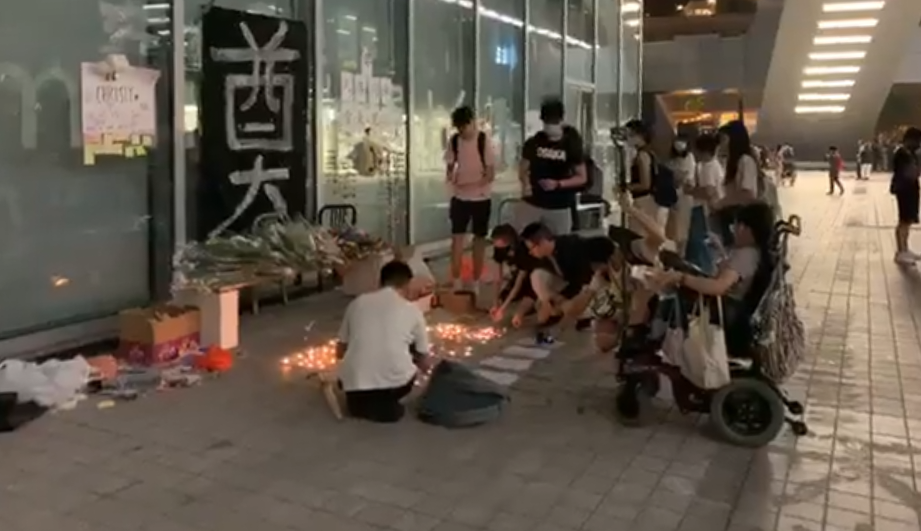
10月14日，多名知專學院學生和市民到校悼念陳彥霖

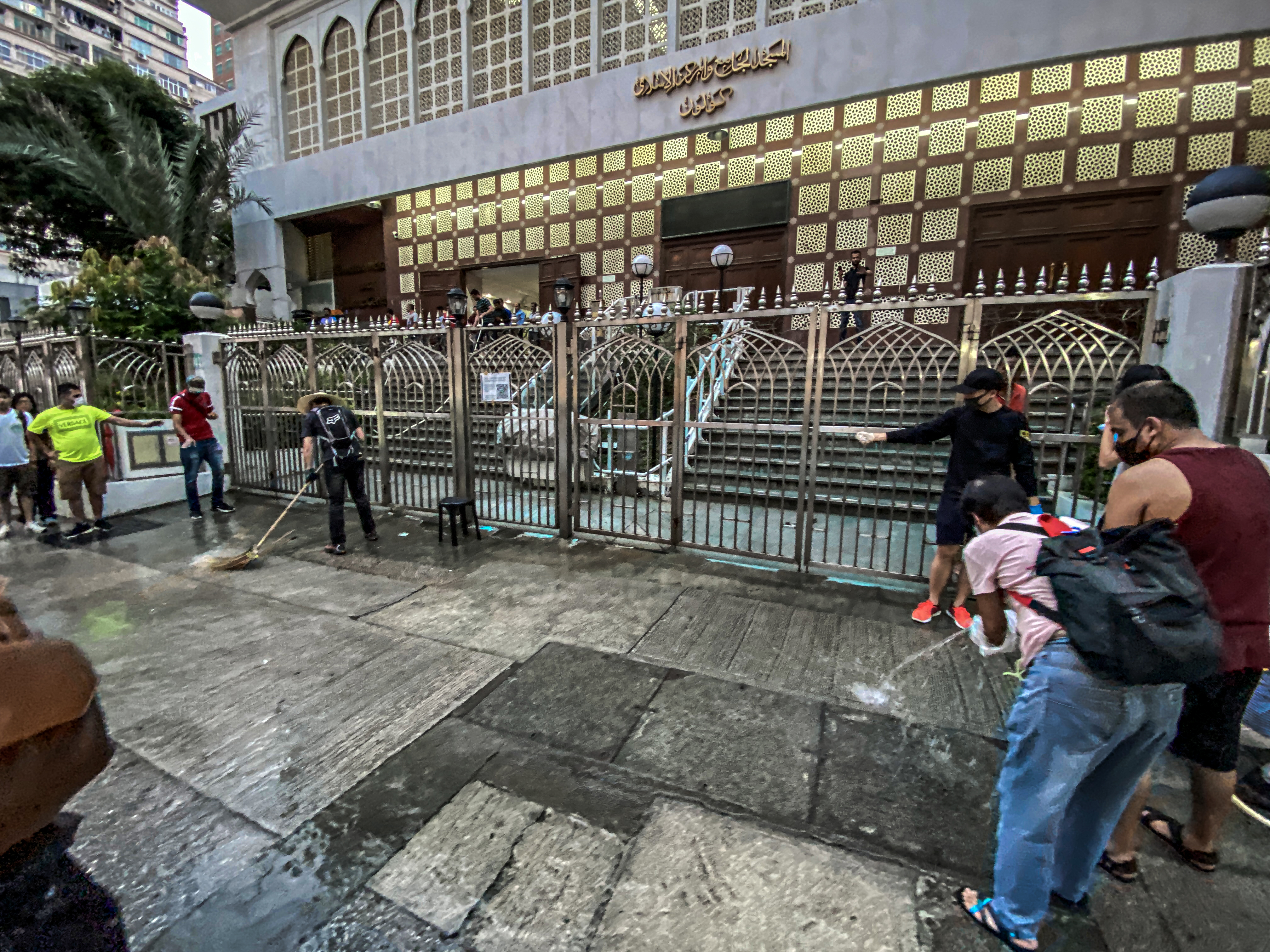
10月20日九龍區反對逃犯條例修訂草案運動遊行，清真寺入口遭警方兩度噴射藍色催淚水劑後，有教徒和市民事後進行清潔

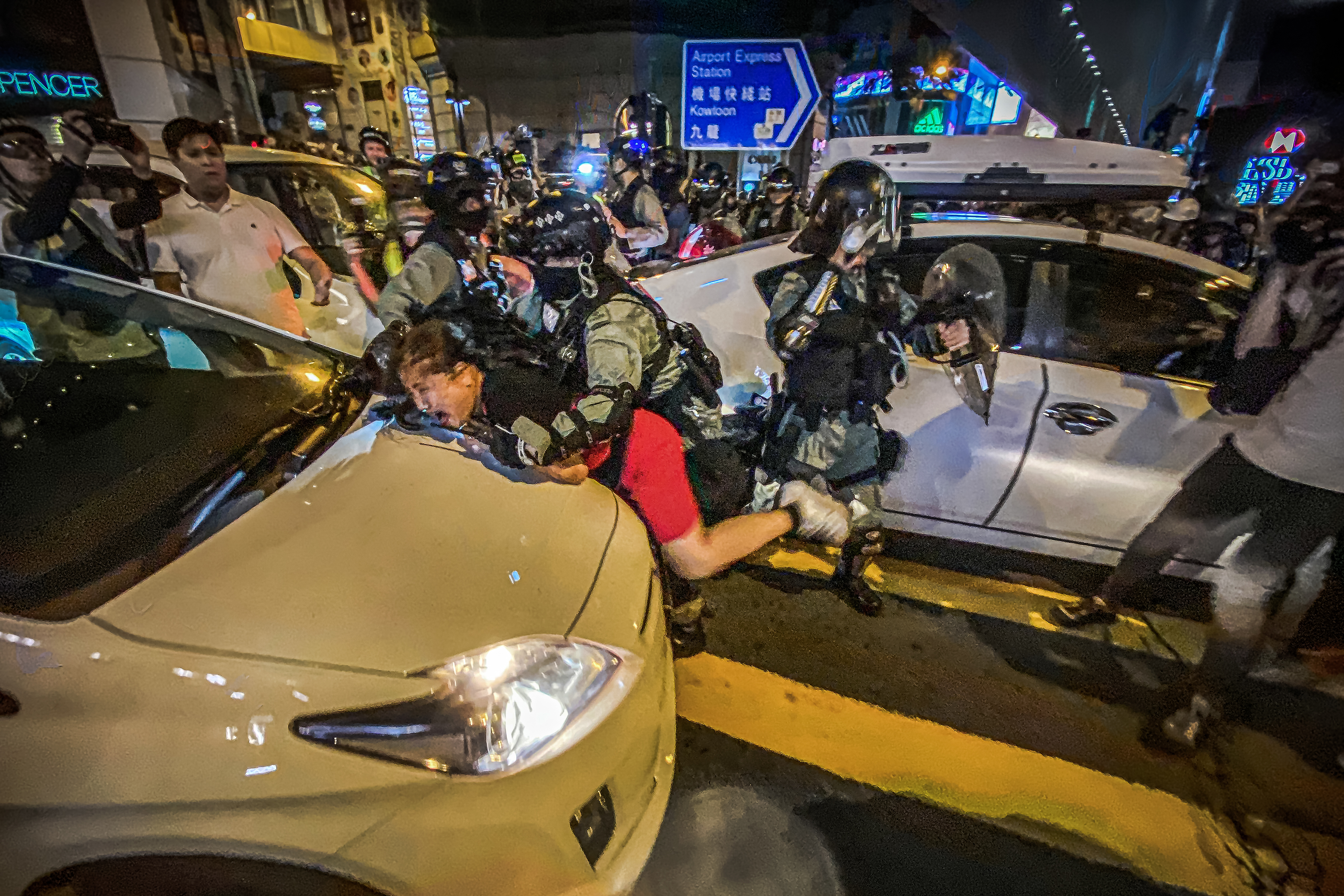
10月31日，市民到蘭桂芳慶祝萬聖節時與警方發生衝突。防暴警察在畢打街追捕一名過馬路的紅衣女士

  - 2019年10月1日香港反對逃犯條例修訂草案示威：香港多區發生遊行示威及嚴重警民衝突，造成過百人受傷及被捕，有示威者中槍。[275][276][277][278][279]
  - 中華人民共和國七十週年國慶，香港特區政府舉行升旗儀式及慶祝酒會，但因修例示威活動取消煙花匯演。[280][281][282]
- 10月4日：行政長官會同行政會議宣布，決定引用《緊急情況規例條例》，訂立《禁止蒙面規例》，並在翌日凌晨零時生效。[283]
- 10月5日：香港正式實施《禁止蒙面規例》。
- 10月6日：數十萬市民戴上口罩上街參加遊行，反對政府實施《禁止蒙面規例》。其後多區爆發示威衝突。
- 10月7日：晩上8時，有反修例人士聚集在馬鞍山新港城中心商場2樓的天幕廣場唱抗爭歌曲後，有防暴警察指因有人破壞商場，進入場內2樓採取行動，期間有四名新港城中心商場保安嘗試擋住商場玻璃大門阻止，但防暴警察仍猛推撞開商場大門及闖入新港城中心商場二樓，並制服一名男子，期間推跌在場採訪及身穿記者反光衣的立場新聞記者，壓在地上，又撥走記者眼鏡及拉走電話的充電線，其後有一名防暴警員將記者扶起。[284][285][286]
- 10月8日：
  - 假期後首個上班日，港鐵陸續重開多個被破壞車站，但有11個車站需關閉。而港鐵以「經審視修復進度並與相關政府部門進行風險評估」為由，全綫服務提早於晚上8時停止，結果造成多區上下班繁忙時間交通出現嚴重擠塞。[287]
  - 蒙面法實施後首個上課日，教育局要求全港學校通報戴口罩的學生數字。而多間學校反修例關注組均號召同學戴口罩回校。
- 10月9日：
  - 本土民主前線前發言人梁天琦就2016年旺角騷亂被判囚6年的刑期提出上訴。同案的盧建民及黃家駒亦一併提上訴。上訴庭押後裁決。[288]
  - 警方指四男一女新港城中心保安涉在10月7日晚上阻止防暴警察進入商場，被控「阻差辦公」而被捕，在馬鞍山警署扣查，同日晚上獲准保釋。[289]到晚上7時半，百多名市民到新港城中心商場內聲援，手持「支持盡忠職守保安員，強烈譴責警方濫權濫捕」標語。期間約40名防暴警察一度在新港城中心商場出現。[290]而恒基兆業地產發聲明，對事件深感遺憾。指事件可能會進入司法程序，因此不便置評。
- 10月10日：
  - 一名51歲有精神病紀錄的郭姓婦人爬出天水圍天恆邨恆健樓34樓單位外牆企圖自殺獲救，警方進入單位調查期間，揭發其女兒徐樂頤昏迷屋內，身上有刀傷，救護員經檢驗後證實她已當場死亡。
  - 香港中文大學校長段崇智於邵逸夫堂舉行對話會，並主動邀學生及校友出席。8‧31在太子站被捕的女學生吳傲雪發言時除口罩，控訴警性暴力和希望校長有勇氣譴責警方暴行。
- 10月11日：多間媒體報道15歲失蹤少女陳彥霖於9月22日被發現全身赤裸浮屍於油塘魔鬼山一帶海面，報導引起民間極大迴響。
- 10月13日：網民發起「18區開花」行動和商場進行「罷買日」。美心旗下的品牌，華為、小米專賣店，優品360零食店和中國銀行等遭到示威者破壞。而警察先後闖入多個商場襲擊市民及隨意拘捕街坊，其中一批防暴警突衝入將軍澳PopCorn商場制服至少3名市民，其中一人為將軍澳醫院的醫生。[291]
- 10月14日：
  - 晚上7時，團體在中環遮打花園發起「香港人權民主法案集氣大會」，促請美國國會盡快審議《香港人權與民主法案》。舉辦團體稱集會有逾13萬人參加。到晚上10時，大批防暴警在香港站和附近制服兩名黑衣男子，同時一度向記者舉起胡椒噴霧。
  - 多名香港知專設計學院學生和市民到校悼念陳彥霖，並要求校方公開當日閉路電視片段。不過學生不滿片段懷疑經過剪接而離場抗議，其後有人於校園內破壞，噴漆和打破多塊玻璃，有消防灑水器受損。
- 10月16日：
  - 立法會復會，同日行政長官林鄭月娥在立法會宣讀任內第三份《施政報告》，最後因民主派叫喊「五大訴求、缺一不可」等口號，主席梁君彥兩度宣佈暫停會議。最後改以視像發表《施政報告》。根據香港民意研究計劃的調查顯示，評分平均為29.7，是1997年有記錄以來最差。
  - 晚上約7時，民間人權陣線召集人岑子杰在旺角鴉蘭里被數名人士以鐵槌襲擊，頭部流血。
  - 美國眾議院以口頭表決（voice vote）形式一致通過《香港人權及民主法案》和《保護香港法案》
- 10月18日：
  - 一名64歲男子襲擊一名54歲男子，54歲頭部及手部受傷昏迷被送往博愛醫院救治，送院終告不治。
  - 為期兩周的區議會選舉提名期截止，共有1,140人報名參選，是首次出現無「白區」的情況。[292]
  - 有網民發起午飯時間於中環、尖沙嘴、旺角、深水埗、葵芳及觀塘快閃集會和遊行，反對禁蒙面法和悼念早前死亡的陳彥霖。而晚上全港各區舉行「和你拖·面具人鏈」活動。
- 10月20日：

大批市民未有理會警方發出反對通知書，走上街頭遊行。遊行結束後，有大批示威者徘徊在尖沙咀一帶，並於尖沙咀警署外與警方發生衝突。其後，警方又向九龍清真寺發射藍色水炮。
- 10月21日：在7.21元朗襲擊事件發生3個月之後，民眾發起在元朗站舉行靜坐示威活動。不過港鐵提早於下午2時關閉元朗站。而元朗站附近商場YOHO MALL 形點內的商店雖然在下午5時全部關門，但晚上仍有約50人在商場內靜坐。元朗大馬路有近50名聚集，用雪糕筒設路障。數分鐘後被大批防暴警以包抄方式驅散。到晚上9時25分起到深夜12時，防暴警在大馬路發射最少40發催淚彈驅散人群。直至凌晨，警方拘捕至少11人。
- 10月23日：
  - 陳同佳刑滿出獄，在聖公會教省秘書長管浩鳴陪同下離開壁屋懲教所。他步出監獄後首先向案中死者潘曉穎的家人道歉，並作90度鞠躬，稱自己願意前往台灣受審。
  - 近千人響應網上號召，到金鐘英國駐港領事館門外組成人鏈，支持英國議會就香港問題辯論。在尖沙咀有網民發起重慶大廈大合唱活動，感謝南亞人對反修例示威者活動的支持。
- 10月24日：選舉管理委員會舉行區議會選舉候選人簡介會，但簡介會一開始就有人高舉標語和叫口號，以選舉代理人身份到場的黃之鋒，以及梁國雄和曾建成等人在場示威，最後情況混亂腰斬。
- 10月25日：香港律政司和警務處向高等法院上訴，要求法院頒發禁制令。高等法院其後正式頒佈臨時禁制令，明確禁止任何人公開警員及其家人的個人資料、恐嚇及騷擾警員及其家屬，禁制令有效期至11月8日。
- 10月28日：下午3時許，屯門區山景、良景及大興，遠至屯門碼頭一帶傳出不明刺激性氣味，居民吸入後不斷咳嗽、流鼻水和流眼水。有幼童更出現咳嗽和嘔吐徵狀，頸和肩膊出滿紅疹。醫管局表示有11人不適到屯門醫院求醫。[293]有市民懷疑氣味從警隊大興行動基地傳出，但警方稱沒有在屯門使用過催淚氣體。[294]到晚上，市民響應號召，到基地外聚集要求警方交代。防暴警察多次施放催淚彈驅散，並射中兆軒苑逸生閣7樓走廊和寶怡花園平台，其後防暴警察更一度進入寶怡花園住宅平台搜查，據報有居民被捕，引起住戶不滿。[295]警方共拘捕兩男兩女，當中包括屯門區議會寶田選區候選人、報稱獨立民主派的張贊華。[296]

### 11月
- 11月2日：

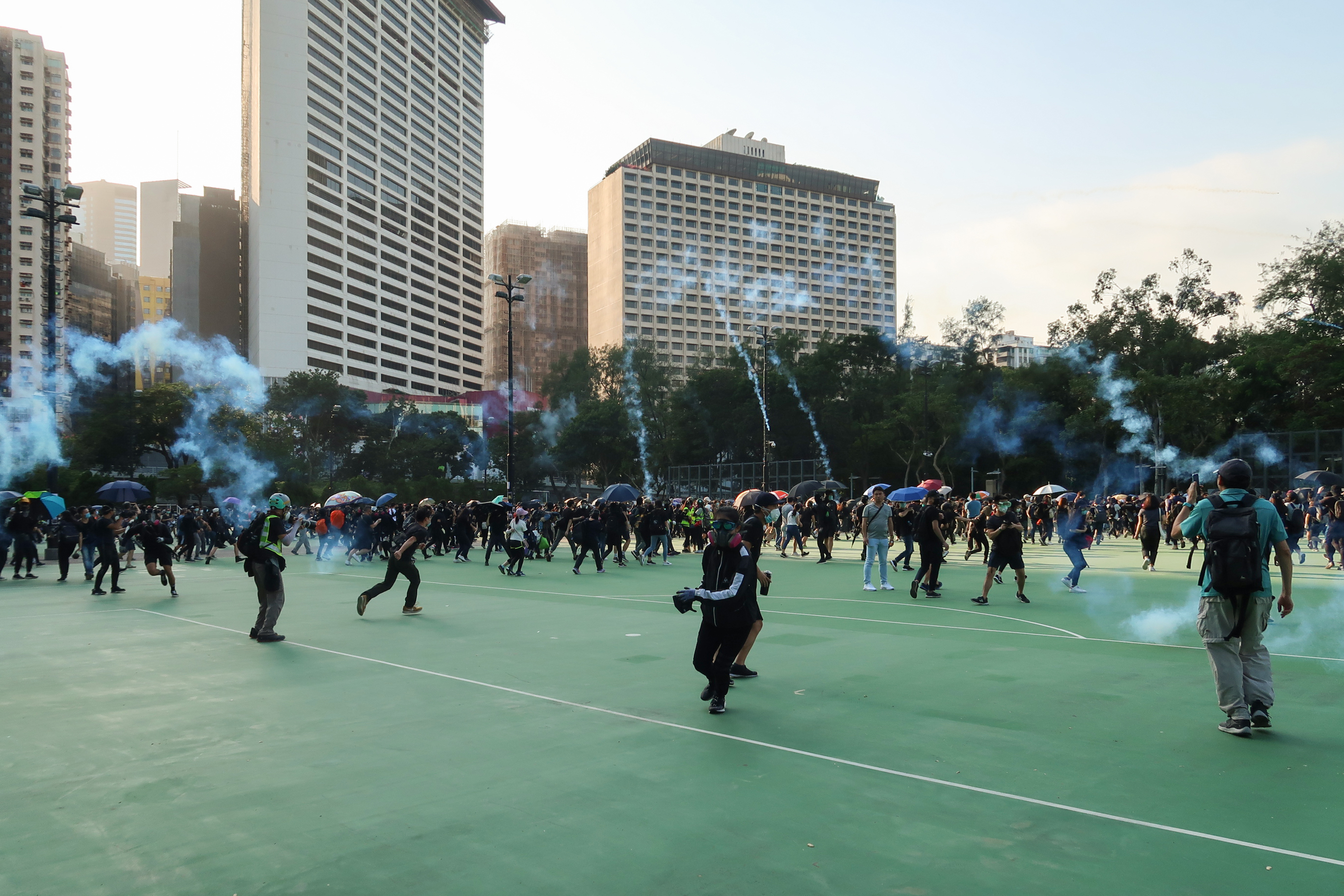
11月2日，防暴警察在維多利亞公園內頻密發射多輪催淚彈，市民爭相走避

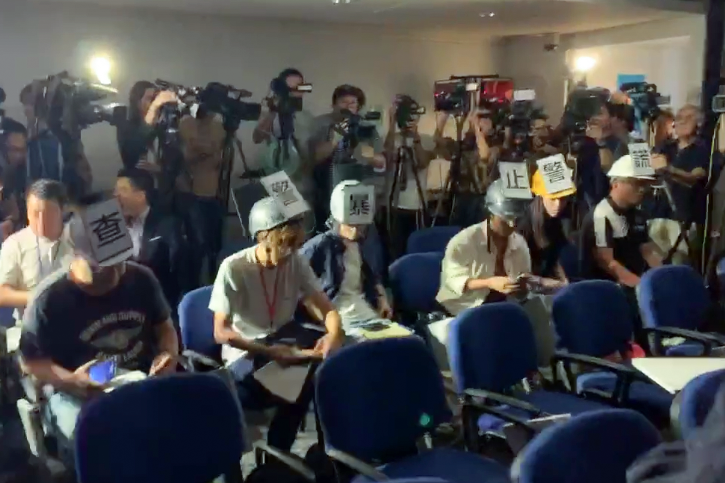
11月4日警方舉行記者會，多名記者戴上頭盔，並在頭盔上寫有「查警暴 止警謊」的字眼

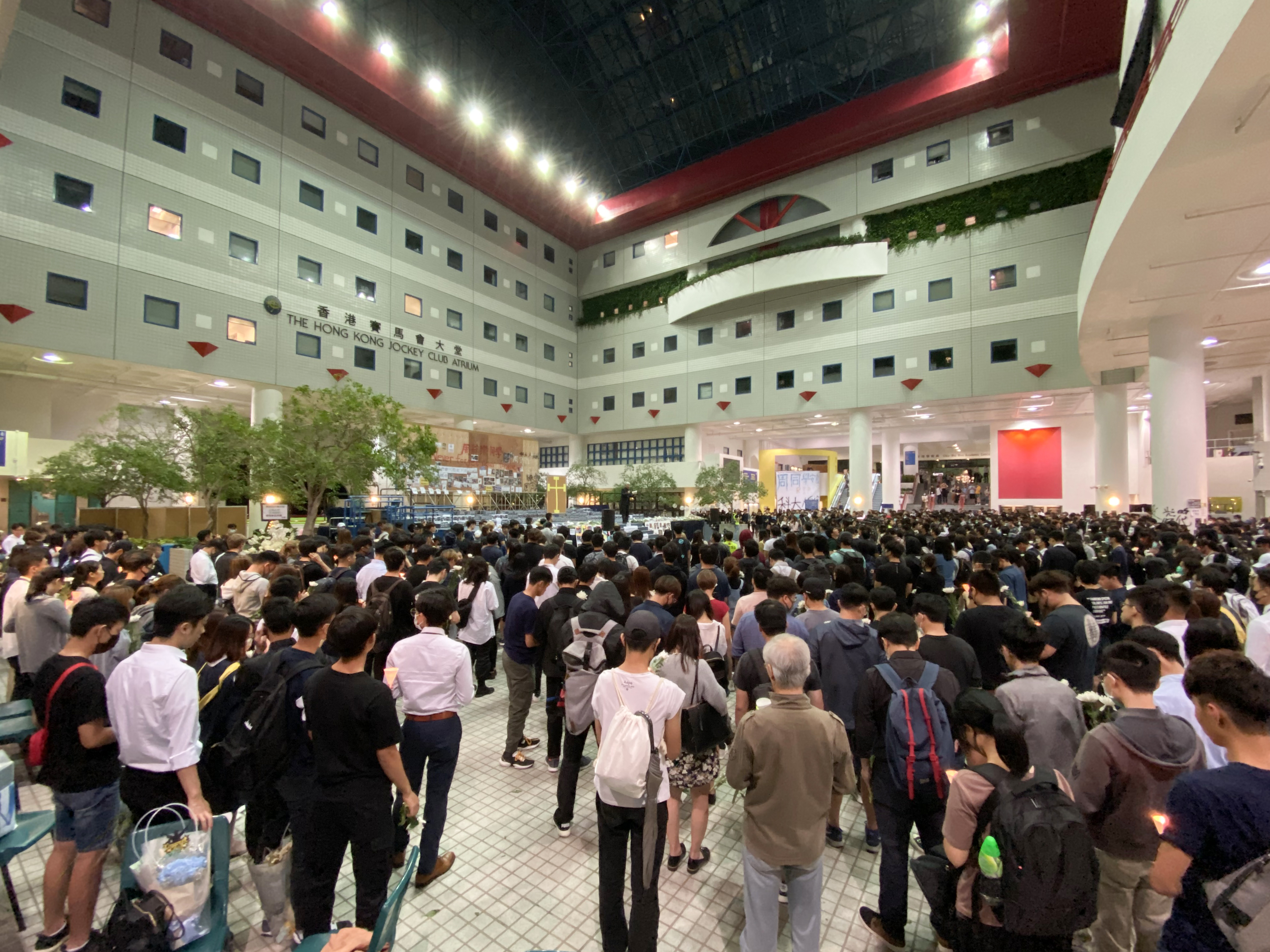
11月8日，香港科技大學學生哀悼將軍澳墜樓傷者周梓樂

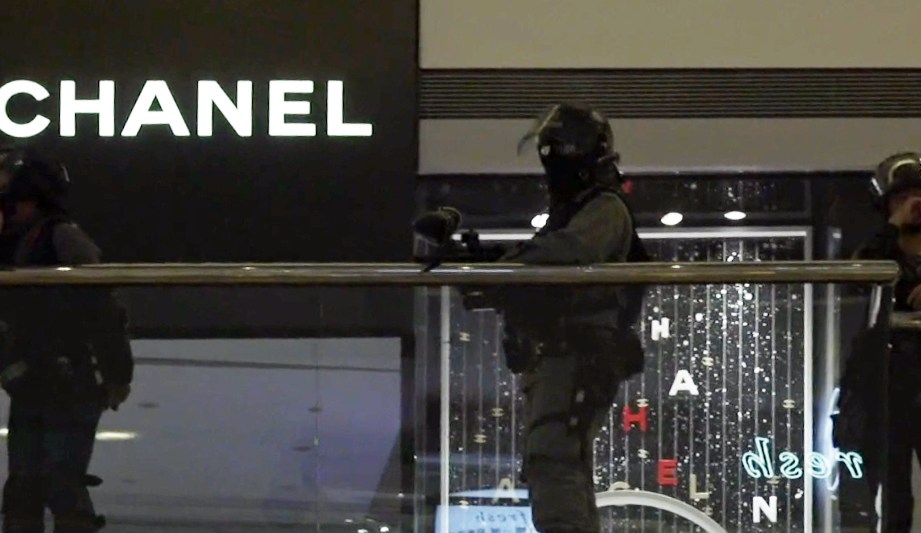
11月10日，防暴警員在又一城內發射胡椒球彈清場

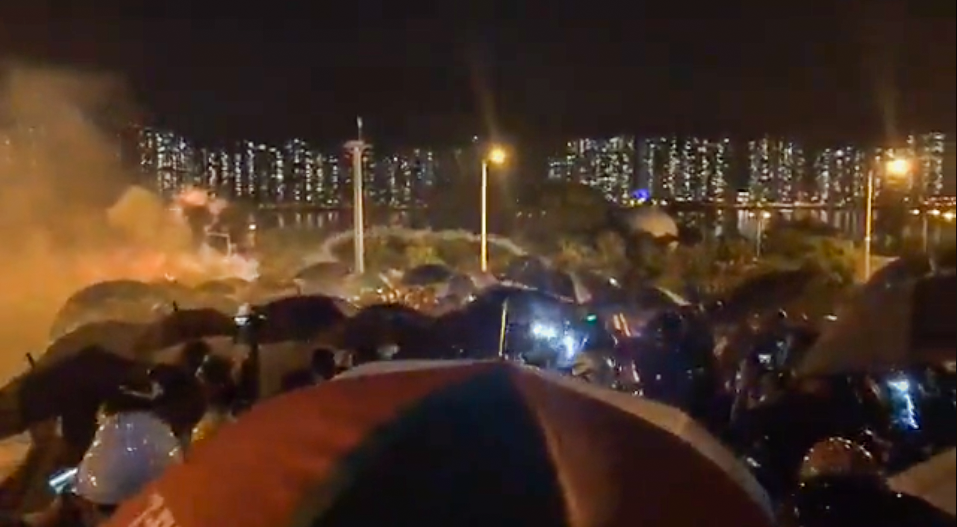
11月12日，警方近乎無間斷地在中大二號橋發射大量催淚彈，而示威者亦嘗試推進

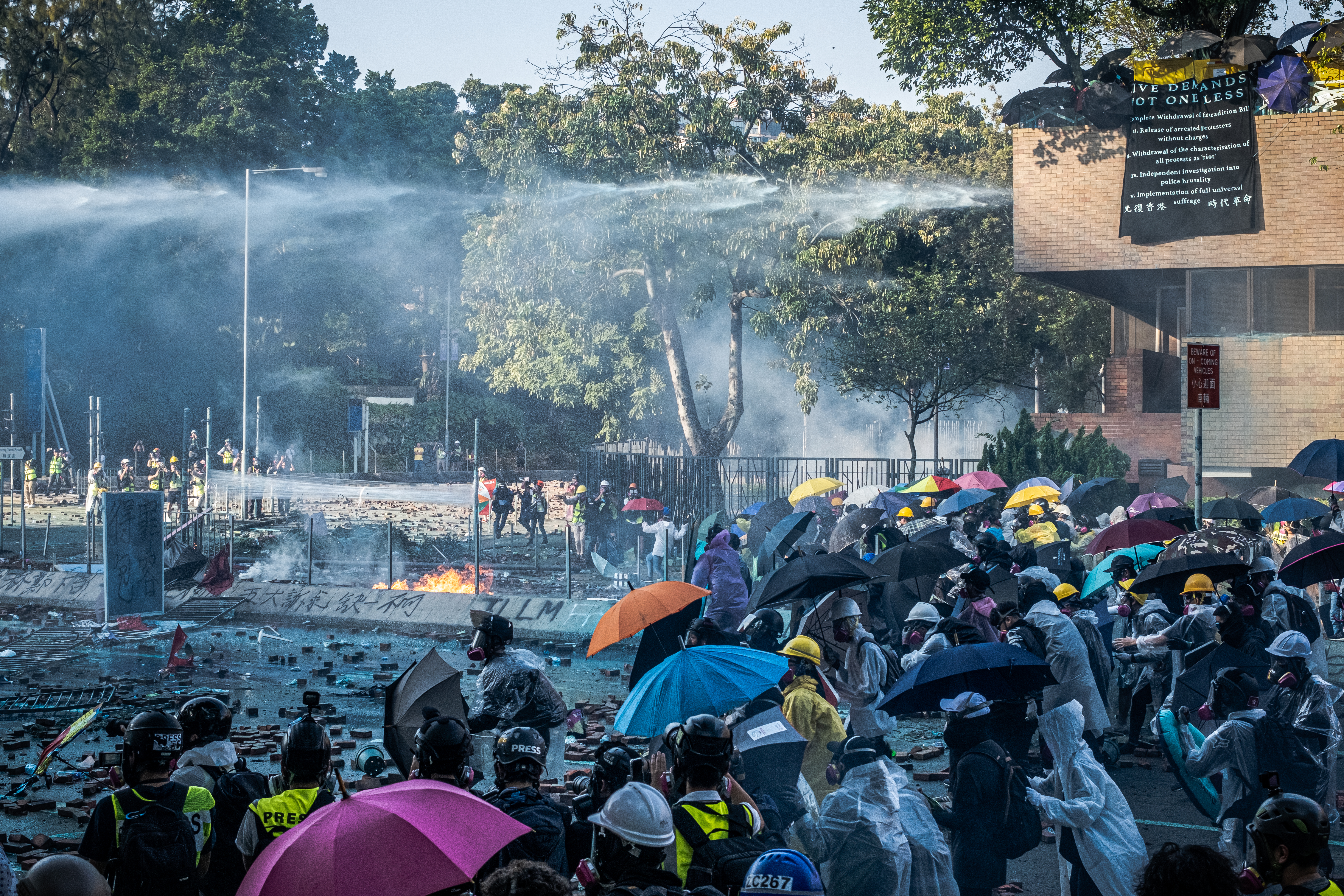
11月17日，水炮車向理大校園和示威者發射透明和藍色催淚水劑

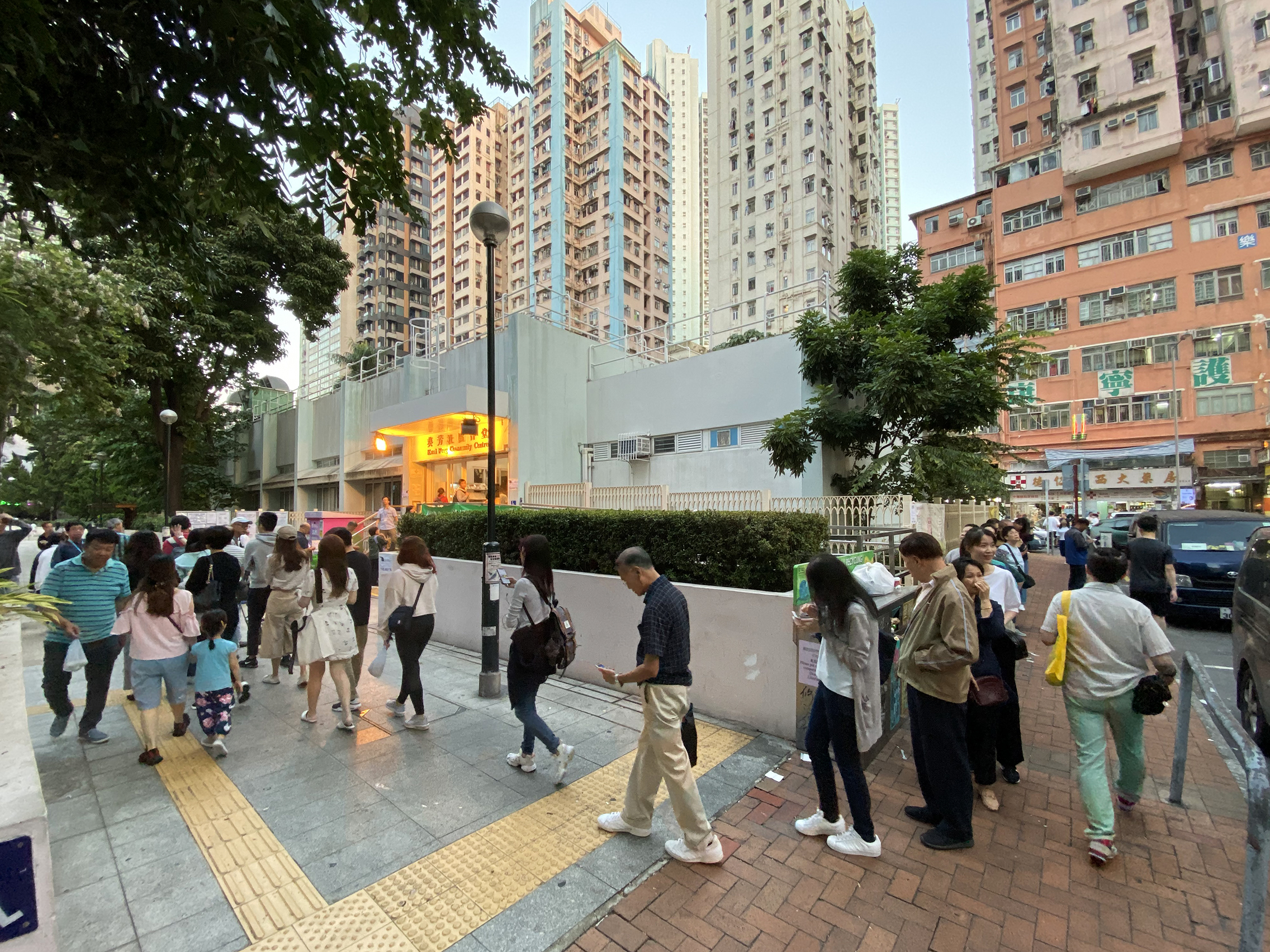
11月24日為區議會選舉，傍晚投票站外有大批市民排隊

  - 136名區議會選舉候選人於下午3時各自在維多利亞公園舉辦「毋須通知警方」的小型選舉聚會。防暴警察公園內發射多輪催淚彈驅散市民。
  - 在中環，有人發起「和理非摺紙鶴集會」和「人權民主和你Sing集會」，惟警方在集會開始不久因安全理由腰斬集會，勒令5時半前終止活動，引起巿民鼓譟，高呼「要集會」後離開。入夜後，仍有大批示威者在中區和油尖旺區聚集。
- 11月3日：有網民以反警暴為名，下午1時發起「香港人反警暴 七區緊急行街」示威行動。防暴警衝入沙田新城市廣場、大埔超級城和太古城中心拘捕多人和噴胡椒水，造成混亂和多人受傷。而太古城中心更發生斬傷人事件，民主黨區議員趙家賢耳殼被人咬斷。
- 11月4日：
  - 周梓樂墮樓事件。
  - 行政長官林鄭月娥在反修例風波後首次會見中共總書記習近平，習近平指林鄭帶領的特區政府恪盡職守、努力穩控局面、改善社會氣氛，做了大量艱辛工作，中央對林鄭和其管治團隊高度信任及充分肯定，而止暴制亂和恢復秩序仍然是當前最重要的任務。
  - 警方例行記者會開始前，六名記者戴上貼有「查」、「警」、「暴」、「止」、「警」、「謊」字眼的頭盔。記者會主持人要求他們除下標語或離場。六名記者未有依從，又有記者質疑警方沒有權力要求記者離場。警方最終取消記者會，並批評記者行為不專業，剝削市民知情權。
  - 約100名市民晚上在太古城中心2期2樓顧客服中心前聚集，不滿昨日防暴警察進入商場搜捕在場人士。防暴警衝入商場搜捕，最少1人被帶走。
- 11月5日：適逢《禁蒙面法》實施一個月，多區有示威抗議實施禁蒙面法。英華書院有學生發起一同戴上「V煞」面具在校門外靜坐，附近學校的學生亦有參與。到晚上，有網民發起「全民V煞日」，並於尖沙咀東市政局百週年紀念花園集合，並呼籲參加者戴上面具，其間有人宣讀宣言。宣讀完畢後，示威者步行往尖沙咀方向，期間走出行人路，有人於彌敦道及堪富利士道設置路障堵路。其後警方水炮車及「銳武」裝甲車於理工大學附近驅散人群，水炮車一度射水。
- 11月6日：
  - 早上，立法會議員何君堯於屯門碼頭「擺街站」時遇襲。
  - 領展發佈尚德停車場閉路電視片段。
- 11月7日：
  - 香港中文大學畢業典禮上，有許多畢業生開始在校內進行遊行，有參與遊行的畢業生戴上黑色口罩、「V煞」面具及高舉標語，沿途高叫口號。也有其他中國大陸學生唱起中國國歌開始反對。畢業典禮提前結束，校長段崇智其後在保安護送下離開。
  - 食物環境衛生署宣佈2020年年宵市場取消乾貨攤位。
- 11月8日：防暴警察於2019年11月4日在新界將軍澳尚德邨驅散示威者期間，向一座多層停車場發射催淚彈，傷者周梓樂最終不治。同日香港科技大學舉行畢業禮，不少穿上畢業袍的應屆畢業生響應行動，之後校方取消下午最後一節畢業禮。到晚上，港九新界都有市民聚集，悼念周氏的離世。
- 11月9日：多名民主派議員接受警方預約拘捕，民主派質疑政府在目前社會氣氛火上加油，目的是延遲甚至取消11月24號區議會選舉。
- 11月10日：網上有反修例人士發起「八區開花」和「和你Shop」行動，其中又一城發生警民衝突，有便衣警員在美心集團旗下的千両外拘捕黑衣示威者，其後被示威者包圍，有示威者向便衣警員投擲雜物。行動期間有示威者被捕後受傷，頭破血流，商場多處地下留有血跡。到5時，警員宣佈商場關閉，要求所有人離開商場，並在商場內發射胡椒球彈，多人感到不適。到晚上約11時，救護員接報指商場內有人受傷，記者尾隨進入商場。但商場保安員和便衣警員多次要求記者離開。
- 11月11日：
  - 香港發生三罷行動[297]，並發生嚴重警民衝突和示威者互相衝突。在西灣河有警員開槍槍擊示威者。[298]
- 11月12日：網民號召早上6時半開始舉行「破曉行動」，揚言再度癱瘓交通、罷工罷課及堵塞道路。多名警察使用催淚彈、警棍、布袋彈等武器攻擊示威者。在歌和老街城大宿舍外，有指揮官甚至命令前線警員要求他們開槍打頭。全日連場衝突導致多人受傷。
- 11月13日：
  - 上水老翁被磚擊中事件。
  - 香港中文大學宣布，監於校園內發生大規模警民衝突，2019-2020年度第一學期從即日起提前結束，所有在大學本部進行的課堂取消，直至2020年1月6日第二學期開始。[299][300]
- 11月14日：
  - 警方接報指於上午11時43分接報指牛頭角上邨常富樓一單位內有人暈倒。警方到埸後發現一名55歲王姓女子死亡，頭部及頸部有刀傷。
  - 香港教育局宣布，由於示威堵路及阻礙交通服務情況持續，而且範圍廣泛，基於安全考慮，全港學校（包括幼稚園、小學、中學及特殊學校）即日起停課至11月17日[301]（後來又延長至11月19日，幼稚園及部分特殊學校更延長至11月24日）
- 11月16日：香港理工大學衝突，其後演變為警方連日包圍校舍，讓校內人士不能自由離開。
- 11月18日：示威者為聲援香港理工大學抗爭的人士，在九龍進行「開花」。警方發射大量催淚彈，而圍困的示威者嘗試突破警方防線，但均失敗告終。到晚上，警方在彌敦道及窩打老道交界驅散時更釀「人踩人」事件，有義務急救員稱有60至70人跌倒，大量傷者高呼不能呼吸。
- 11月24日：2019年香港區議會選舉舉行，選舉人數創下香港史上新高，投票率71.23%。民主派在高投票率下，亦首次壓倒性在多個選區大獲全勝，取得全港整體絕大多數議席，而建制派和鄉事派則遭遇空前慘敗。建制派之區議员只剩下59人。
- 11月25日：中國最大網購平台淘寶的母公司阿里巴巴集團在香港上市。
- 11月27日：
  - 美國總統特朗普簽署《香港人權與民主法案》，正式成為美國法律。[302]
  - 地政總署公佈，新鴻基地產以422.32億元投得香港西九龍站上蓋商業項目，每呎樓面地價1萬至約2.5萬元，成為香港最貴地皮。
- 11月29日：
  - 香港國際機場二號客運大樓關閉重建，一號客運大樓L區登機櫃位於當日啟用。
  - 新寶院線在facebook宣布，在旺角開業28年的豪華戲院結業，將改建成商廈。[303]
  - 香港警务处副处长萧泽颐、澳门警察总局局长助理吴锦华等出席港珠澳大桥珠海口岸举行的反恐演习，官方公布公安派出逾千名警力、80多辆警用车辆参加[304]。
- 11月30日：
  - 香港藝術館重新開放。
  - 晚上8時，市民紀念831太子站事件發生三個月。旺角警署警員一度步出警署將白花清走。其後防暴警察在現場多次舉藍旗，並多次向市民噴射胡椒噴劑和截查部分在場人士。到晚上11時半，防暴警察在彌敦道及亞皆老街交界發放至少3枚催淚彈。現場消息指，有警員發射橡膠子彈。到深夜，有人在旺角站C1出口縱火和彌敦道與亞皆老街交界燃燒雜物。到12月1日凌晨1時許，有社工指警察拘捕了3人。[305]

### 12月

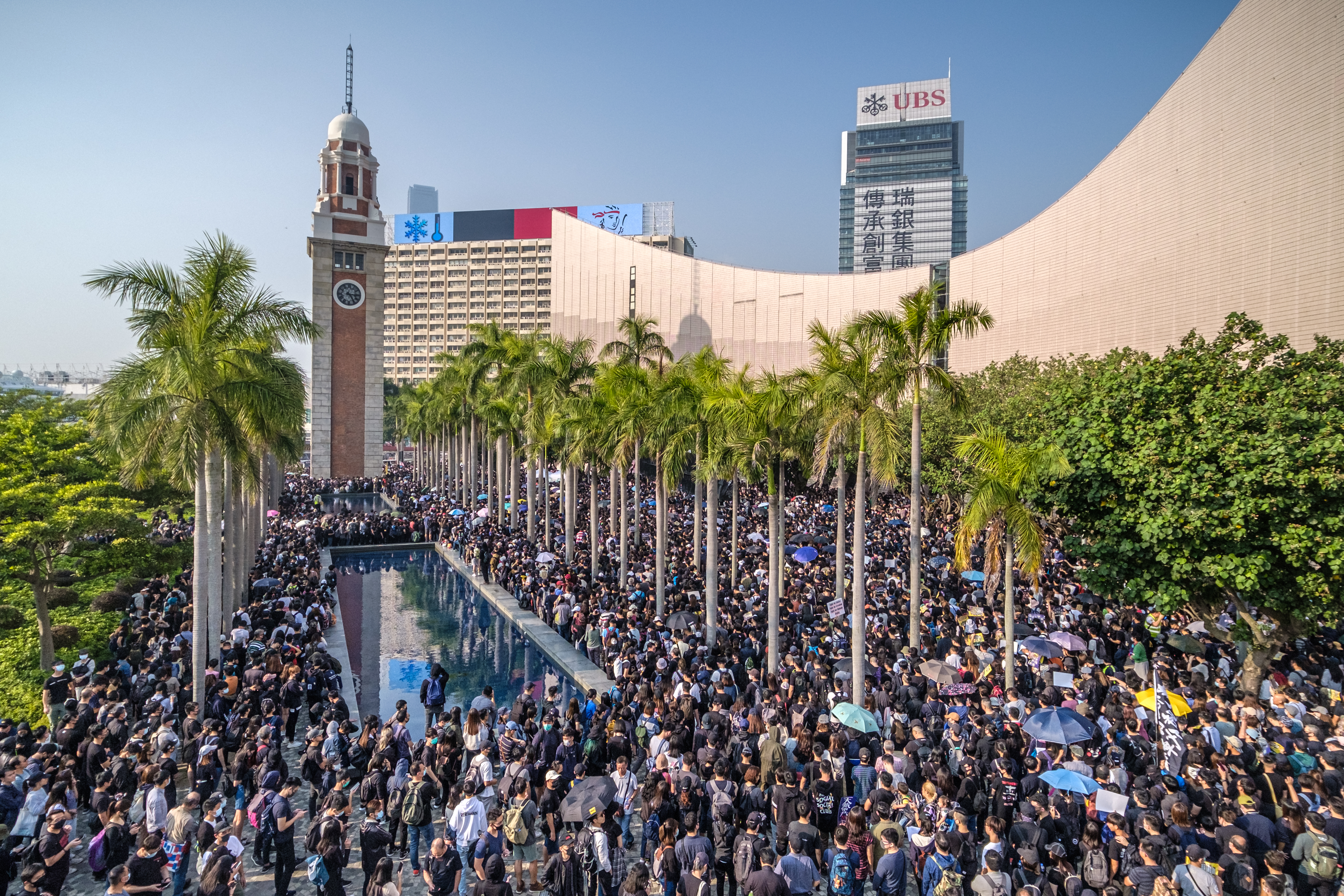
12月1日，大批參與遊行的市民逼爆在鐘樓和香港文化中心一帶的空地

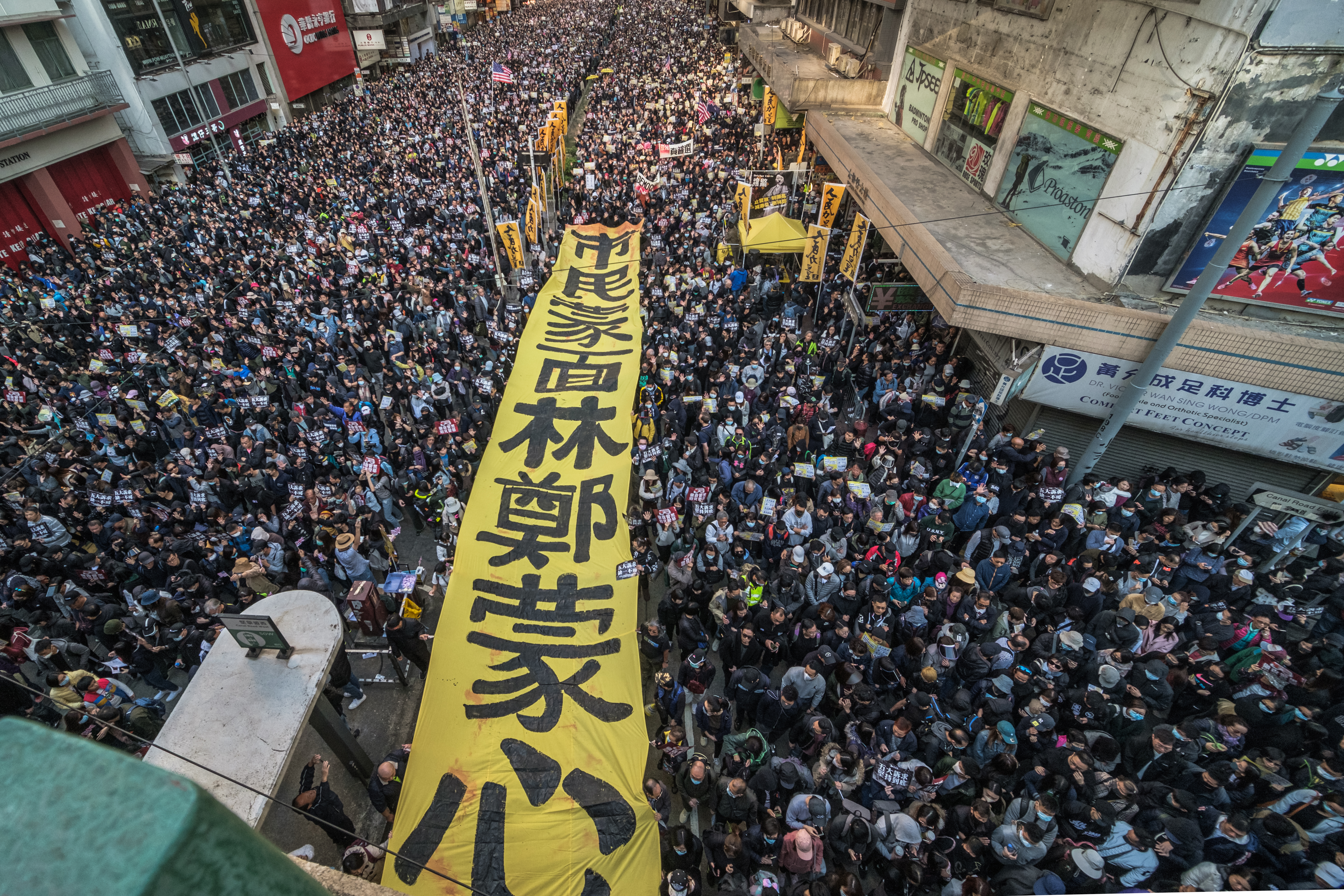
12月8日，民間人權陣線發起國際人權日遊行。民陣指有80萬人參加遊行，警方就指高峰期有18.3萬人

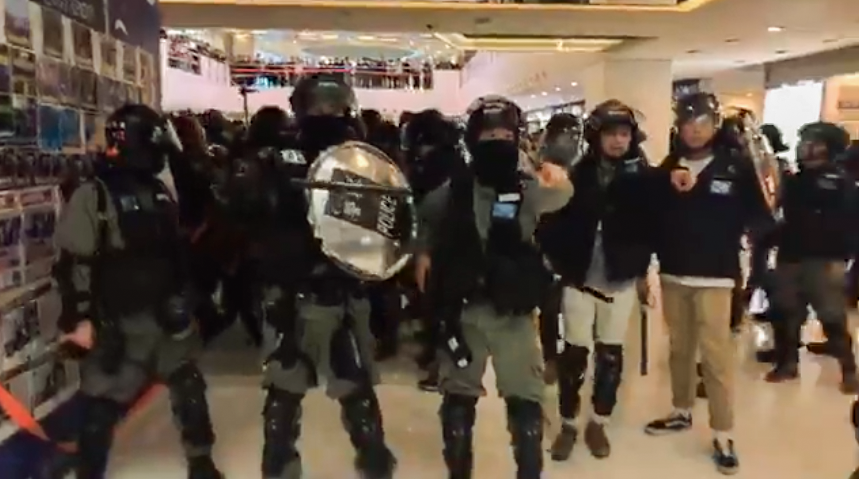
12月15日，防暴警察衝入沙田新城市廣場拘捕多人

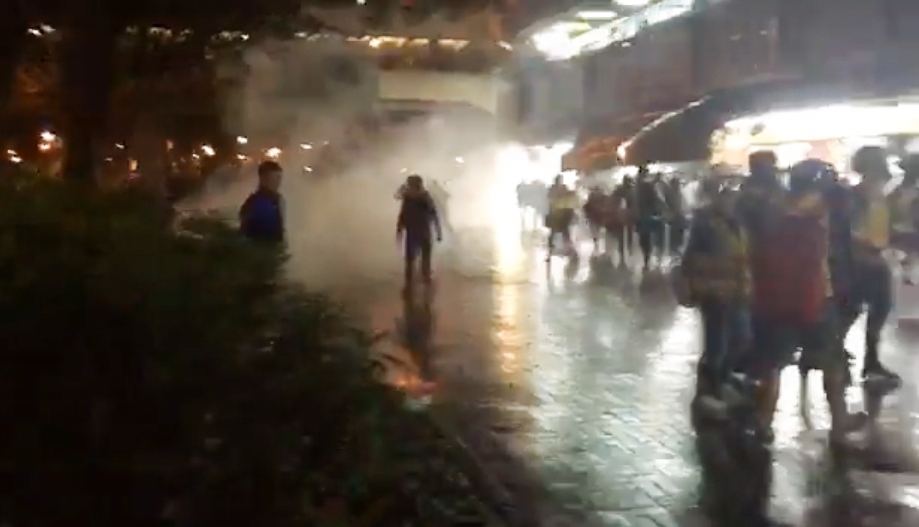
12月20日晚上，大埔翠屏商場門外發生開槍案。警方曾發射催淚彈驅散在場圍觀的市民

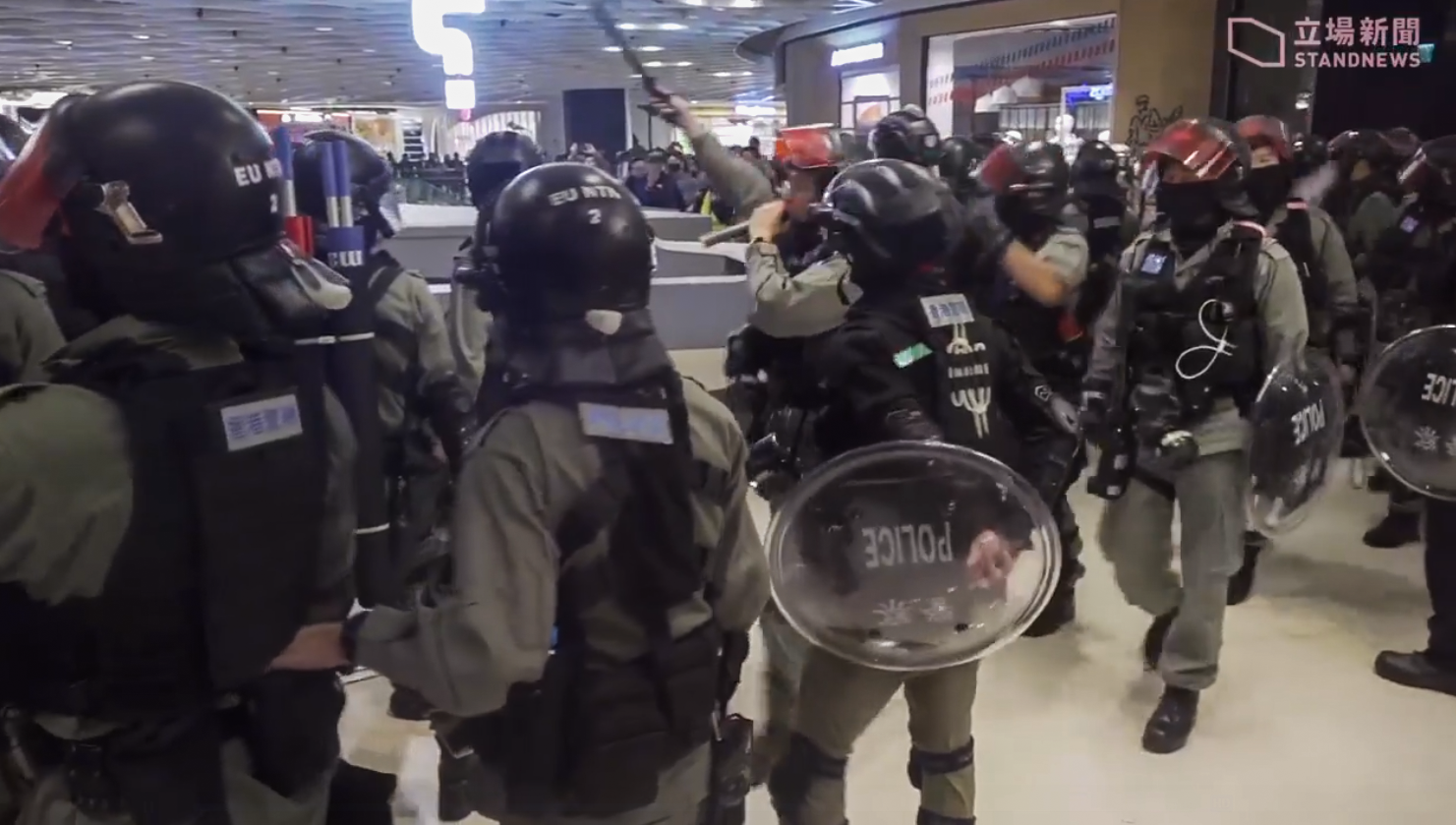
12月21日晚上，網民發起在元朗YOHO MALL 形點商場進行靜坐集會紀念，防暴警察衝入商場驅散，最少8人被捕

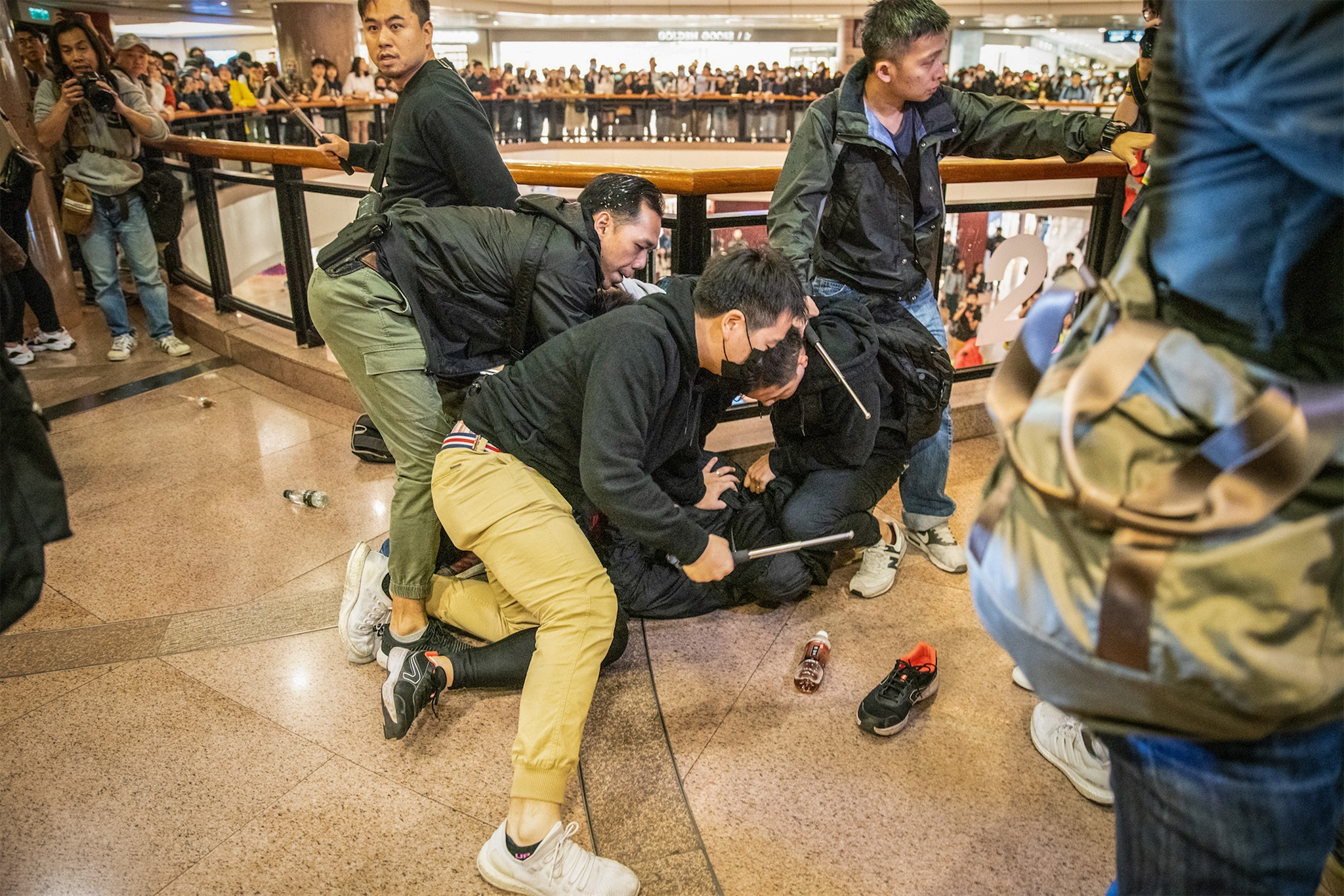
12月24日平安夜，尖沙咀海港城「和你Shop」活動進行期間，有人被多名便衣警員制服

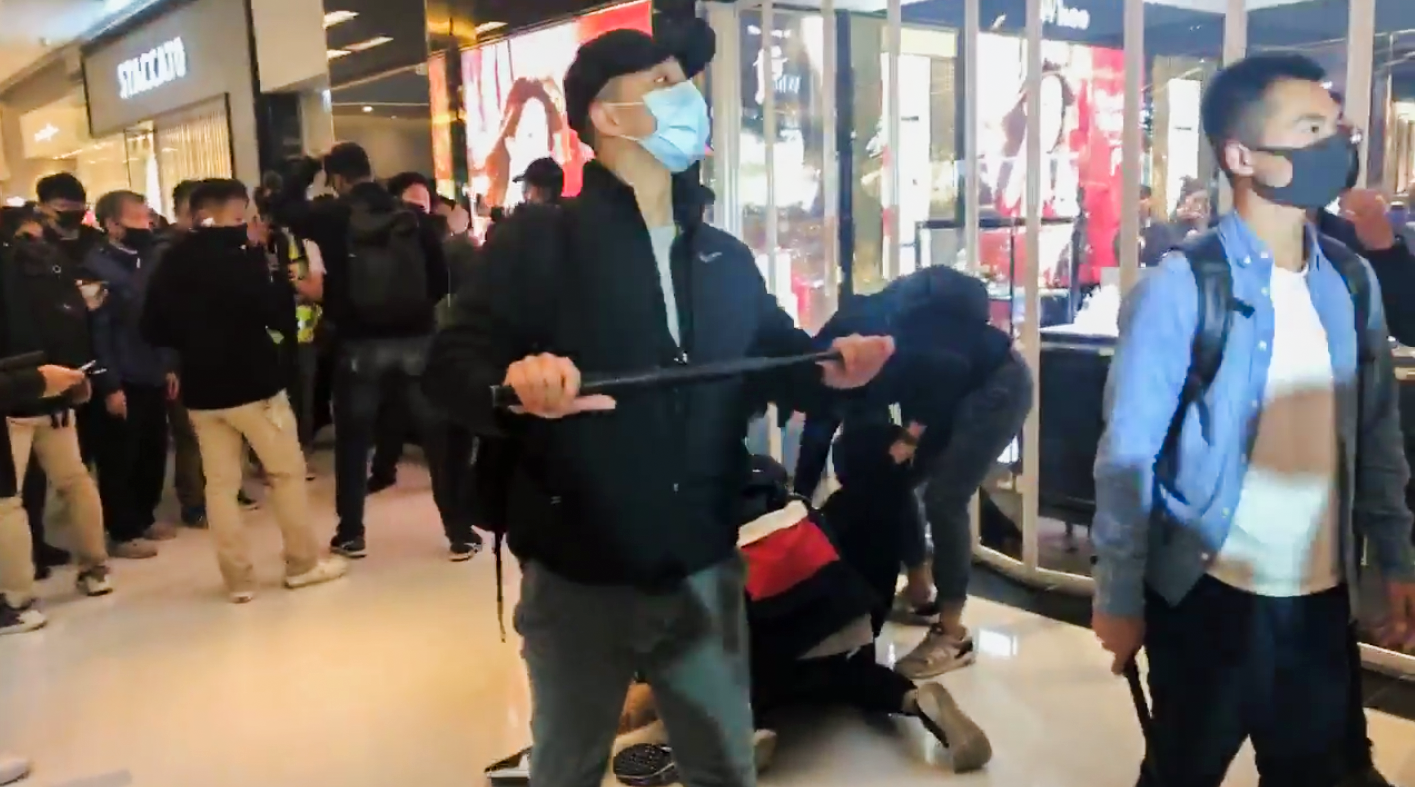
12月25日平安夜，大批沒有出示委任證喬裝成普通市民的便衣警，在新城市廣場合力制服市民

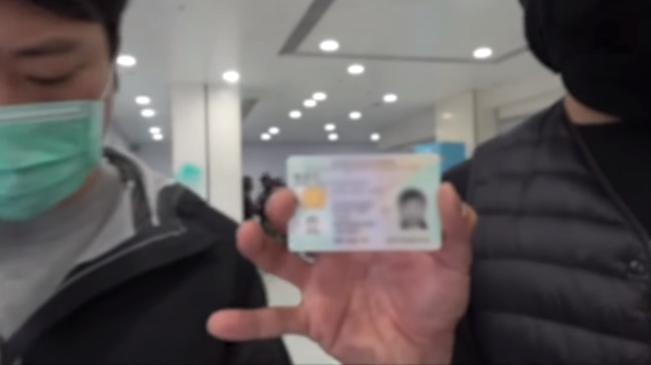
12月26日，《立場新聞》一名記者在大埔超級城採訪直播警方拘捕行動期間，遭蒙面便衣警員將身分證故意在直播鏡頭前展示大約40秒

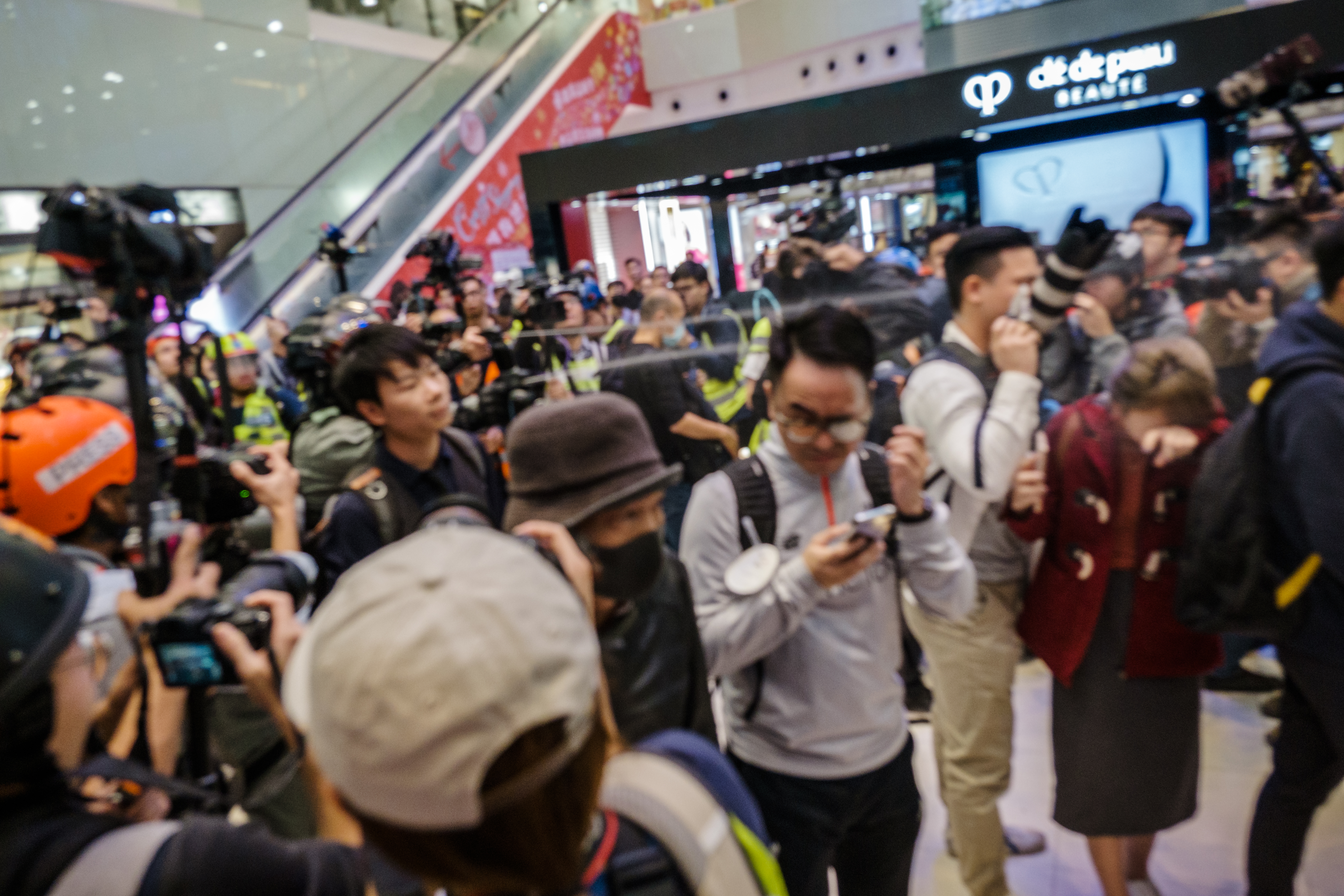
12月28日「北區和你shop」活動，有圍觀的市民被警員噴胡椒噴霧，市民及記者被噴中不適

- 12月1日：香港有網民發起「毋忘初心」大遊行。[306][307]部分示威者於尖沙咀及紅磡一帶多處堵路，警方在尖東多次發射催淚彈驅散。更有示威者在紅館升起黑色「光復香港」旗幟[308]，并破壞吉野家、優品360及中移動等店舖，又向港铁黃埔站縱火[309]。
- 12月2日：香港航空屢次傳出財困，空運牌照局要求港航改善財政狀況，若未能在12月7日限期前提交方案，會取進一步行動，包括撤銷或暫時撤銷牌照。最後《許可證》維持有效。[310]
- 12月4日：英國人權組織Hong Kong Watch在Facebook透露，曾擁有英國及殖民地公民(CUKC)身份的BNO持有人，或可重獲居英權。[311]
- 12月5日：九龍城馬頭涌道命案，一名39歲越南籍男子死亡。
- 12月8日：香港民間人權陣線於12月8日發起國際人權日遊行，主辦單位估計80萬人參與，警方則估計高峰期有18萬3千人參與。[312][313]另外，當日香港高等法院及香港終審法院先後遭縱火。[314]
- 12月10日：高院早前裁定《緊急法》及《禁蒙面法》違憲，上訴庭頒下判詞，拒絕政府暫緩令申請。禁蒙面法正式失效。[315]
- 12月11日：
  - 觀塘開源道64號源成中心2樓龍皇酒家被爆竊，一名姓65歲男保安員被賊人以鐵錘撲頭施襲重創，及後更被綑綁雙手，賊人擸走6萬元現金後逃去。保安員之後被送往伊利沙伯醫院治理留醫深切治療部，延至14日早上不治。
  - 《華爾街日報》報導，受聘於獨立監察警方處理投訴委員會的5名國際專家發聲明指監警會的權力、能力及獨立調查能力不足，無法滿足香港市民的要求，國際專家小組決定退出調查，又建議另設獨立調查。[316][317]監警會未正面回應國際專家小組是否請辭，稱專家組已完成首階段工作，非常感謝參與及建議並會慎重考慮，首階段性報告由「專案組」撰寫，旨在陳述事實。[318]
- 12月13日：扶貧委員會公布本港貧窮狀況，2018年共有140.6萬貧窮人口，較前年多2.9萬，貧窮率達20.4%，數字為2009年以來新高。[319]
- 12月15日：下午2時許，網民發起「和你Christmas Shop」行動。黑衣人破壞新城市廣場圍欄和美心旗下的酒樓。防暴警察衝入新城市廣場和德福廣場施放胡椒噴劑，制服並帶走12人，年齡介乎14至27歲。[320]
- 12月16日：
  - 中國國務院總理李克強上午在人民大會堂會見到京述職的香港行政長官林鄭月娥，聽取林鄭月娥的彙報。李克強肯定了林鄭月娥的工作，希望特區政府依法止暴制亂，研究香港社會的深層次矛盾。身兼中央港澳工作協調小組組長的副總理韓正亦有陪同李克強會見林鄭月娥。[321][322]
  - 中共中央總書記習近平下午在中南海會見林鄭月娥時，形容林太顯示出勇氣和擔當，中央充分肯定，並說「堅定支持你（林太）帶領香港特區政府依法施政」和支持香港警方嚴正執法等。而中共中央政治局委員、中央政法委書記郭聲琨是首次參與會見。[323]
  - 電視廣播有限公司行政總裁李寶安發內部通告，表示裁員350人，但同時會加快在粵港澳大灣區的發展。[324]
- 12月17日：
  - 香港終審法院拒絕就區諾軒及范國威選舉呈請案批出上訴許可申請，二人因而失去立法會議員資格。[325]
  - 社福界發起一連3日罷工，約100人早上於中環愛丁堡廣場參與集會。而沙田大會堂百步梯、觀塘駿業街遊樂場、葵芳葵涌廣場空地及尖沙嘴鐘樓亦發起「五區和你哀」。[326]
  - 9至11月失業率升至3.2%，餐飲業失業率逾8年來最高。[327]
- 12月18日：—輛九巴978號線的雙層巴士下午駛經粉嶺公路時，行駛時疑因左手未握緊軚盤，失控撞欄和撞樹，造成車身被毀，車頂遭劏開，上層乘客連人帶椅拋出車外。事件造成6人死亡，39人受傷。肇事司機被捕。[328]
- 12月19日：——警方宣布凍結星火同盟抗爭支援的資產及拘捕當中負責的四人。[329]
- 12月20日：大埔翠屏商場門外發生開槍案。警方在現場制服一人，並撿獲一枝疑似槍械，隨後警方封鎖現場作出調查。槍聲傳出後，有示威者向警員指罵警員，警員要求在場的大埔候選區議員黃兆健離開封鎖線，其後有市民上前於斑馬線位置理論，警方其後一度舉起藍旗警告。其後現場懷疑有示威者投擲物件，警方舉黑旗並施發催淚彈。
- 12月21日：
  - 元朗襲擊事件發生五個月，有網民發起下午在元朗YOHO MALL 形點商場進行靜坐集會紀念。下午4時半，防暴警察衝入商場，以胡椒噴劑驅散示威人士，有示威人士以「721唔見人，831打死人」指罵警員。最少8人被捕。[330]
  - 有網民發起聖誕版「和你Shop2.0」，有逾百示威者在海港城內叫口號。示威針對「藍店」和中資店舖進行援亂，部份店舖突然落閘。一批便衣警緊隨示威者，部分人身穿黑衫、戴黑口罩。有數名示威者一度被警方截查，之後獲放行。另有示威者挑釁便衣警，雙方發生爭拗，警員一度在商場內施放胡椒噴霧。[331]
- 12月22日：学生團體「學生歷量」下午在中環愛丁堡廣場舉行「聲援維吾爾族人權集會」，下午5時左右，有示威者將附近的中华人民共和国国旗扯下拋棄於地上，并高举藍底月亮星旗 、雪山獅子旗 、美國、英國、中華民國的國旗，及象徵香港独立的旗幟。亦有示威者推撞警員，防暴警察隨即上前制服。由於多人包圍，警察一度施放胡椒噴霧。有示威者亦上前打算搶走被制服人士，更有示威者腳踢防暴警，亦有警員混亂間拔槍阻嚇現場人士，場面一片混亂。据报道，集会现场亦有2人被警方帶走。有出席者表示，參與這場集會是因為擔心「香港將來會變成新疆」[332][333][334]。而针对示威者将國旗拆下丟在地上的行为，香港特区政府于当晚发布的新聞稿表示強烈譴責[335]。
- 12月24日：香港反對逃犯條例修訂草案運動持續，多區繼續有暴力示威及警民衝突，匯豐銀行首次有分行因政治事件而被縱火及破壞，恒生銀行也首次有分行因政治示威而被塗鴉及破壞。[336][337]。
- 12月25日：，有網民發起「聖誕三部曲行動」，包括在多區舉行「聖誕變裝遊行」及「和你shop」等，下午起銅鑼灣時代廣場和旺角朗豪坊有示威者聚集並高叫口號。多區商場外有防暴警察戒備，警方晚上在朗豪坊外施放多次催淚彈，驅散示威人士，並在尖沙咀、九龍灣截查拘捕多人。晚上10點多，警方在旺角截查過百人。[338]警方於新都會廣場拘捕7人[339]，於德福廣場拘捕最少10人[340]。
- 12月28日：，
  - 元朗擊壤路17號7-Eleven便利店命案。
  - 網民在上水發起「北區和你shop」活動，於下午3時在上水廣場集合，以表達北區水貨活動肆虐的問題[341]。大批蒙面便衣警員在商場內監視。遊行隊伍向疑似水貨客及內地旅客大叫「用國貨，返大陸」[342]，店內警鐘其後響起[343]，「支那人」 、「大陸X」等字，又喝斥「死返大陸喇」、「咪X走水貨」 [344]，並踢路人行李箱，更有人嘗試搶走行李箱[343]。便衣警在商場內制服約十人，防暴警察同時間進入商場截查市民，亦在商場外制服一名男子。警員在商場內戒備期間曾噴胡椒噴霧，有市民及記者被噴中不適。[342][343]
- 12月31日：
  - 開業15年的小欖燒烤樂園結業，將改為低密度住宅項目。[345]
  - 晚上有市民在不同地點組人鏈及叫口號，爭取訴求。在屯門，過百名市民響應網上號召，築成「除夕夜之路」。
  - 有人發起「SUCK THE EVE」，在晚上10時在維港兩岸、西九文化區及蘭桂芳倒數。一批防暴警已在銅鑼灣及尖沙咀一帶巡邏及戒備，而在蘭桂坊附近亦早已擺放水馬及雪糕筒，以分隔車路及行人路。期間在尖沙咀海旁，有巿民在2019年最後10秒倒數，大叫10、9後，以抗爭口號代替最後八秒和「Happy New Year」。於登打士街及咸美頓街一段的彌敦道，有示威者放煙花慶祝新一年的來臨。另一方面，太子站襲擊事件事件四個月，有網民到太子站聚集。到晚上11時許，警方出動一部水炮車及兩部銳武裝甲車，驅散在彌敦道聚集的人。

## 逝世
- 1月3日：楊鳴章（73歲），天主教香港教區主教。肝衰竭。
- 1月12日：余叔韶（96歲），香港首名華人檢察官、著名刑事大律師。[346]
- 1月12日：劉何志（64歲），無綫臨時演員，被發現猝死於尖東海旁街頭。[347]
- 2月8日：臧健和（73歲），灣仔碼頭水餃創辦人。[348]
- 2月9日：Peter Moss（84歲），政府新聞處前助理處長，六七暴動期間親身採訪拍攝暴動消息，於馬尼拉病逝。[349]
- 2月20日：韋健生教授（英語：Professor Michael Wilkinson）（74歲），港大法律學院前法律專業學系系主任。[350]
- 3月5日：楊路年（60歲），米埔自然保護區首任經理。因心臟病發在北京逝世。[351]
- 3月6日：林麗棠老師（48歲），疑工作壓力爆煲，校內墮樓身亡。個案曾引發香港媒體報道及市民關注。
- 3月11日：王敏剛（70歲），港區全國人大代表，香港企業家。因病在香港逝世。[352]
- 3月18日：杜敬謙（26歲），擁有16個香港游泳紀錄的游泳好手。於美國佛羅里達州訓練期間突然不適暈倒後不治。[353]
- 3月20日：沈鑒治（90歲），香港專欄作家，信報前總編輯，病逝[354]。
- 3月29日：何弢（83歲），香港著名建築師，為香港區旗區徽設計者和香港藝術中心發起人之一。[355]
- 4月25日：Michael Wolf（65歲），德籍攝影師，以拍攝香港密集樓宇聞名，在長洲家中離世。[356]
- 5月5日：陳錦康（60歲），工業傷亡權益會總幹事，因病醫治無效，在瑪嘉烈醫院逝世。遺缺由副總幹事蕭倩文接任。[357]
- 5月7日：方兆基（55歲），南生圍「婚紗橋」守護者，在山貝洪田村附近山頭墳地吊頸自殺。[358]
- 5月16日：貝聿銘（英語：Ieoh Ming Pei），102歲，美籍華人建築師。[359]
- 6月2日：李兆基（69歲），電影演員。因肝癌搶救無效離世。[360]
- 6月5日：陳廷軒（48歲），資深配音員。在美國做手術期間不幸逝世。
- 6月15日：梁凌杰（35歲），為反對政府修訂《逃犯條例》及要求林鄭月娥辭職危立太古廣場外棚並展示標語，其後墮樓而死。不幸的是，其後最少有6名男女用相似理由或對政治困境感到絕望自殺身亡。[361]
- 7月2日：洪金梅（74歲），人稱「祥嫂」，香港已故粵劇名伶鄧永祥第四任妻子。
- 7月5日：雷禮義（71歲），資深排球評述員。
- 7月13日：釋智慧（86歲），香港佛教聯合會榮譽會長。
- 7月19日：
  - 姚莉（96歲），1930-1960年代國語女歌手。
  - 林律希（37歲），社運歌曲《民主會戰勝歸來》填詞人（死訊公布日期）。
- 7月21日：黃保欣（96歲），首任香港機場管理局主席。
- 8月1日：曾月娥（54歲），香港女配音員。曾任香港電台助理節目主任。腦腫瘤。
- 8月5日：夏萍（81歲），香港資深女演員。
- 8月13日：梁舜燕（90歲），香港資深女演員。
- 8月17日：陳紫蓮（71歲），被譽為「港姐之母」的前港姐副統籌經理。
- 8月17日：劉娟娟（75歲），首代香港名模（死訊公布日期）。
- 9月13日：陳鈞潤（70歲），香港戲劇翻譯家。[362]
- 9月20日：曾憲梓（85歲），香港企業家，金利來集團創辦人，三屆全國人大常委會委員。[363]
- 9月22日：陳伯民（101歲），香港教育家，民生書院第五任校長，五育中學首任校監。
- 9月30日：鍾逸傑（英語：Sir David Akers-Jones）（92歲），英國殖民地官員，香港布政司（1985年－1987年）、署理總督（1986年－1987年）。
- 10月14日：曾浩賢（44歲），香港劇場工作者。
- 10月30日：潘正潮（18歲），香港美式桌球運動員。在香港體育學院跑步練習期間暈倒後猝逝。
- 11月7日：曾穎欣（26歲），藝名「銀紙彤」，香港網媒《100毛》前女主播。在沙田豐盛苑富盛閣大樓火災中身亡。
- 11月8日：周梓樂（22歲），香港科技大學學生。在11月4日凌晨被發現倒臥在尚德邨停車場2樓，留院5日後延至本日不治。
- 11月29日：鄭錦昌（78歲）
- 12月1日：黎小田（73歲），香港資深作曲家、唱片製作人。
- 12月13日：吳祖南博士（59歲），香港大學地理系副教授，曾任長春社主席、環境影響評估小組主席。[364]
- 12月16日：何滿添（58歲），佛教善德英文中學校長，多次就反修例運動期間罷課和國歌法等議題上願意挺身說出看法，並關心學生。因患淋巴癌在沙田醫院離世。[365]
- 12月17日：陳鉅源（73歲）
- 12月23日：馮展萍（87歲），商台廣播劇播音員，其子馮偉棠曾任香港電台中文台台長。

## 其他資訊

### 活動
- 2018/2019場地單車世界盃香港站：1月25至27日
- 香港許願節2019：2月5日至3月3日
- 國泰航空新春國際匯演之夜花車巡遊匯演：2月5日
- 香港馬術大師賽（國際室內馬術比賽）：2月15至17日
- 香港馬拉松：2月17日
- 香港電動方程式大賽：3月10日
- 香港花卉展覽：3月15至24日
- 巴塞爾藝術展：3月29日至31日
- 香港國際七人欖球賽：4月5至7日
- 元朗十八鄉天后誕會景巡遊：4月27日
- 香港龍舟嘉年華：6月14至16日
- 賽馬會傑志中心盃-友賽曼城：7月24日
- 康城電影節「Festival de Cannes Film Week」：11月12至17日
- UCI場地單車世界盃香港站：11月29日至12月1日
- 西貢鹽田梓藝術節：11月30日至12月29日

### 節慶
下列節慶，如無註明，均是香港的公眾假期，同時亦是法定假日（俗稱勞工假期）。有 # 號者，不是公眾假期或法定假日（除非適逢星期日或其它假期），農曆新年市面上有一定節慶氣氛，傳媒亦對其活動有所報導。自從反修例運動後，消費意欲減少，聖誕氣氛較以往欠佳，詳情可參看香港節日與公眾假期。
- 1月1日（星期二）：元旦
- 2月5日（星期二）：農曆年初一
- 2月6日（星期三）：農曆年初二
- 2月7日（星期四）：農曆年初三
- 4月4日（星期四）：兒童節 #
- 4月5日（星期五）：清明節
- 4月19日（星期五）：耶穌受難節（是公眾假期，但不是法定假日）
- 4月20日（星期六）：耶穌受難節翌日（是公眾假期，但不是法定假日）
- 4月22日（星期一）：復活節星期一（是公眾假期，但不是法定假日）
- 5月1日（星期三）：勞動節
- 5月12日（星期日）：佛誕
- 5月13日（星期一）：佛誕翌日（補5月12日）（是公眾假期，但不是法定假日）
- 6月7日（星期五）：端午節
- 7月1日（星期一）：香港特別行政區成立紀念日
- 9月13日（星期五）：中秋節 #
- 9月14日（星期六）：中秋節翌日
- 10月1日（星期二）：中華人民共和國國慶日
- 10月7日（星期一）：重陽節
- 10月31日（星期四）：萬聖夜 #
- 12月22日（星期日）：冬至（是法定假日，但不是公眾假期，根據法定假日放假的機構，或會聖誕節放假，冬至不放假。部份機構或會提早下班）
- 12月24日（星期二）：平安夜#（不是公眾假期或法定假日，但部份機構或會提早下班或放假一天）
- 12月25日（星期三）：聖誕節（根據法定假日放假的機構，或會冬至放假，聖誕節不放假）
- 12月26日（星期四）：聖誕節後第一個周日（是公眾假期，但不是法定假日）
- 12月31日（星期二）：公曆除夕# （不是公眾假期或法定假日，但部份機構或會提早下班或放假一天）

#### 社會貢獻
- 大紫荊勳章：余國春先生，洪祖杭博士
- 金英勇勳章：（本年從缺）
- 香港十大傑出青年：鄺勵齡、 任卓昇教授、甄澤權、ANDREWS, Jeffrey Alterin、陳君洋、伍桂麟、鄭敏樂醫生、陳浩源

### 獎項

#### 叱咤樂壇流行榜頒獎典禮2019
- 叱咤樂壇男歌手金獎：張敬軒
- 叱咤樂壇女歌手金獎：謝安琪
- 叱咤樂壇組合金獎：Dear Jane
- 叱咤樂壇至尊歌曲大獎：《我們都是這樣長大的》鄭秀文
- 叱咤樂壇至尊唱片大獎：《the album and the rest of it...》麥浚龍，謝安琪
- 叱咤樂壇我最喜愛的男歌手：周國賢
- 叱咤樂壇我最喜愛的女歌手：方皓玟
- 叱咤樂壇我最喜愛的組合：RubberBand
- 叱咤樂壇我最喜愛的歌曲：《人話》方皓玟

#### 電視廣播有限公司獎項
- 2019年度香港小姐競選：

| 獎項       | 得獎佳麗 |
| ---------- | -------- |
| 冠軍       | 黃嘉雯   |
| 亞軍       | 王菲     |
| 季軍       | 古佩玲   |
| 最上鏡小姐 | 王菲     |
| 友誼小姐   | 陳熙蕊   |